# Malestroit
Pour le mercantiliste, voir Jean de Malestroit.
Malestroit ([maletʁwa]) est une commune française, située dans le département du Morbihan en région Bretagne.
Longtemps chef-lieu de canton (la commune a perdu ce titre lors de la réforme administrative de 2014 et est désormais incorporée au canton de Moréac), Malestroit est traversée par le canal de Nantes à Brest et par la rivière Oust qui sont confondus à cet endroit.
Cette ville a fêté son millénaire en 1987. Elle s'est vu décerner, en 2013, le label « Petite cité de caractère ».

## Géographie

### Situation
La ville de Malestroit est située à 40 km de Vannes (préfecture). Les communes limitrophes sont Saint-Marcel à l'ouest, Pleucadeuc au sud et Ruffiac à l'est. La ville fait partie du Vannetais et de la  Haute-Bretagne.

### Communes limitrophes

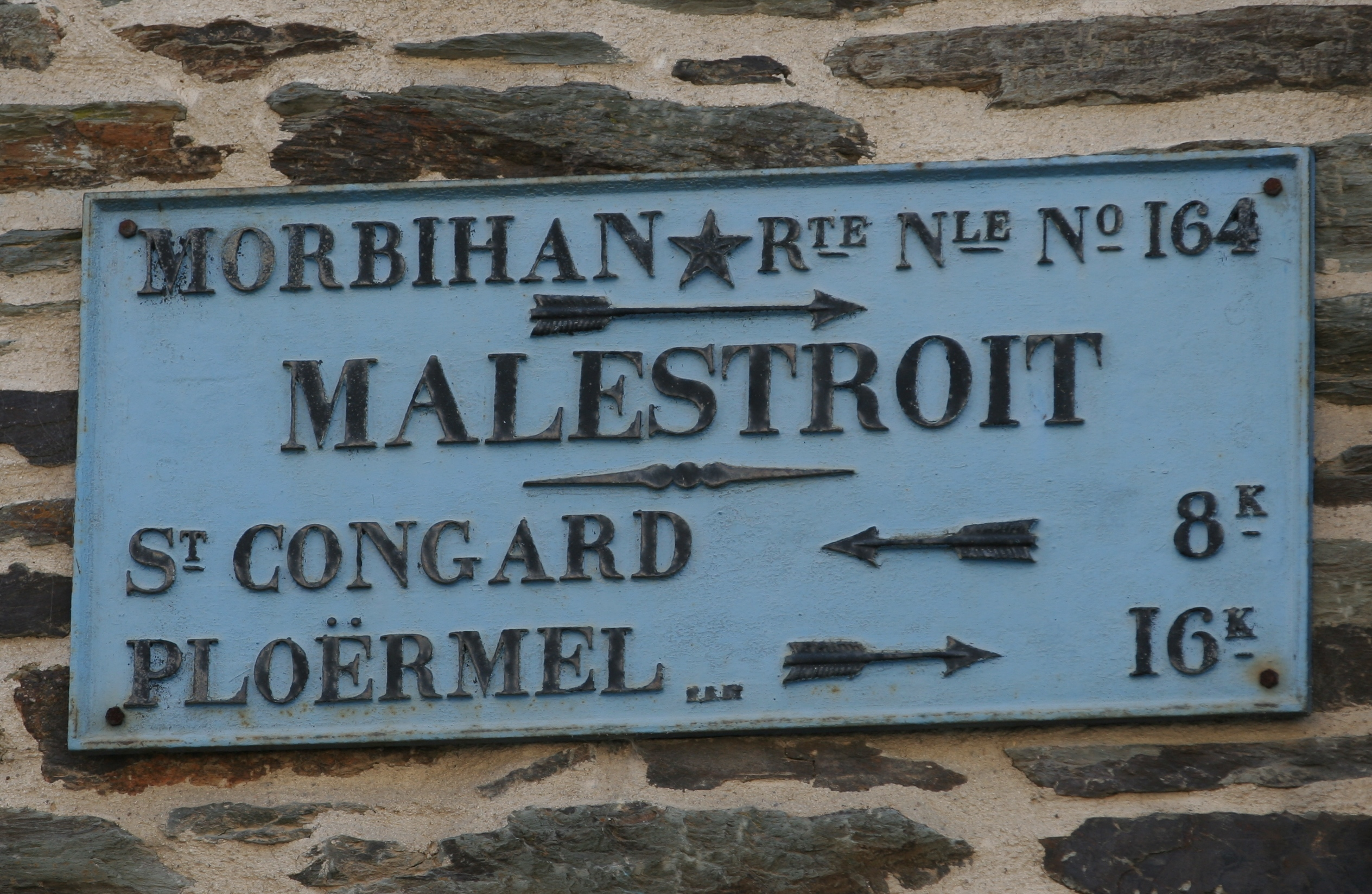
Plaque cochère indiquant Saint-Congard et Ploërmel

|              |            | Missiriac     |
| Saint-Marcel | Malestroit |               |
|              | Pleucadeuc | Saint-Congard |

### Description, relief et hydrographie

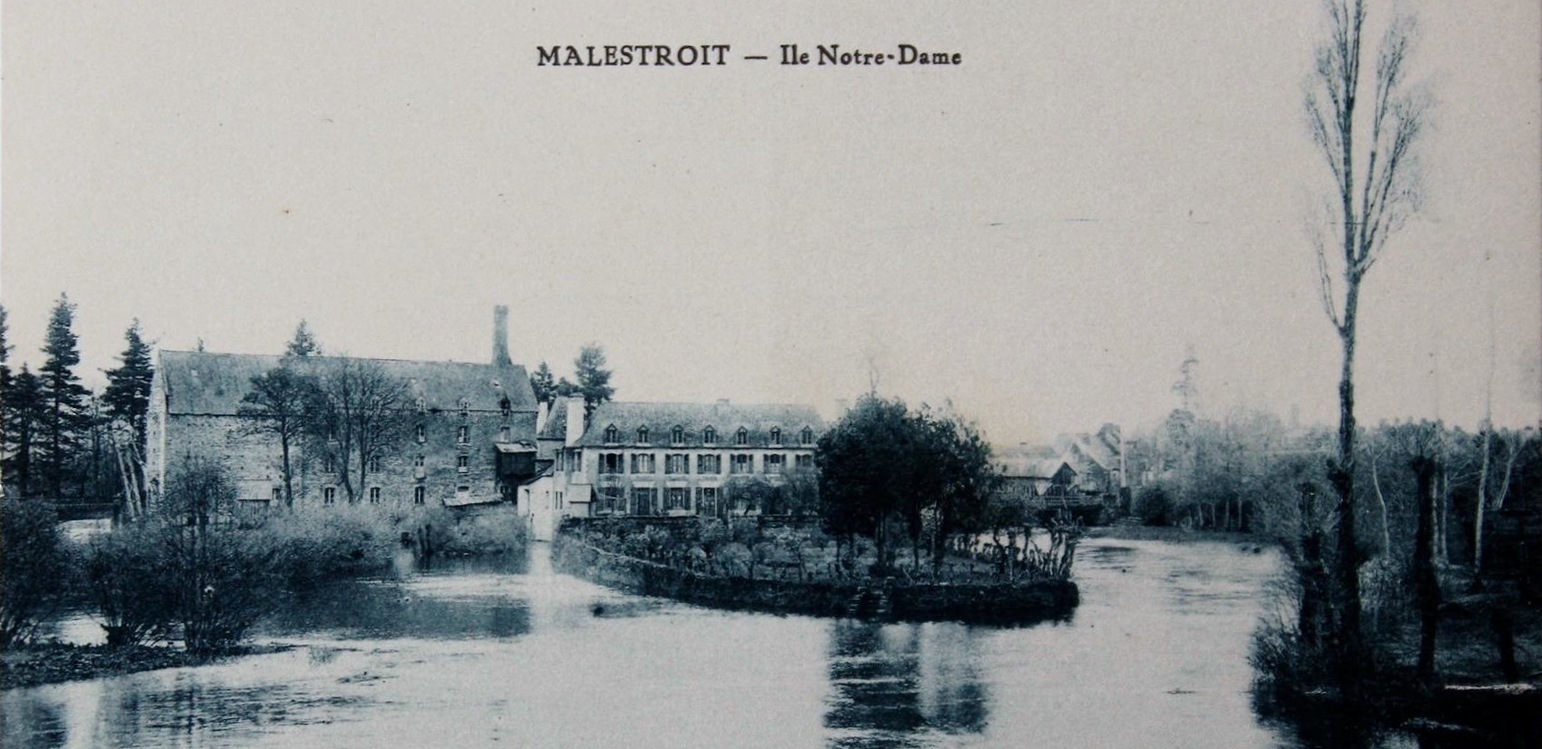
Malestroit : l'île Notre-Dame au début du XXe siècle (carte postale).

La commune de Malestroit est traversée par l'Oust, qui coule à une quinzaine de mètres d'altitude. La ville est principalement située sur sa rive droite, mais le faubourg de La Madeleine est sur sa rive gauche ; l'île Notre-Dame est située entre ces deux parties de la ville et le quartier de l'Écluse, en amont de la ville, forme une île d'origine anthropique depuis la construction du canal de Nantes à Brest qui courcircuite un méandre de l'Oust (accessible grâce au pont routier sur écluse de La Hataie). De petite superficie, la commune de Malestroit possède une partie rurale, principalement au sud de la ville, dont l'altitude s'élève jusqu'à 95 mètres au sud du Bois Solon.
Plusieurs ponts franchissent l'Oust : les deux de la rue Notre-Dame (qui desservent l'île Notre-Dame, celui situé sur le bras principal étant dénommé Pont Briand ou Vieux Pont, construit avant 1829 et en partie reconstruit en 1932) et le Pont Neuf, lequel a fait l'objet d'importants travaux de restauration en 2021.
Malestroit connaît périodiquement de graves inondations en raison des crues de l'Oust, les dernières étant celles de 2014 et 2019. Des inondations se produisent fréquemment depuis longtemps : par exemple des crues survenues vers 1750 emportèrent la Porte des Ponts, dite aussi Porte Borguet (porte des remparts située à l'endroit des ponts permettant de traverser les bras de l'Oust) et celles de l'hiver 1904 entraînèrent la submersion de la vallée de l'Oust pendant plusieurs semaines. Le journal La Croix du 6 décembre 1910 écrit que « Malestroit surtout et les campagnes environnantes sont dans une situation critique » en raison des débordements de l'Oust.

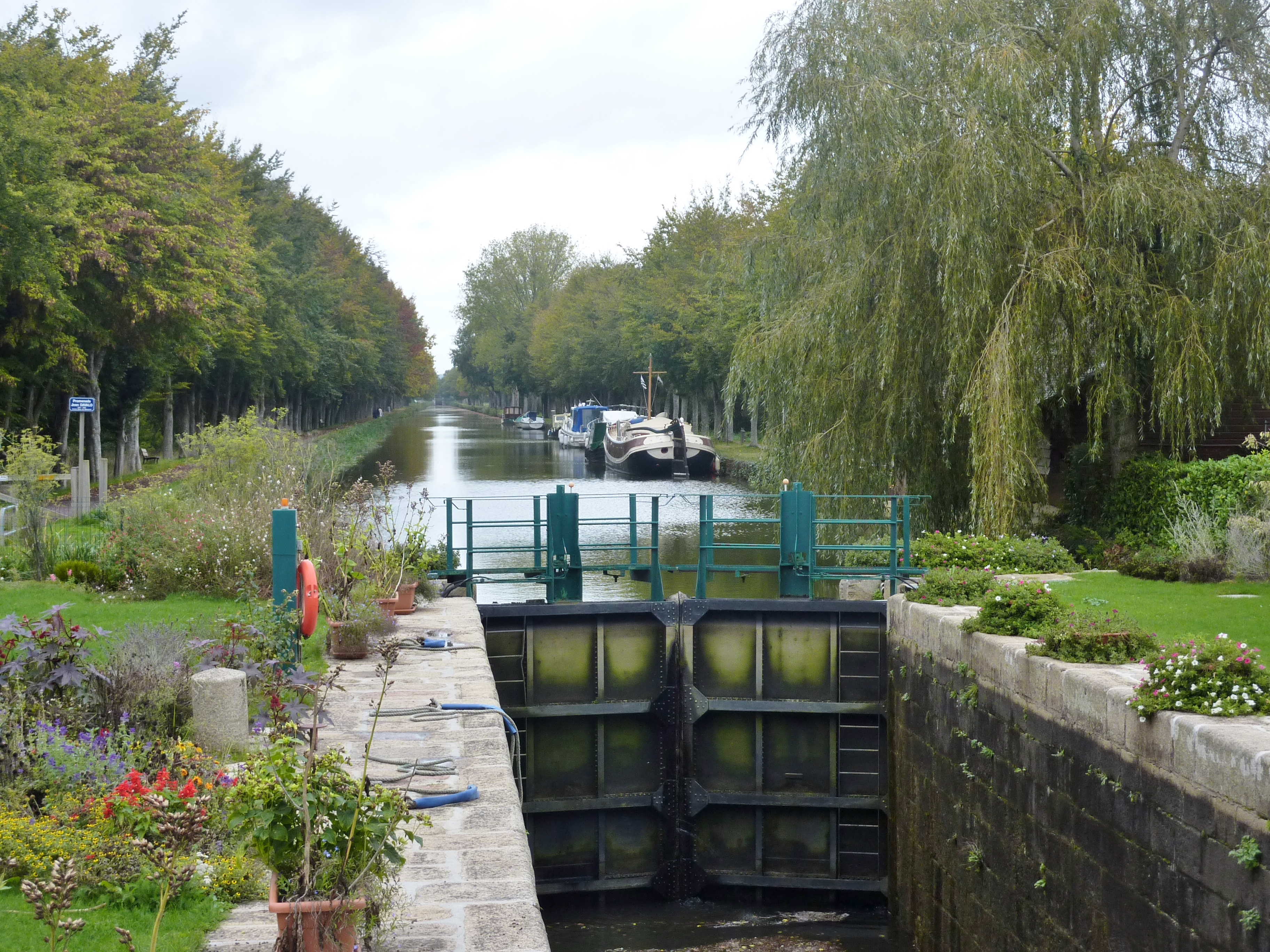
Le Canal de Nantes à Brest (dérivation de l'Oust) au niveau de l'écluse de Malestroit.
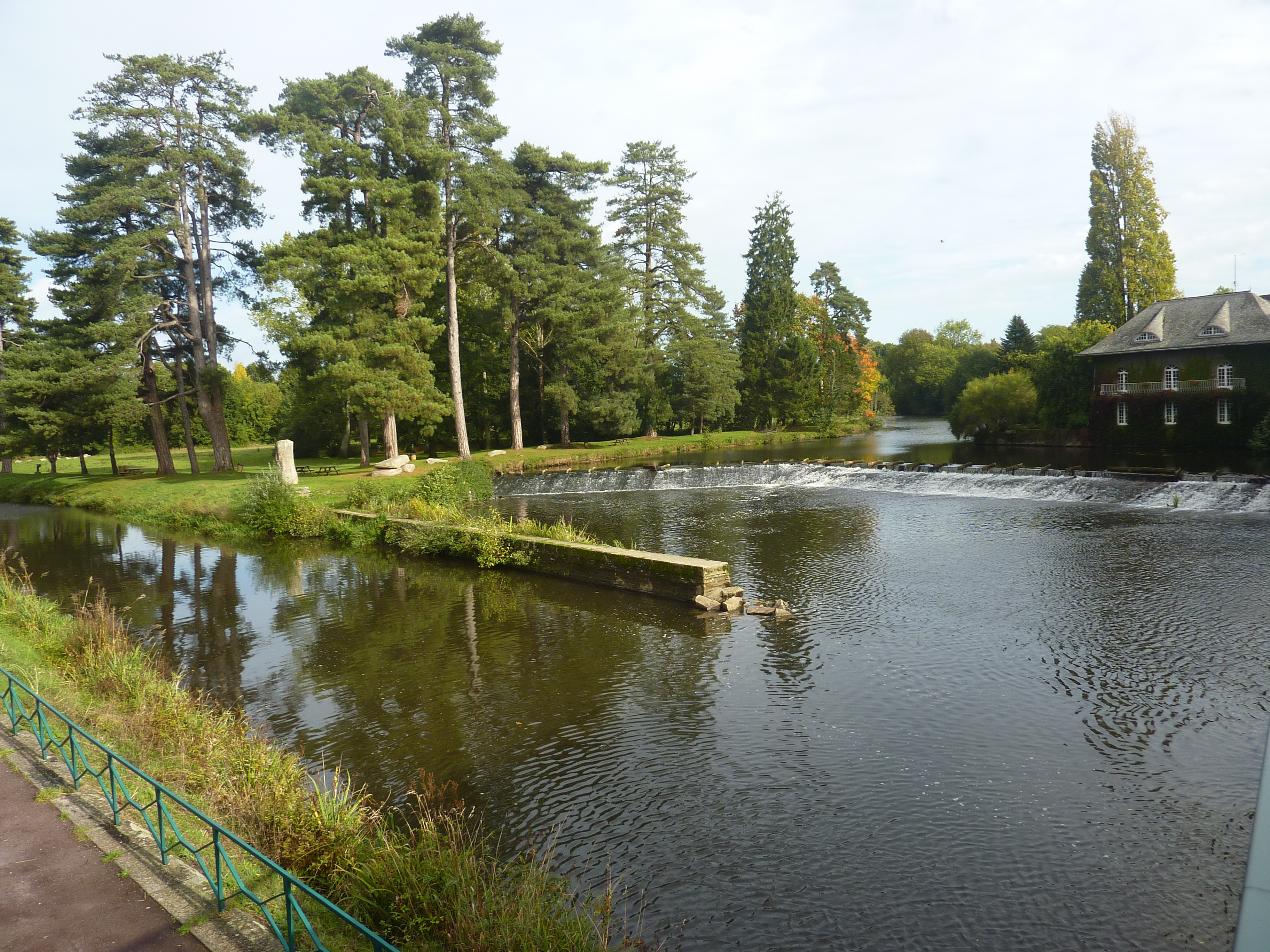
L'Oust et le Canal de Nantes à Brest au niveau de leur jonction juste en aval de l'île Notre-Dame.
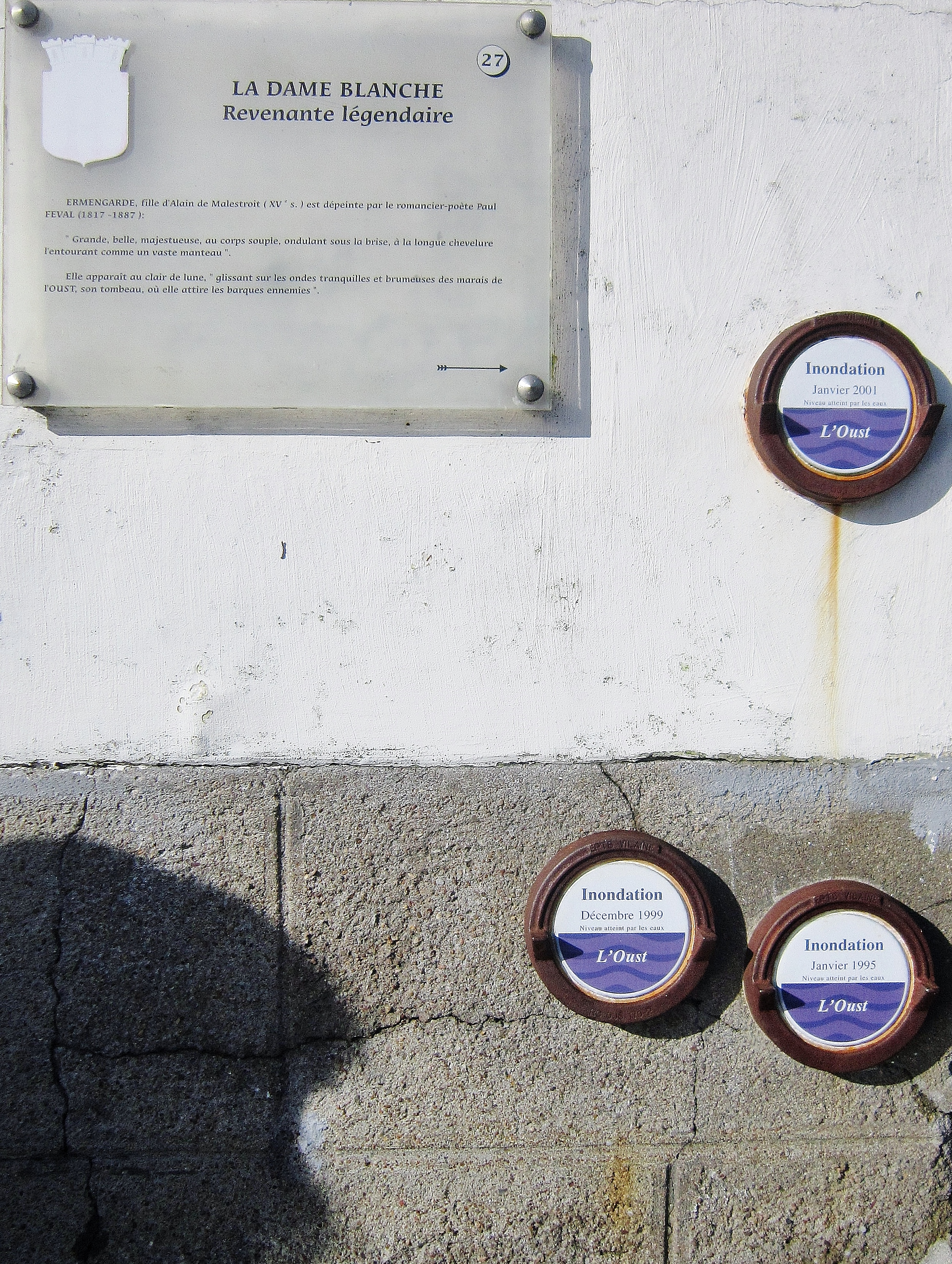
Malestroit : niveaux atteints lors de trois crues de l'Oust et panneau évoquant la légende de la Dame Blanche.
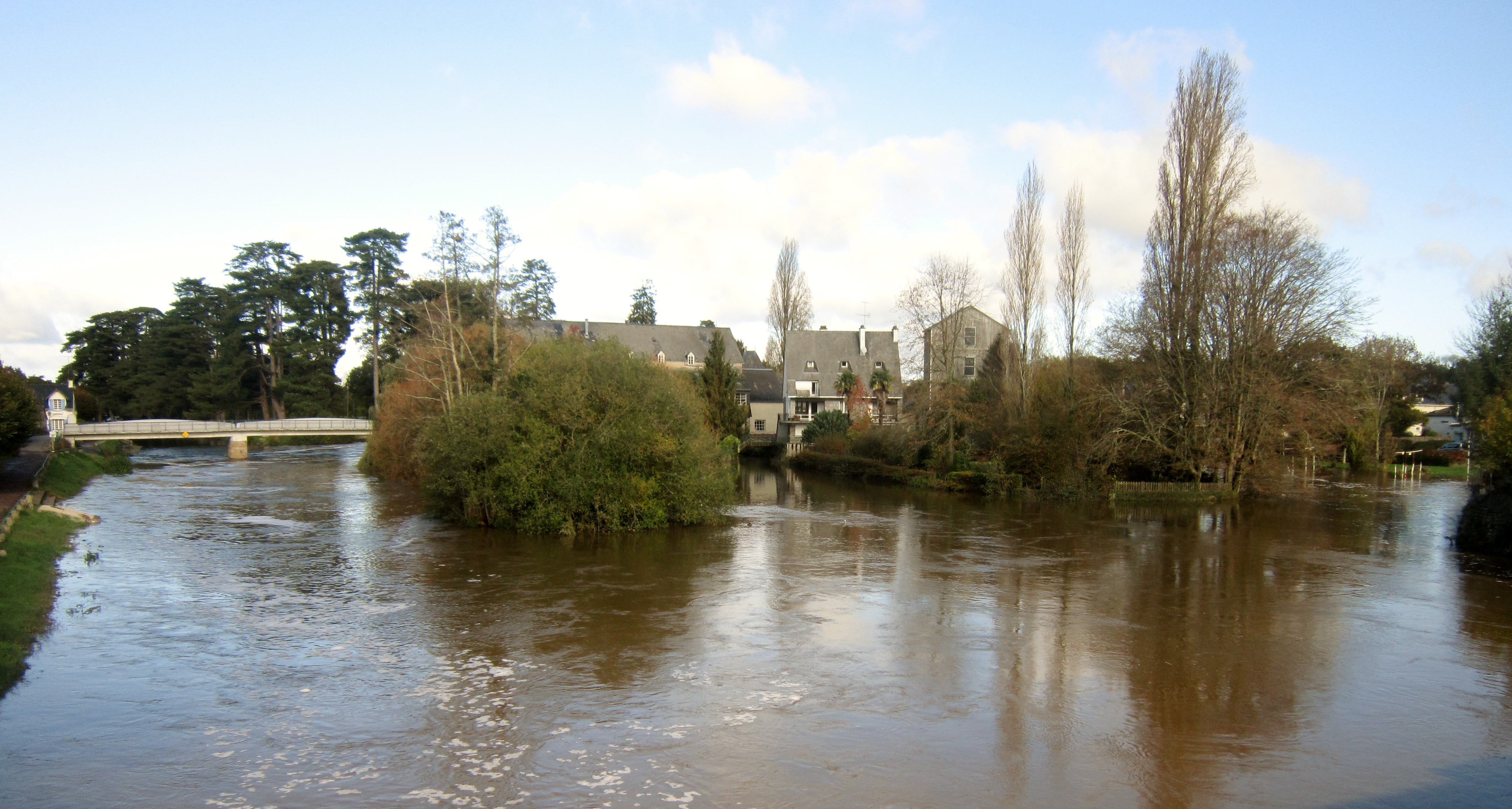
Malestroit : l'Oust en crue (8 novembre 2019).
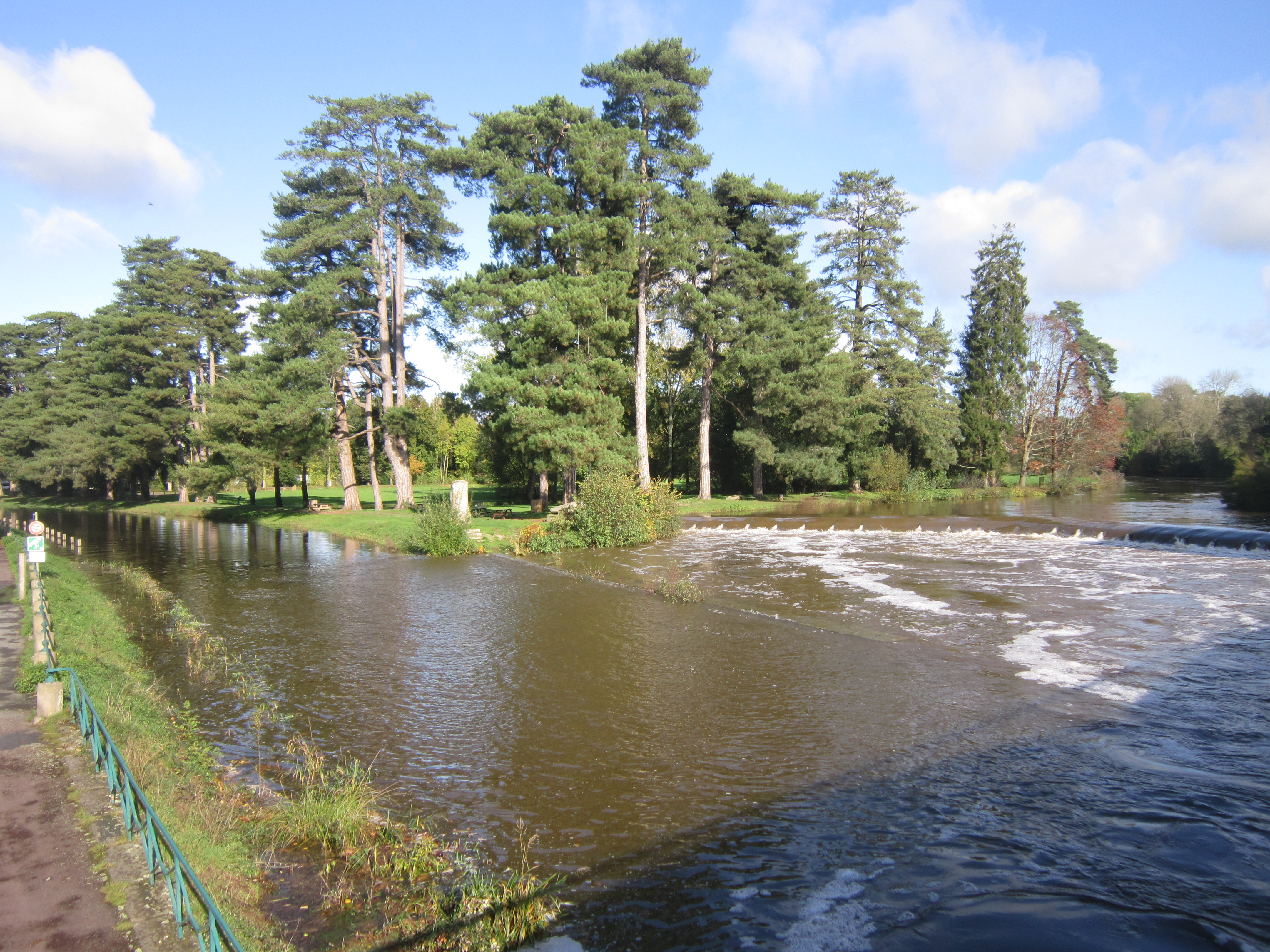
Malestroit : l'Oust en crue (8 novembre 2019).

La ville est restée d'importance modeste : éloignée des grands centres urbains, la ville a vu sa population augmenter faiblement en deux siècles, ne gagnant que 800 habitants environ entre 1800 et le début du XXIe siècle (2 470 habitants en 2019) et en perdant même quelques-uns depuis le pic démographique atteint en 1975. Quelques lotissements se sont créées toutefois depuis la Seconde Guerre mondiale comme celui d'Eureka au sud du centre-ville ou celui du Clos Grobon (au nord de La Madeleine sur la rive gauche de l'Oust). Deux zones industrielles ont été créées : celle du Tirpen à l'ouest de la ville est la plus importante, la seconde étant celle de l'Oust à l'est. Mais la ville est entravée dans son développement par sa faible superficie et l'importance des zones inondables à proximité de l'Oust. L'absence de rocade routière entraîne aussi des nuisances liées au trafic de transit et des embouteillages qui ont atteint leur paroxysme lor des travaux de restauration du Pont Neuf en 2021.

### Géologie
R. Mazères a décrit La bande silurienne de Malestroit dans un article publié en 1930. Du minerai de fer a été trouvé dans des terrains datant de l'Ordovicien du synclinal de Malestroit, mais n'a jamais été exploité. Ce synclinal de Malestroit a une largeur très restreinte, variable de un à dix kilomètres, mais est très long, à cheval sur les départements du Morbihan, d'Ille-et-Vilaine et Loire-Atlantique ; les couches y sont par endroits relevées jusqu'à la verticale.

### Hydrographie
Pour un article plus général, voir Réseau hydrographique du Morbihan.
La commune est située dans le bassin Loire-Bretagne. Elle est drainée par le canal de Nantes à Brest, l'Oust et divers autres petits cours d'eau,.
Le canal de Nantes à Brest est un canal, chenal et un estuaire et un cours d'eau naturel navigable sur une grande partie de son cours, d'une longueur de 364 km, prend sa source dans la commune de Nort-sur-Erdre et se jette  dans la Loire à Nantes.  Les caractéristiques hydrologiques du canal de Nantes sont données par la station hydrologique située sur la commune. Le débit moyen mensuel est de 26,4 m3/s. Le débit moyen journalier maximum est de 243 m3/s, atteint lors de la crue du 13 février 2014. Le débit instantané maximal est quant à lui de 248 m3/s, atteint le 25 décembre 2013.
L'Oust, d'une longueur de 145 km, prend sa source dans la commune de La Harmoye et se jette  dans la Vilaine à Rieux, après avoir traversé 46 communes. 

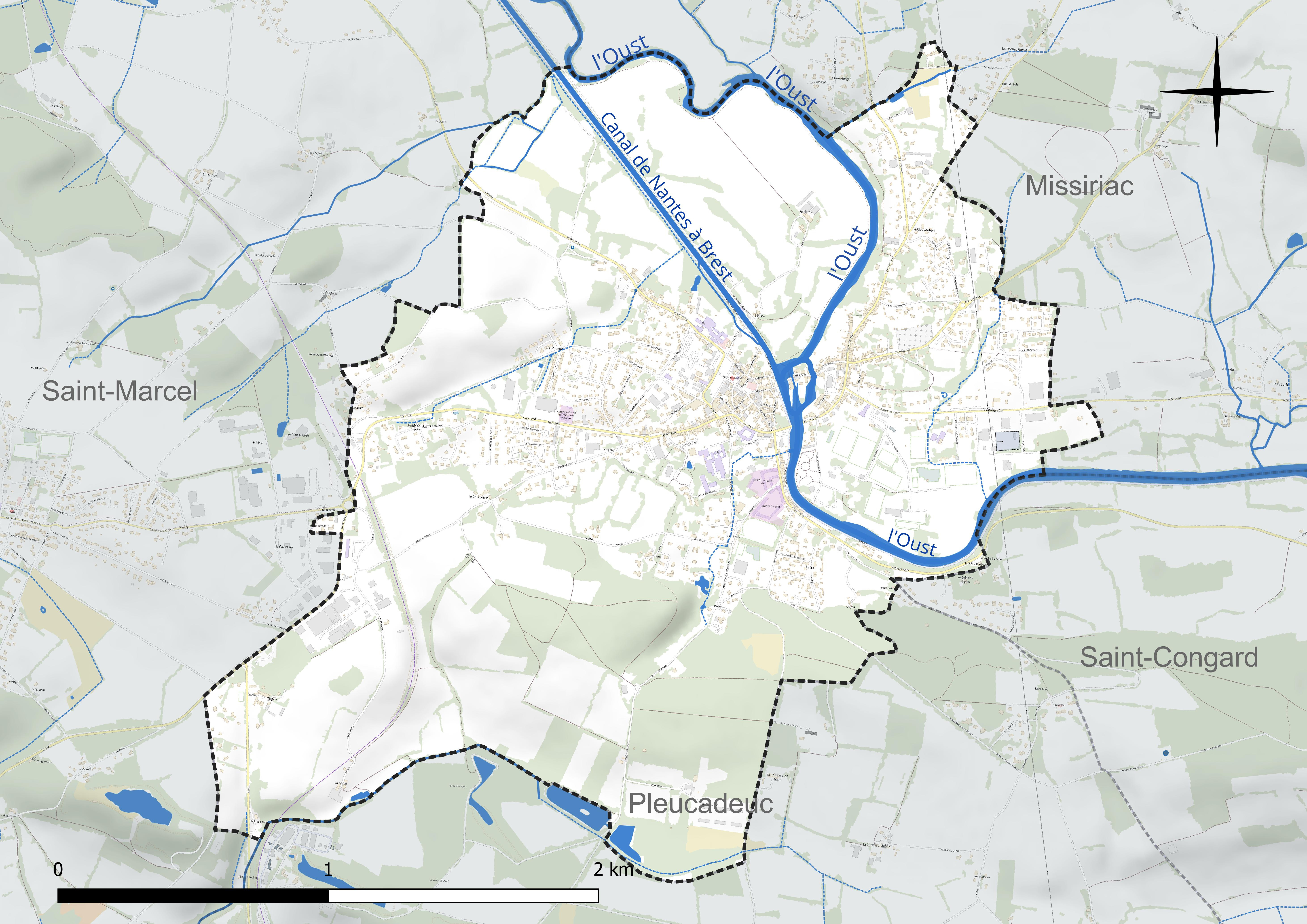
Réseau hydrographique de Malestroit.

### Climat
Pour des articles plus généraux, voir Climat de la Bretagne et Climat du Morbihan.
En 2010, le climat de la commune est de type climat océanique franc, selon une étude du Centre national de la recherche scientifique s'appuyant sur une série de données couvrant la période 1971-2000. En 2020, Météo-France publie une typologie des climats de la France métropolitaine dans laquelle la commune est exposée à un climat océanique et est dans la région climatique Bretagne orientale et méridionale, Pays nantais, Vendée, caractérisée par une faible pluviométrie en été et une bonne insolation. Parallèlement l'observatoire de l'environnement en Bretagne publie en 2020 un zonage climatique de la région Bretagne, s'appuyant sur des données de Météo-France de 2009. La commune est, selon ce zonage, dans la zone « Intérieur Est », avec des hivers frais, des étés chauds et des pluies modérées.
Pour la période 1971-2000, la température annuelle moyenne est de 11,7 °C, avec une amplitude thermique annuelle de 12,6 °C. Le cumul annuel moyen de précipitations est de 830 mm, avec 12,7 jours de précipitations en janvier et 6,4 jours en juillet. Pour la période 1991-2020, la température moyenne annuelle observée sur la station météorologique la plus proche, située sur la commune de Pleucadeuc à six km à vol d'oiseau, est de 11,9 °C et le cumul annuel moyen de précipitations est de 907,2 mm,. Pour l'avenir, les paramètres climatiques de la commune estimés pour 2050 selon différents scénarios d'émission de gaz à effet de serre sont consultables sur un site dédié publié par Météo-France en novembre 2022.

### Transports
La ville est traversée par la D 776 (ancienne route nationale 776), la D 764 (ancienne route nationale 164) et la D 146.

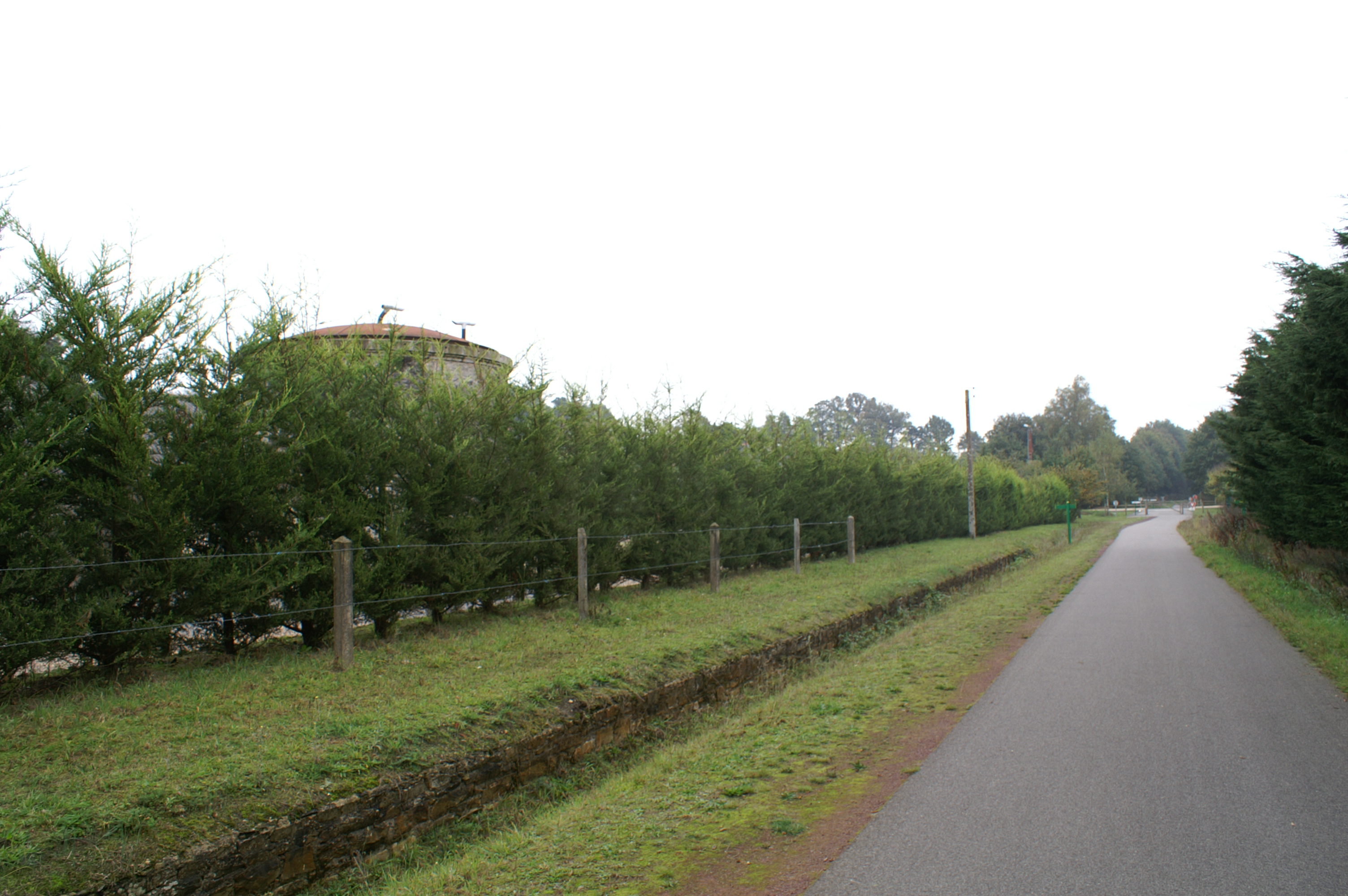
La voie verte, marquant le passage de la voie ferrée, avec le vestige d'un ancien quai, au niveau de l'ancienne gare de Malestroit.

L'ancienne ligne ferroviaire de Questembert à Ploërmel passait par la gare de Malestroit. Désormais la gare la plus proche est celle de Vannes. Son tracé a été aménagé en voie verte : c'est désormais un tronçon de la V3 allant de Saint-Malo à la presqu'île de Rhuys.

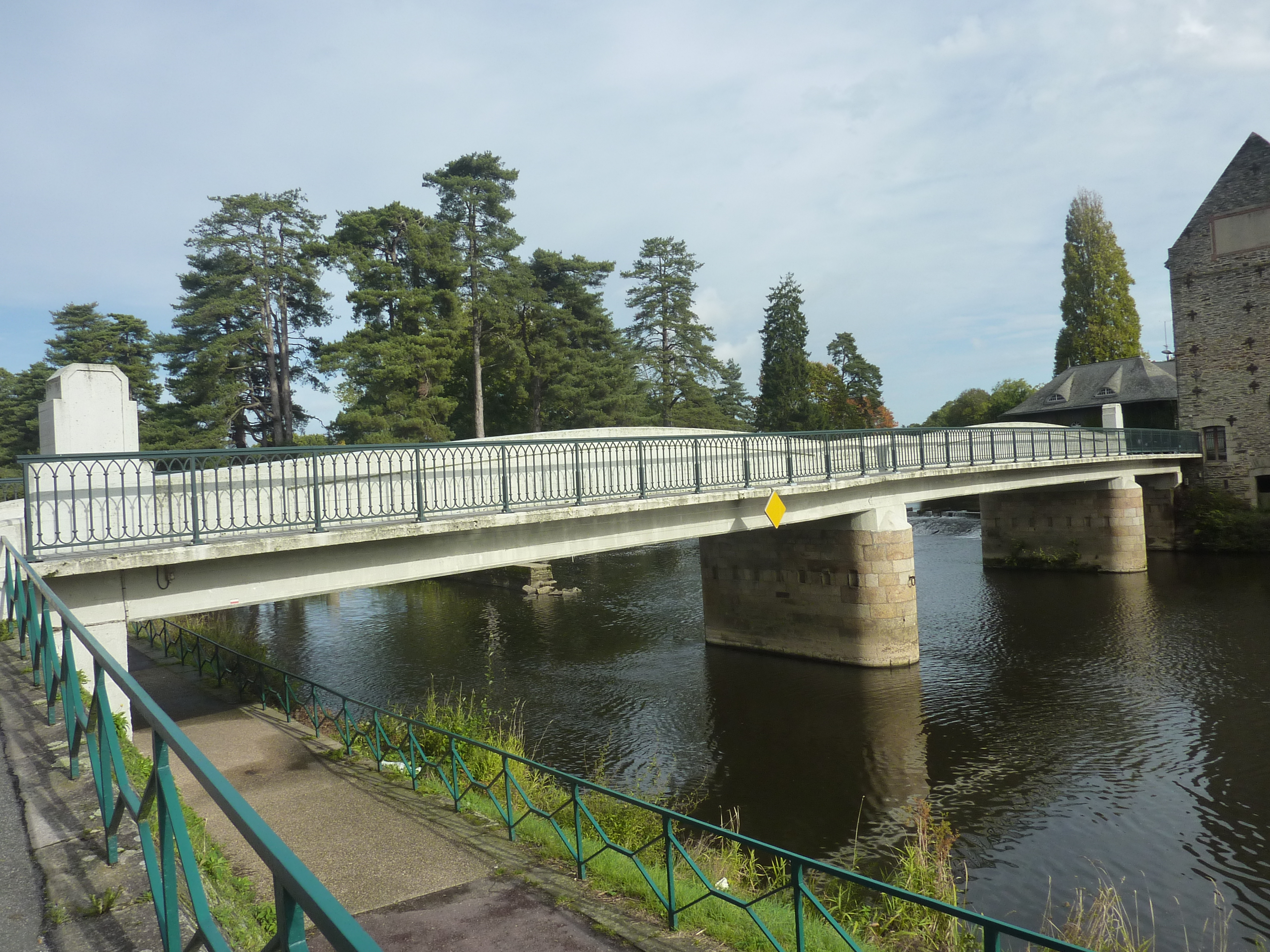
Le "Pont Neuf", pont sur l'Oust inauguré en 1932.
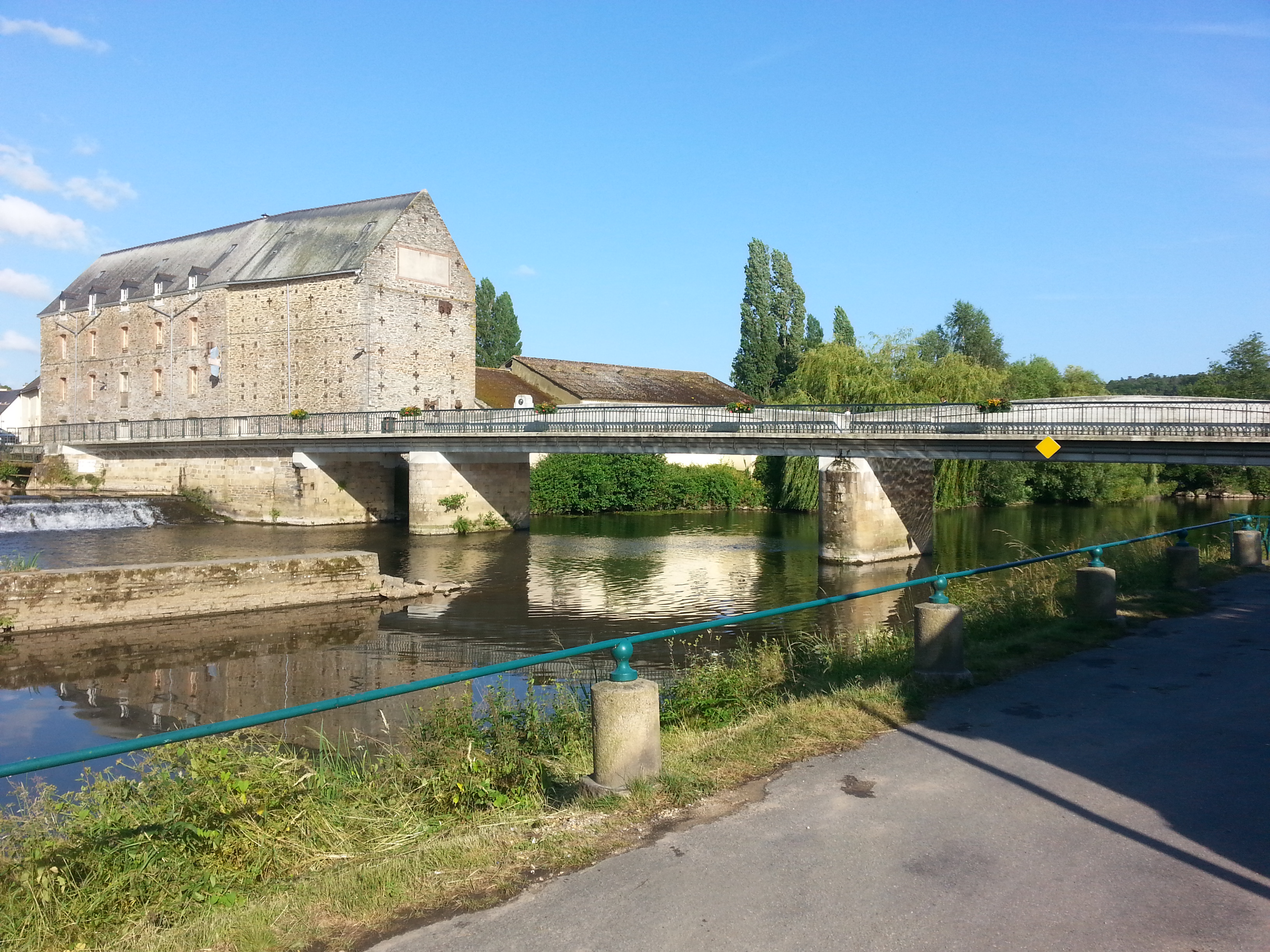
Pont sur l'Oust (canal de Nantes à Brest) et le moulin de Malestroit.
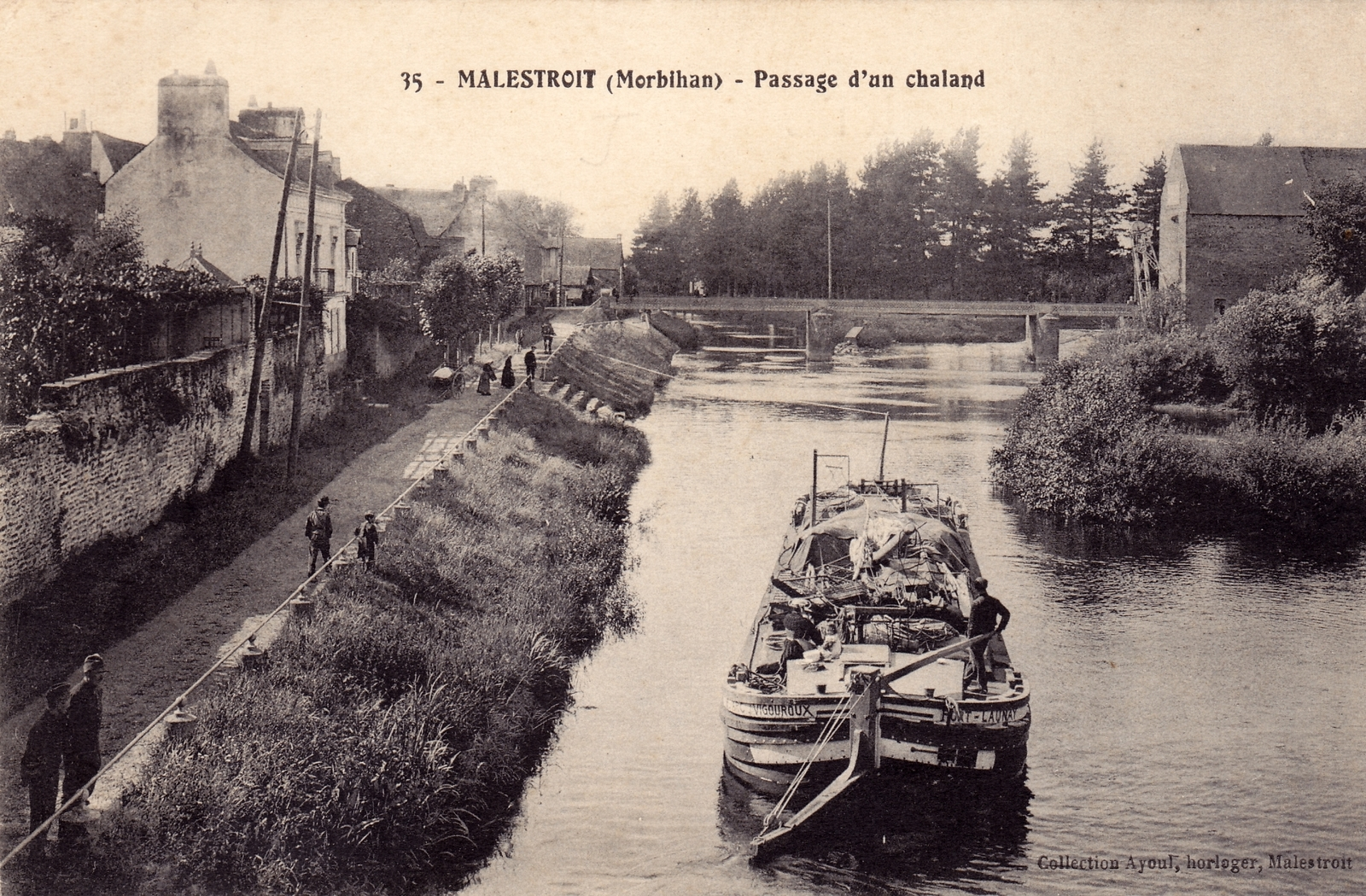
Passage du chaland Jeanne-d'Arc (de Port-Launay) à Malestroit dans la décennie 1920.
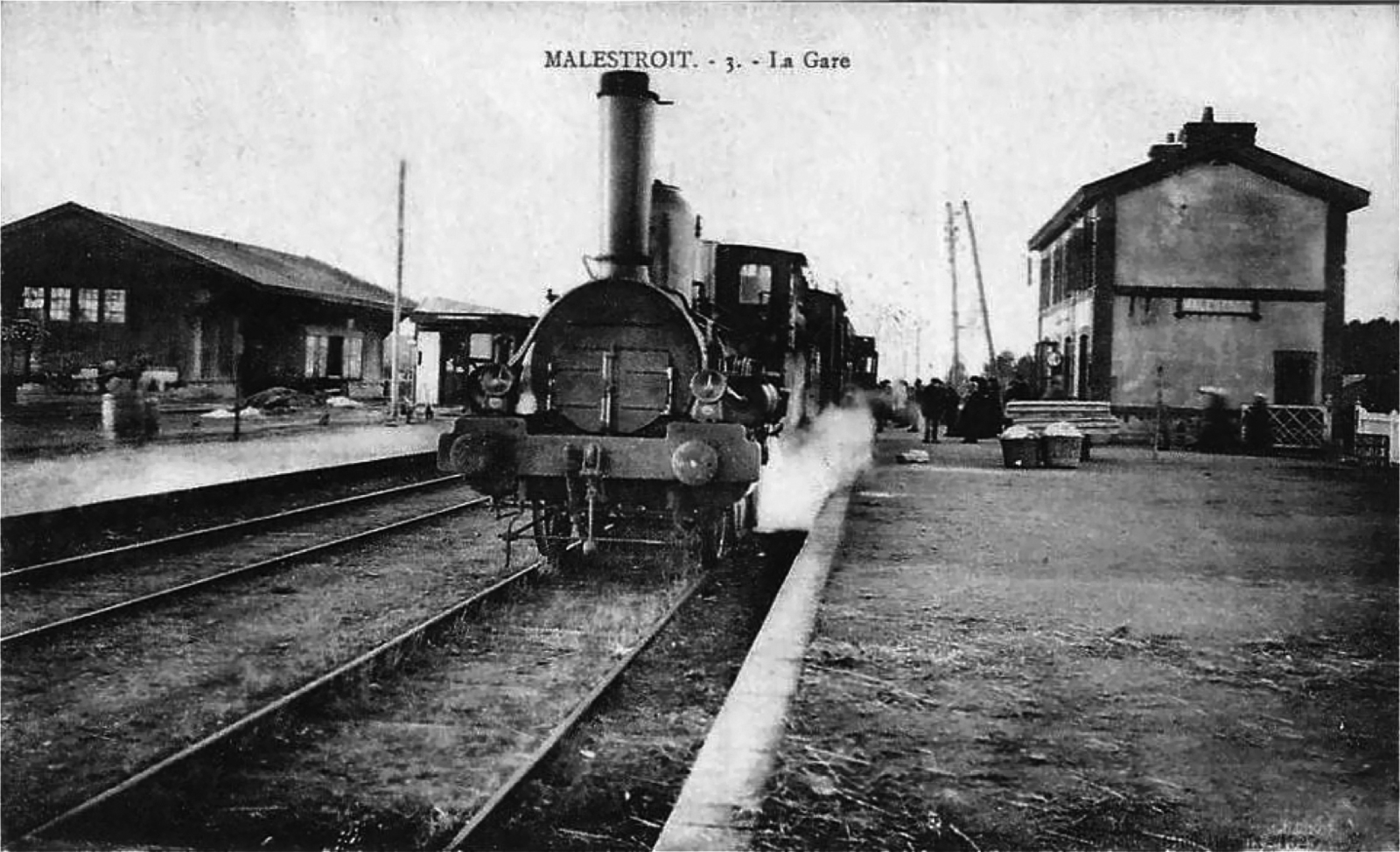
La gare de Malestroit vers 1925.

La commune est traversée par le canal de Nantes à Brest qui emprunte à cet endroit le cours de l'Oust. L'écluse de La Hataie est située juste en amont de la ville de Malestroit; sa maison éclusière date de la construction du canal.

### Habitat

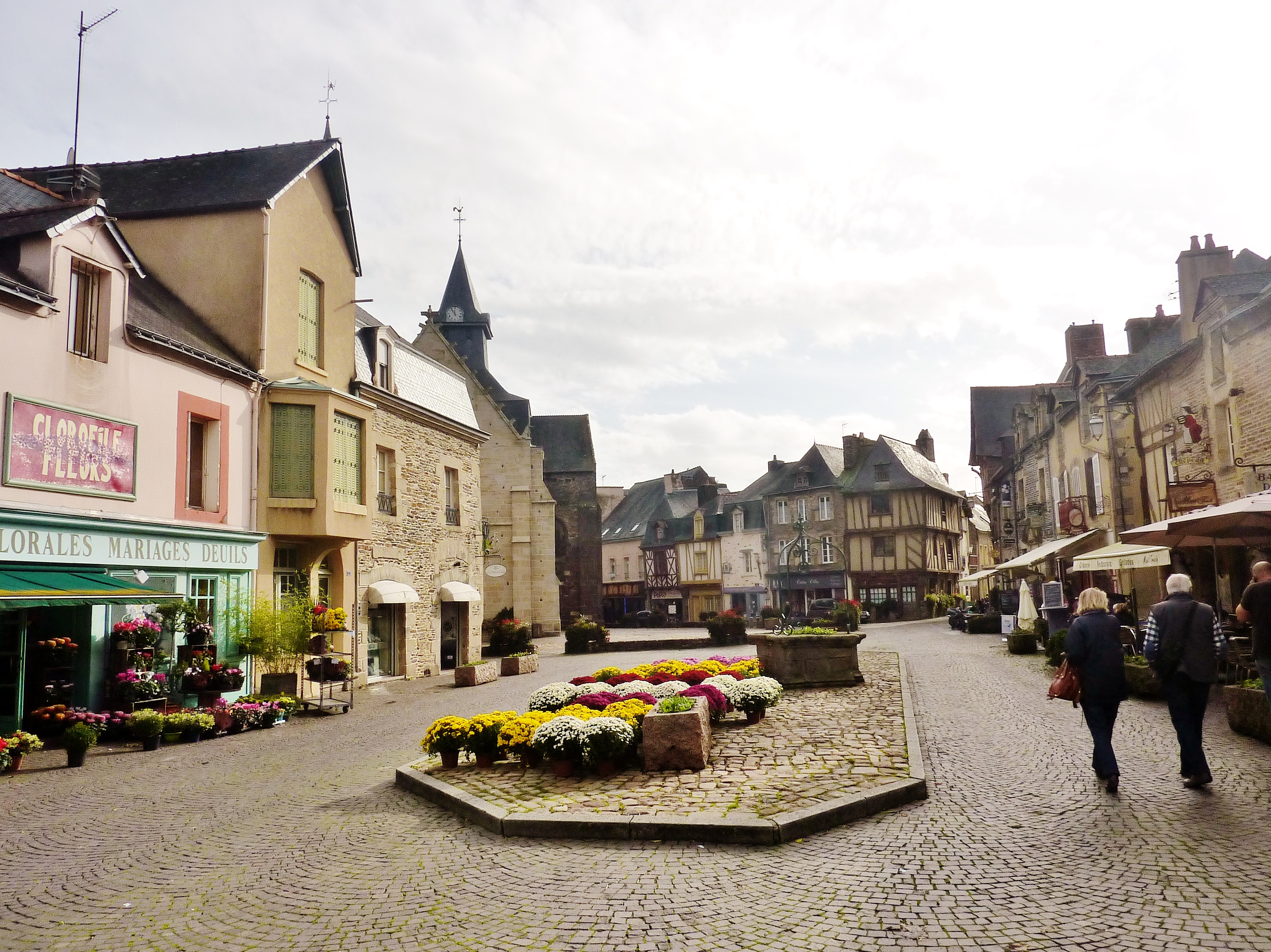
Malestroit :place du Bouffay
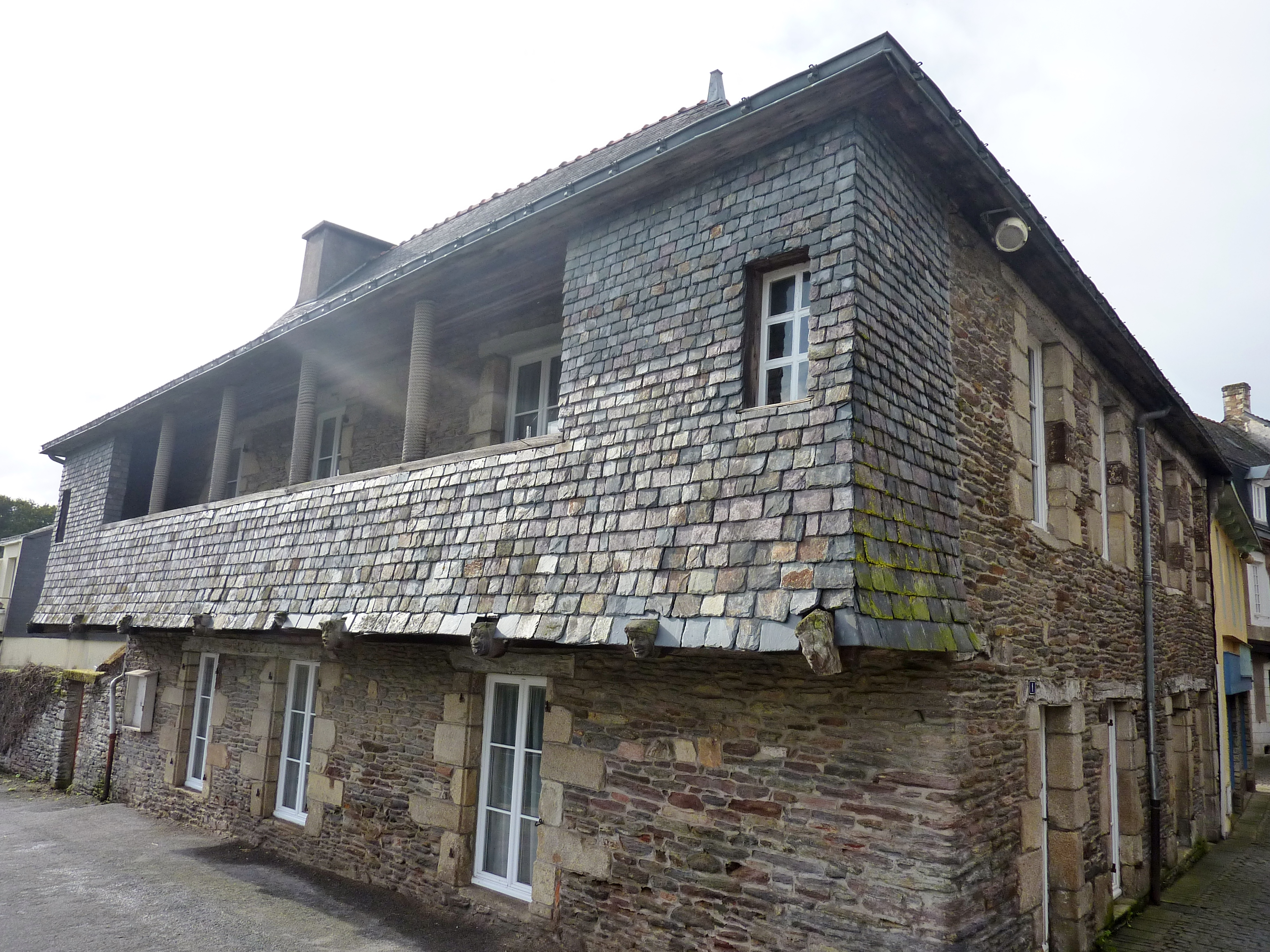
Malestroit : maison paroissiale le long de la rive droite de l'Oust.

## Urbanisme

### Typologie
Au 1er janvier 2024, Malestroit est catégorisée bourg rural, selon la nouvelle grille communale de densité à sept niveaux définie par l'Insee en 2022.
Elle appartient à l'unité urbaine de Malestroit, une agglomération intra-départementale regroupant trois  communes, dont elle est ville-centre,,. Par ailleurs la commune fait partie de l'aire d'attraction de Malestroit, dont elle est la commune-centre,. Cette aire, qui regroupe 3 communes, est catégorisée dans les aires de moins de 50 000 habitants,.

### Occupation des sols
L'occupation des sols de la commune, telle qu'elle ressort de la base de données européenne d’occupation biophysique des sols Corine Land Cover (CLC), est marquée par l'importance des territoires agricoles (43,4 % en 2018), en diminution par rapport à 1990 (47,1 %). La répartition détaillée en 2018 est la suivante : 
zones urbanisées (31,4 %), terres arables (26,2 %), forêts (15,2 %), zones agricoles hétérogènes (10,2 %), zones industrielles ou commerciales et réseaux de communication (8,9 %), prairies (7 %), mines, décharges et chantiers (1,1 %). L'évolution de l’occupation des sols de la commune et de ses infrastructures peut être observée sur les différentes représentations cartographiques du territoire : la carte de Cassini (XVIIIe siècle), la carte d'état-major (1820-1866) et les cartes ou photos aériennes de l'IGN pour la période actuelle (1950 à aujourd'hui).

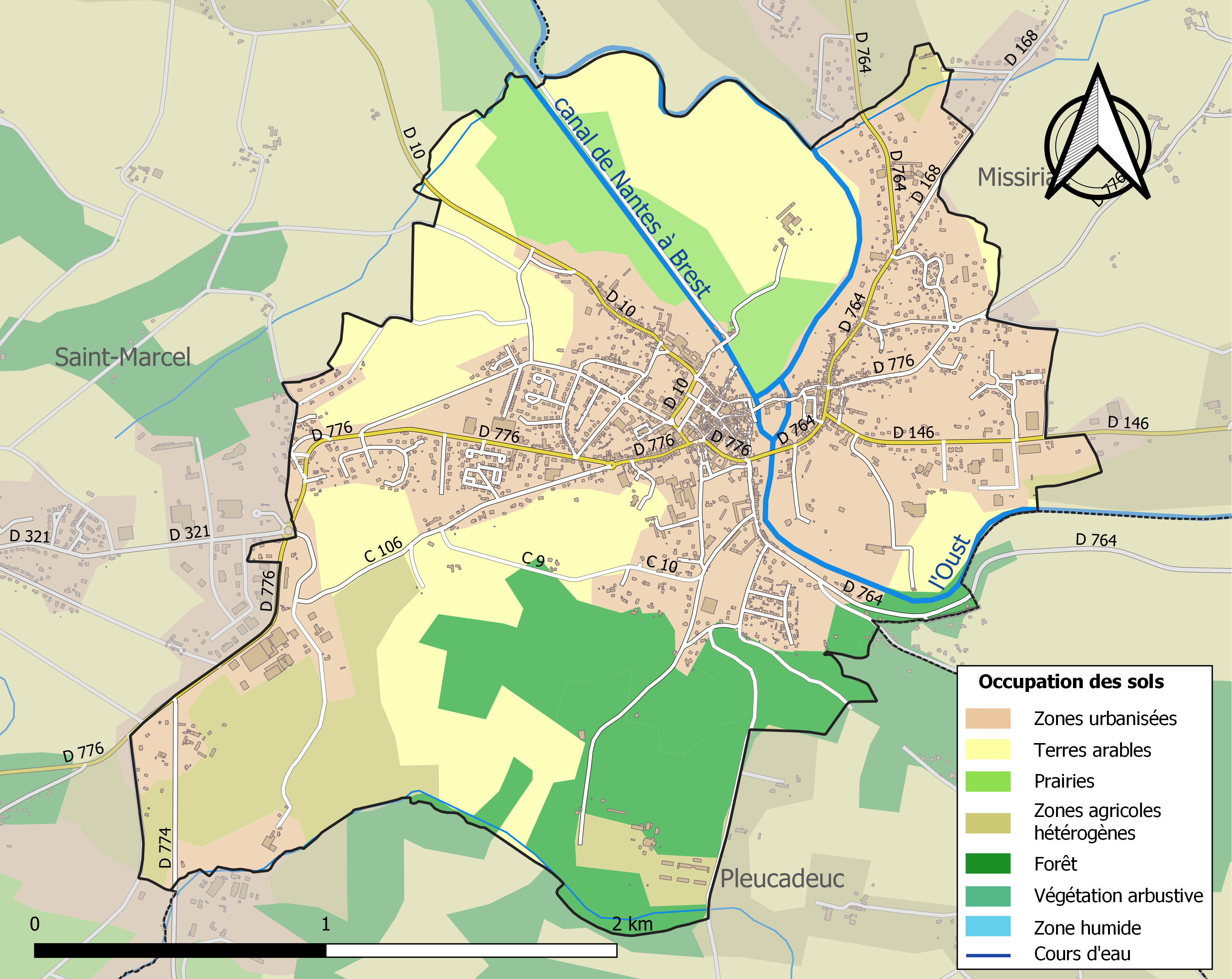
Carte des infrastructures et de l'occupation des sols de la commune en 2018 (CLC).

## Toponymie
Attestée sous les formes Malestrictum au XIe siècle, Malertritus en l'an 1127, Malestret en 1331, Maletroit en 1464, Malestroict en 1477, Malestroit en 1481.
Le nom apparaît en 1131 sous la forme du latin médiéval Malestrictum et signifie « mauvais défilé » , « mauvais passage », « passage dangereux ».
Le nom gallo de la commune est Maltrë, Maltrae ou Malestroec,[réf. à confirmer].
Le nom breton est Malastred ou Malastreg,[réf. à confirmer].

## Histoire

### Préhistoire et Antiquité
Les menhirs du Bois Solon (un alignement de 23 pierres, dont deux remarquables faisaient 3 et 2 mètres de haut, détruit lors de la mise en culture du champ), remontaient à environ 4500 ans avant J.-C.

### Moyen Âge

#### Les origines de Malestroit
Malestroit est issue d'un démembrement des paroisses de Pleucadeuc pour sa partie sud et de Missiriac en 1129 pour sa partie nord (La Madeleine), date à laquelle la chapelle romane de la léproserie de La Magdeleine (fondée probablement en 987) est donnée par Payen Ier de Malestroit à l'abbaye de Marmoutier qui en fait un prieuré. C'était une étape sur l'un des chemins de Compostelle.

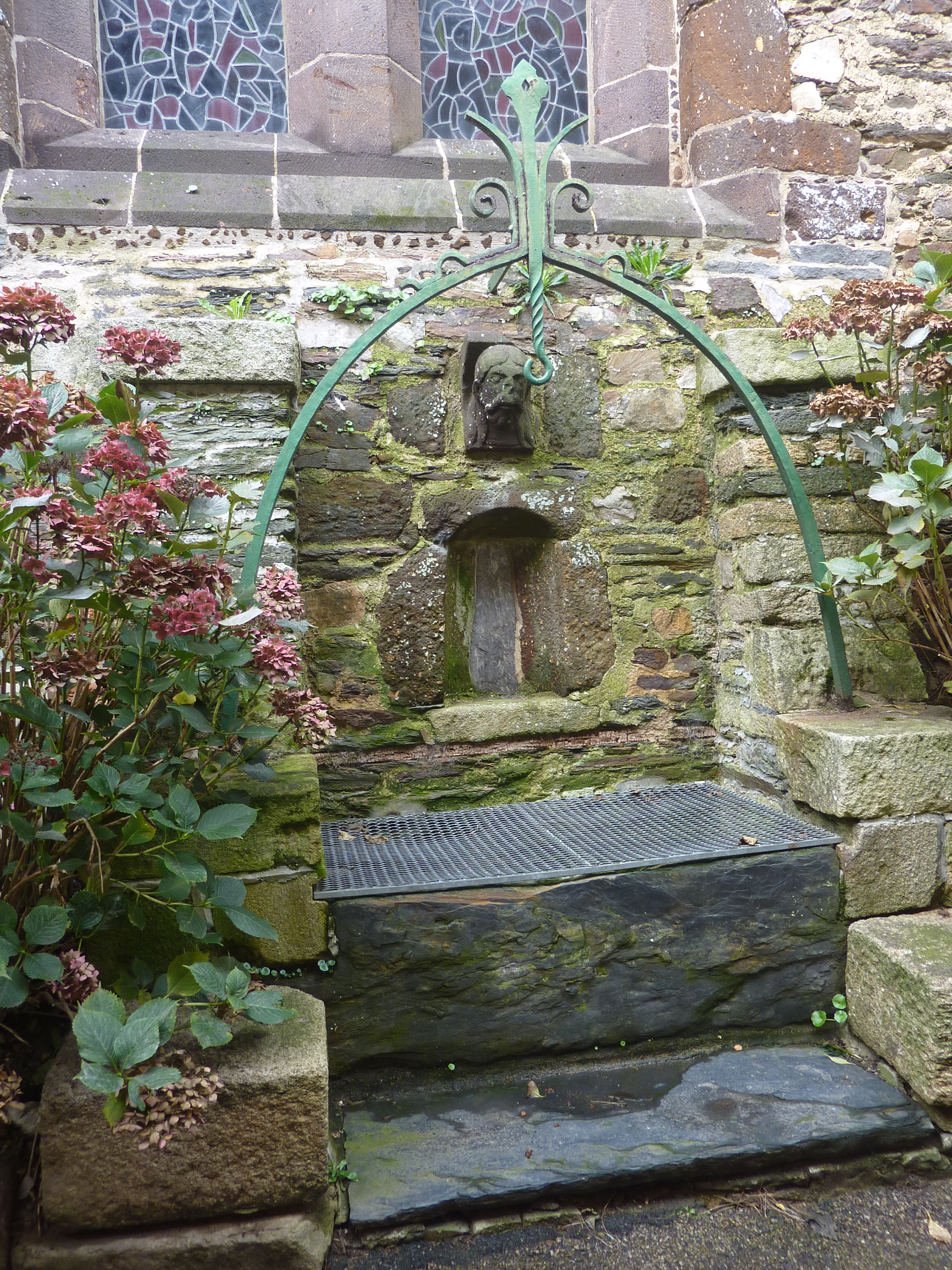
Malestroit : la fontaine du Lion d'Or.

La cité de Malestroit, inscrite dans le lobe d'un méandre de l'Oust, est née au XIe siècle, à proximité d'une motte castrale, édifiée en 1024 par le prince Judhaël près des Motteys (lieu-dit La Hataie de nos jours) au niveau du gué (afin de contrôler la navigation fluviale), puis d'un château fort, bâti sur un îlot d'un des deux bras de la rivière, contrôlant la voie de passage de la Saudraye.
Le bourg de Malestroit se développe à partir du XIIe siècle autour de l'église Saint-Gilles (alors de style roman), édifiée à la place d'une chapelle, elle-même construite à l'emplacement d'une ancienne fontaine sacrée de l'époque celtique, devenue fontaine cultuelle à l'époque de la chrétienté et lieu de dévotion, la fontaine du Lion d'Or.
L'ancienne paroisse-mère de Missiriac avait le même recteur que Malestroit en 1432 et devint une simple trève de Malestroit, statut qu'elle conserva jusqu'à la Révolution.

#### La famille de Malestroit
Un site internet présente une généalogie complète et détaillée des seigneurs de Malestroit.

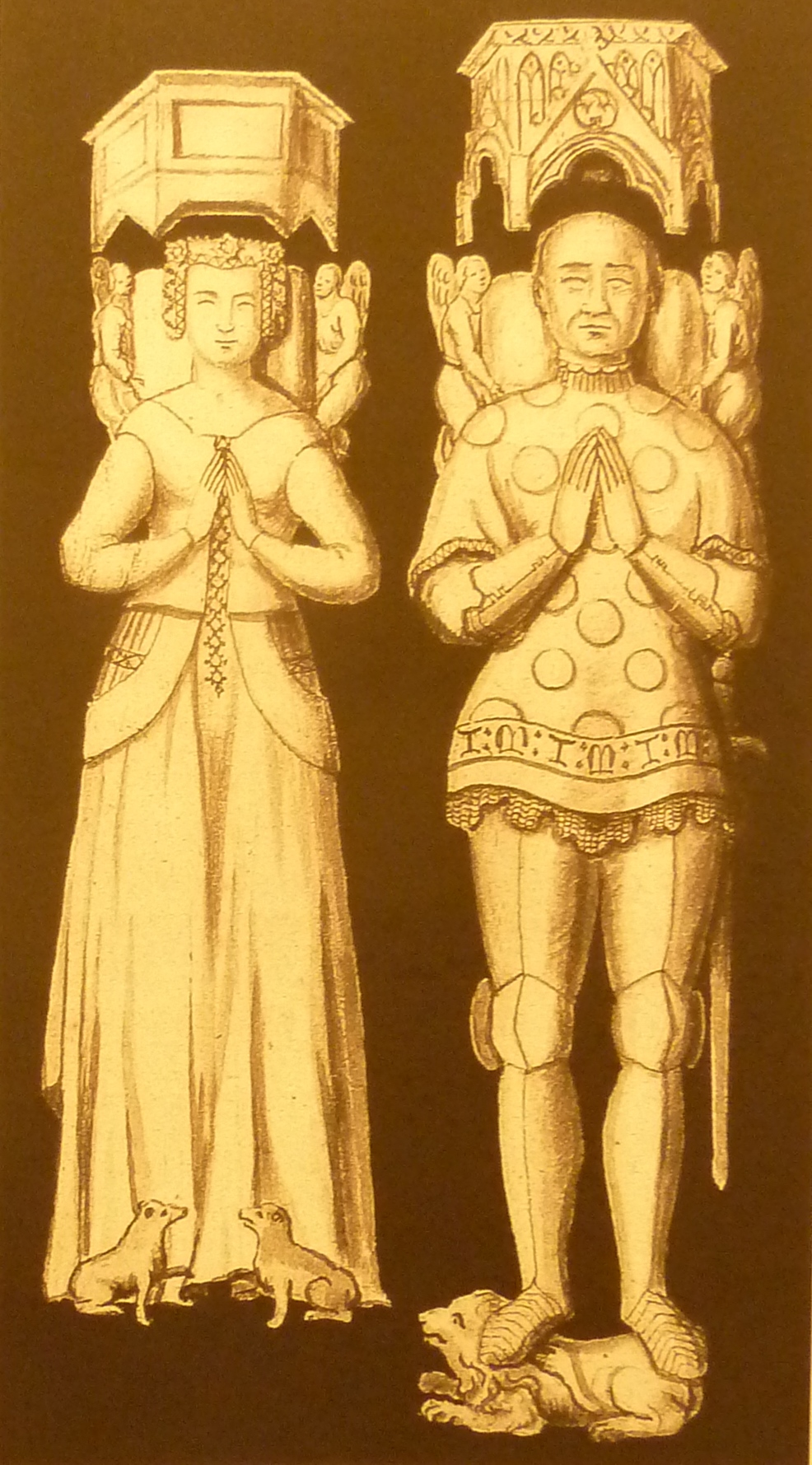
Gisant en marbre de Jean II de Malestroit et de son épouse (dessin de Dom Morice)

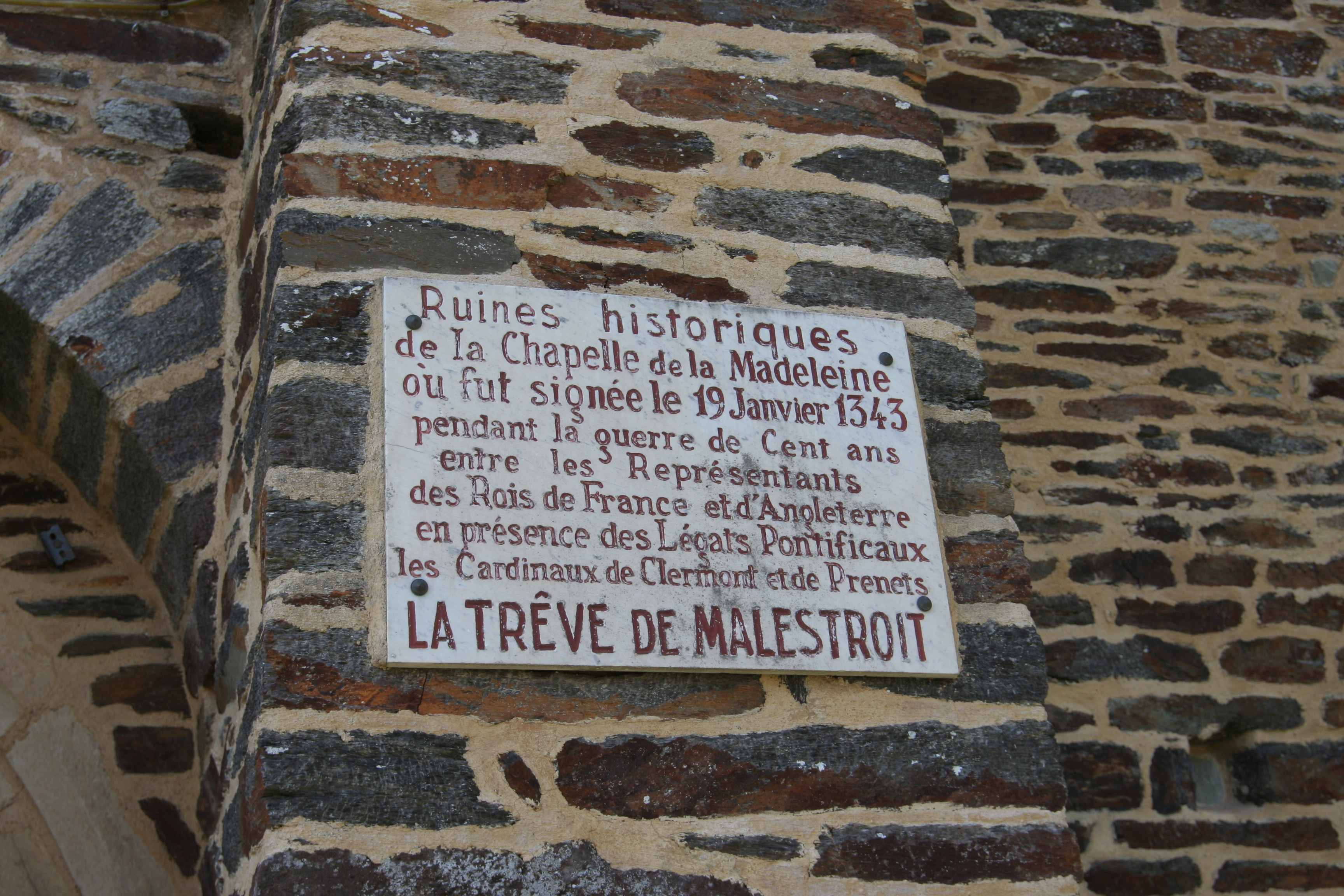
Plaque commémorative de la signature de la trêve de Malestroit le 19 janvier 1343 dans la chapelle de La Madeleine.

Le premier seigneur de Malestroit connu est Judhaël (ou Juhaël), qui vivait au début du XIe siècle. Sa lignée se termine avec :
- Vers 1237 : Eudes, fils de Pierre de Malestroit et de Constance de Léon ;
  - Jean Ier Botherel, dit Jean de Quintin, décédé en 1292 ;
    - En 1292 : Payen III, son fils ;
      - Geoffroy II, seigneur de Malestroit et de Largoët et Payen, seigneur de Beaumont, marié avec Aliénor de Malestroit, attesté en 1313 ; son frère Henri de Malestroit, était en 1340 conseiller et maître des requêtes du roi de France Philippe VI de Valois ;
        - Payen IV, seigneur de Malestroit et de Largoët, époux de N. De  la Chapelle.

Une trêve de Malestroit est signée 19 janvier 1343, au cours de la première guerre de Succession de Bretagne.
Payen IV est tué en 1347 lors de la bataille de La Roche-Derrien, il ne laisse comme héritier que sa sœur Jeanne de Malestroit épouse de Hervé de Châteaugiron. Leur fils Jean de Châteaugiron dit de Malestroit († 1374), seigneur d'Oudon, a pour héritier son fils Jean de Malestroit, capitaine général en 1364, qui meurt en Italie en 1382. La fille et héritière de ce dernier Jeanne II († 1429) épouse un membre de la lignée cadette de la famille de Malestroit ; Jean II de Malestroit, seigneur de Beaumont († 1415 ou 1416) dont une fille Jeanne (III) de Malestroit qui épouse à son tour Jean II Raguenel vicomte de la Bellière.

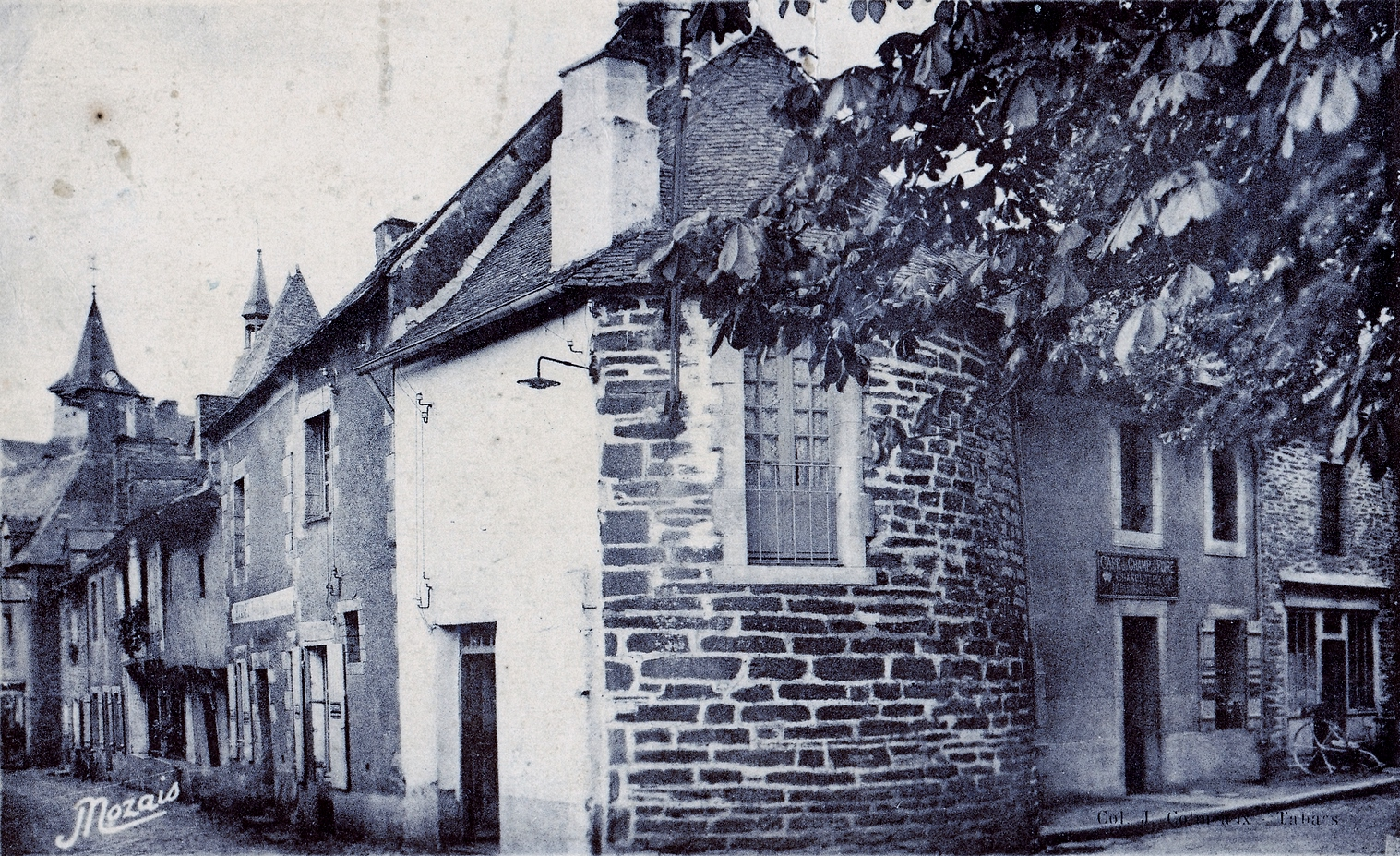
Tour datant du XVe siècle rue Saint-Michel (angle du Champ de foire) : un des rares vestiges subsistant des anciens remparts (carte postale).

Le 22 mai 1451 le duc Pierre II de Bretagne érigea en baronnie la seigneurie de Malestroit en faveur de Jean de Châteaugiron, sire de Malestroit et de Largoët. En 1463 « on ferma les murs de cette ville, qui était souvent exposée aux insultes de l'ennemi », c'est-à-dire qu'on l'entoura de remparts afin qu'elle puisse résister à des ennemis.
Les fourches patibulaires de la baronnie de Malestroit se trouvaient sur la ligne de crête située près de la limite entre Malestroit et Pleucadeuc (mais en Pleucadeuc) à 400 mètres environ de la chapelle des Quatre-Évangélistes ; une grande pièce de terre y porte le nom de "la Justice".

#### Les autres faits concernant Malestroit au Moyen-Âge

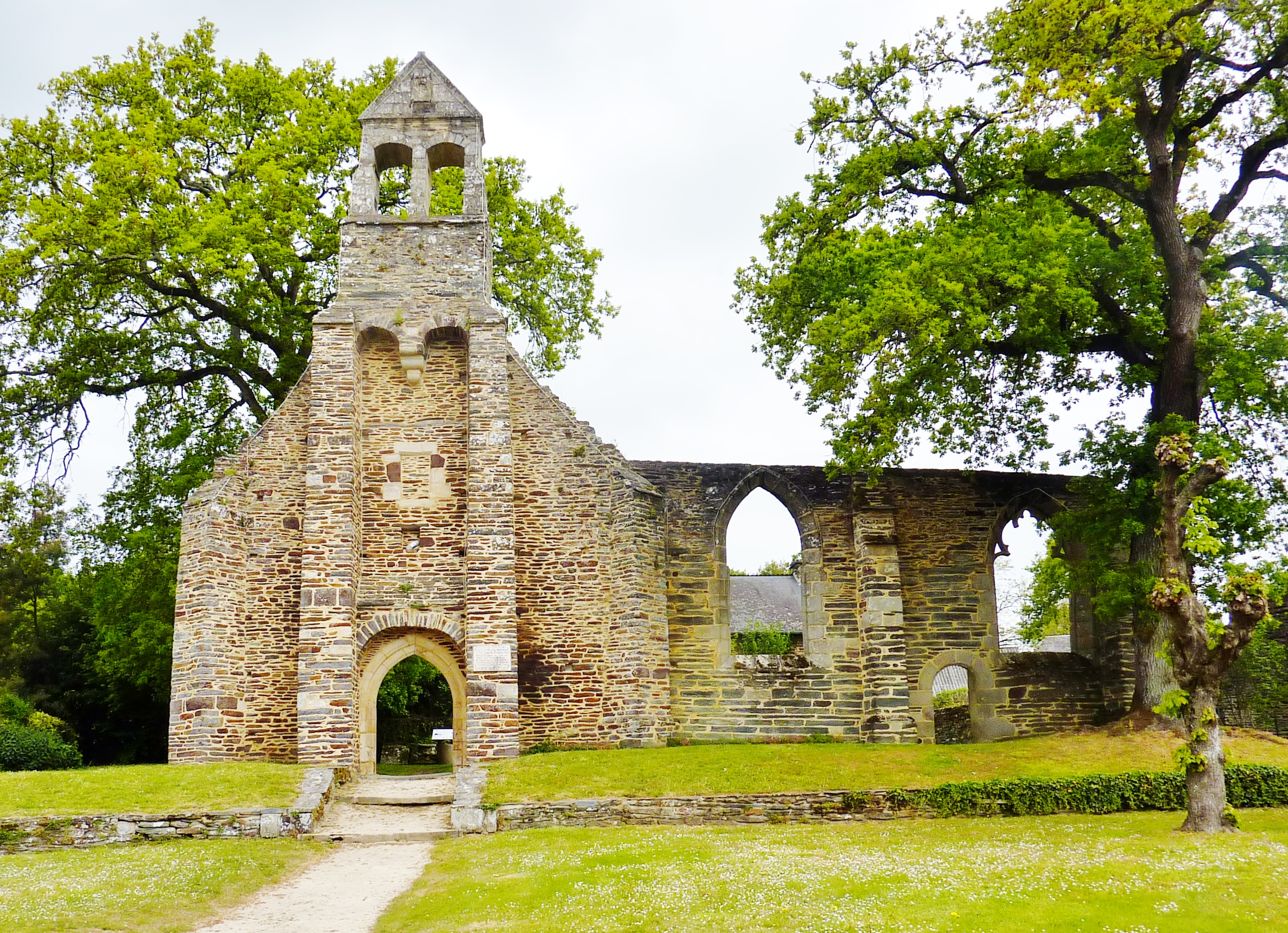
Les ruines de la chapelle de La Madeleine qui a conservé son clocher-mur.

En 1407 le duc de Bretagne Jean V réunit les barons et seigneurs de Bretagne à Malestroit pour délibérer des affaires du Duché de Bretagne et notamment de l'attitude de Marguerite de Clisson, qui intriguait pour placer l'un de ses fils à la tête du duché.
À la fin du XVe siècle deux nefs de style gothique sont accolées à la chapelle de La Madeleine, qui conserve son clocher-mur antérieur et devient l'une des deux églises paroissiales de Malestroit. Son placître accueillait un cimetière.
En 1560 la baronnie de Malestroit appartient à Anne, baronne de Malestroit et de Montjean, veuve de Jean VII d'Acigné.

### Temps modernes

#### LesXVIesiècleetXVIIesiècle
Au XVIe siècle, grâce à la construction de deux écluses sur l'Oust, à Beaumont (en Saint-Vincent-sur-Oust) et à Rieux (en Saint-Laurent-sur-Oust), parmi les premières de France, Malestroit est relié par voie navigable à Redon et donc, via la Vilaine, à la mer ; l'activité commerçante se développe alors (Malestroit importe du vin et exporte des draps de laine et des draps à caban pour l'armée) et quatre faubourgs (La Madeleine, Sainte-Anne, Saint-Julien et Saint-Michel) naissent extra-muros, entourant le centre historique et les ruines de ses remparts.
Pendant les Guerres de la Ligue, la baronnie de Malestroit, qui appartenait alors à la comtesse de Brissac, soutint le roi Henri IV ; la ville fut prise en 1589 par le duc de Mercœur (la milice de la ville perdit une douzaine d'hommes), lequel fit raser une partie des fortifications ; celles-ci furent réparées mais le duc de Mercœur assiège à nouveau la ville en février 1591 (les assiégés parviennent à repousser les assauts des Ligueurs, mais le capitaine de ville Julien de Quistinic est tué ; l'assaillant se retire « avec ses Espagnols, son canon et sa honte » ; les combats auraient fait environ 300 morts). Un troisième siège commence le 3 juillet 1592, mené par le duc de Mercœur lui-même et, malgré le secours de troupes royales venues de toute la Basse Bretagne, la ville doit se rendre, faute de munitions, les Ligueurs la gardant alors quelque temps sous leur contrôle ; mais le 10 septembre 1592, un officier, Lahideuc, qui soutenait Henri IV la reprit (« les "Royaux" investissent la ville en escaladant la muraille fort endommagée. Le même jour l'église de Monsieur Saint Gilles fut presque toute brûlée avec les meubles et ornements ») ; en 1598 on fit construire cinq petites tours détachées des remparts « de sorte que, par le moyen de ses fortifications et de ses fossés toujours remplis des eaux de la rivière d'Oust, elle fut en état de résister à ses ennemis ». Par lettres patentes du 12 juillet 1598 Henri IV octroie aux habitants de Malestroit le droit de « faire eslever une enseigne de papegault le 1er mai de chaque année ».

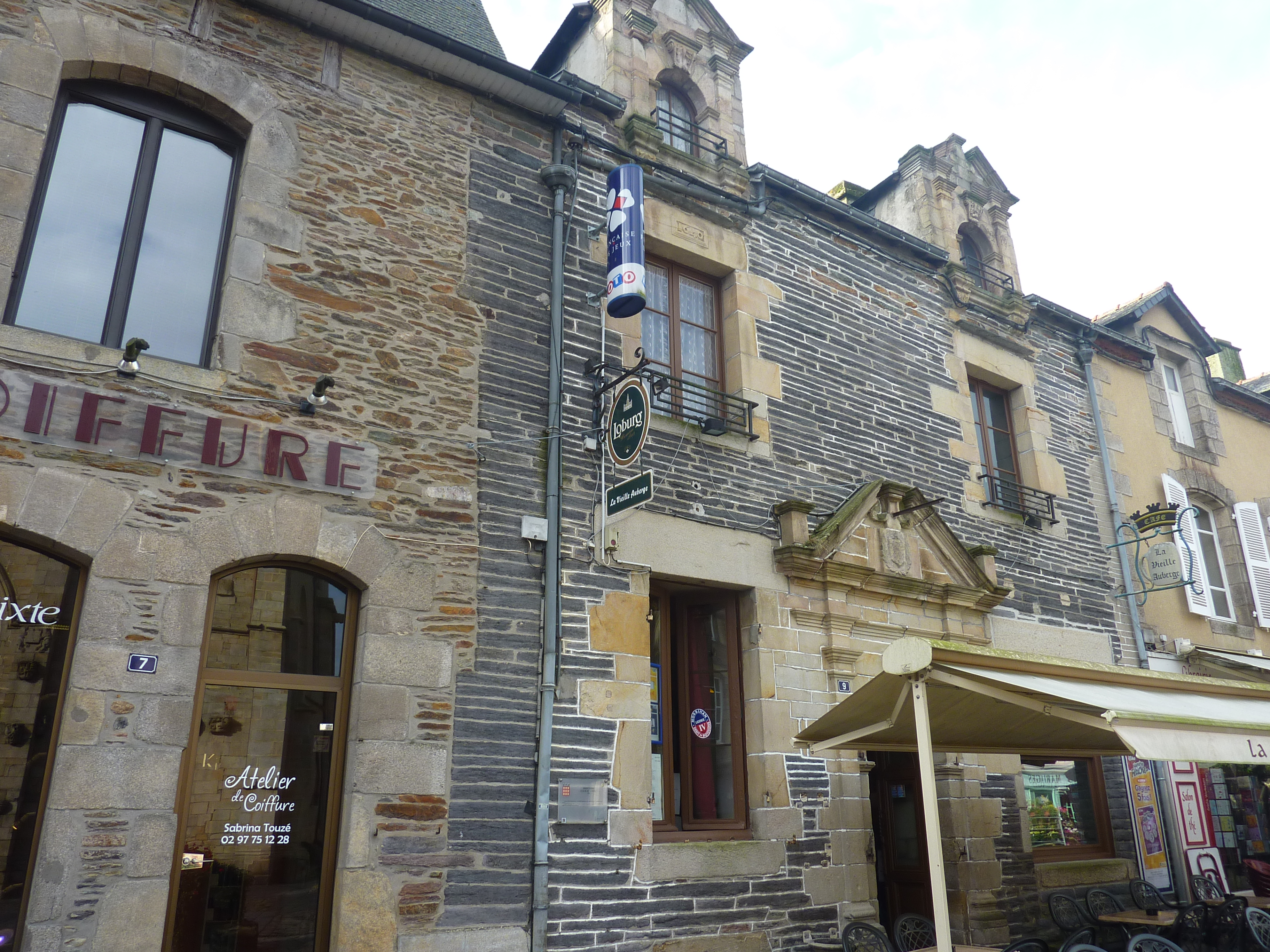
Malestroit : la maison du tribunal de la seigneurie de La Chapelle-Quintin (dite aussi Quintin-à-Malestroit).

La famille de La Chapelle possédait un fief, appelé communément "Quintin-à-Malestroit" ou "La Chapelle-Quintin" ; par exemple en 1507, Guyon de La Chapelle-Molac était seigneur de La Chapelle-sous-Ploërmel et de Quintin-à-Malestroit. Ce fief passa ensuite aux mains de la famille de Rosmadec, par exemple d'Alain de Rosmadec (sa mère était Jeanne de La Chapelle) en 1544 et de Sébastien II, marquis de Rosmadec-Molac en 1629. En 1680, le marquis Charles-Armand de Biragues, époux de Jeanne de Rosmadec-Molac, rend aveu au roi pour Quintin-en-Malestroit. Le siège du tribunal de cette seigneurie, qui disposait des droits de haute, moyenne et basse justice, se trouvait place du Bouffay, à Malestroit.

#### Les couvents des Augustins et des Ursulines
Le couvent des Augustins est fondé en 1637 à proximité de l'endroit, dans l'îlot Notre-Dame, où se trouvait antérieurement le château-fort, qui avait été remplacé au XVe siècle par une chapelle dédiée à Notre-Dame de Toute-Joie. Ce couvent fut fermé le 21 mars 1791 et vendu en plusieurs lots comme bien national.
Le couvent des Ursulines est fondé en 1670 par les Ursulines de Ploërmel. Elles furent expulsées en 1792 et leurs biens vendus comme bien national. Le couvent fut racheté en 1828 par Jean-Marie de La Mennais et son frère qui y installent un noviciat et en 1866 les Chanoinesses régulières de Saint-Augustin, venues de Vannes, s'y installèrent, y créant un pensionnat, puis, par la suite, une clinique.

#### LeXVIIIesiècle
Malestroit était une baronnie de Bretagne et la ville avait le droit de députer aux États de Bretagne. Malestroit était le siège d'une subdélégation et possédait deux paroisses, l'une étant le Prieuré de la Magdeleine, qui dépendait de l'abbaye Saint-Gildas de Rhuys, et l'autre, dénommée Prieuré de Malestroit, dépendant de l'Abbaye de Marmoutier. Les deux cures étaient à l'alternative. Selon Jean-Baptiste Ogée, en 1778 Malestroit comptait 1 600 communiants, y compris ceux de Missiriac, sa trève. Malestroit disposait, en tant que communauté de ville, du droit de haute, moyenne et basse justice, qui ressortissaient à Ploërmel, à M. de Sérent, baron de Malestroit. Le prieuré de la Magdeleine disposait aussi des droits de haute, moyenne et basse justice, à M. Chanvaux ; le Couëdic, au Voyer, des moyenne et basse justice, à M. de Guébriant ; le Bois-Rouault des moyenne et basse justice, à M. de Querhoent ; Bohal et annexes des moyenne et basse justice, à Mlle Henri de Bohal. Malestroit possédait les couvents des Augustins et des Ursulines et l'hôpital de la Charité. Il s'y tenait un marché le jeudi et Jean-Baptiste Ogée précise que le principal commerce des habitants est celui des gros draps et des cuirs.
La navigation sur l'Oust décline, puis cesse, au XVIIIe siècle, les deux écluses n'étant plus entretenues ; toutefois en 1772 le trafic est rétabli  « Cette rivière, au moyen de deux écluses situées à Rieux et à Baumont, portoit bateau, pendant plus de neuf mois dans l'année, depuis Malestroit jusqu'à Redon. Les négocians de cette dernière ville venoient journellement enlever les grains, les cidres, les cuirs du Pays. Ce commerce, qui donnoit de la valeur aux denréeset répandoient des richesses dans le canton, étoit entièrement supprimé depuis trois ou quatre ans par la dégradation des écluses que la Communauté de Malestroit, par un accord avec le seigneur de Baumont, étoit chargée d'entretenir, et qu'elle avoit négligé ». Il faudra attendre la construction du Canal de Nantes à Brest dans la première moitié du XIXe siècle pour que le trafic reprenne véritablement. Un procès-verbal en date du 18 novembre 1728 fait mention du « grand nombre de petites pescheries exclusives, nommées clayes ou rateaux, dont le filet ou sac, placé à l'égoust, arrête tout le poisson du premier âge qui y entre, et le fray qui est employé par les riverains à l'engrais des terres et à la nourriture de leurs bestiaux ; et des plaintes que les pescheries desdistes rivières de Vilaine et de Malestroit causent à la navigation ».
En 1781 les remparts menaçaient ruine et le projet de remise en état n'aboutit pas en raison de la Révolution française. Un siècle plus tard il n'en subsistait que des vestiges à peine visibles.

### Révolution française
Le 4 janvier 1795 un affrontement a lieu dans l'église de La Madeleine entre des chouans et des soldats républicains du détachement du régiment de Guadeloupe qui faisait partie de l'Armée de l'Ouest alors dirigée par le général Canclaux.

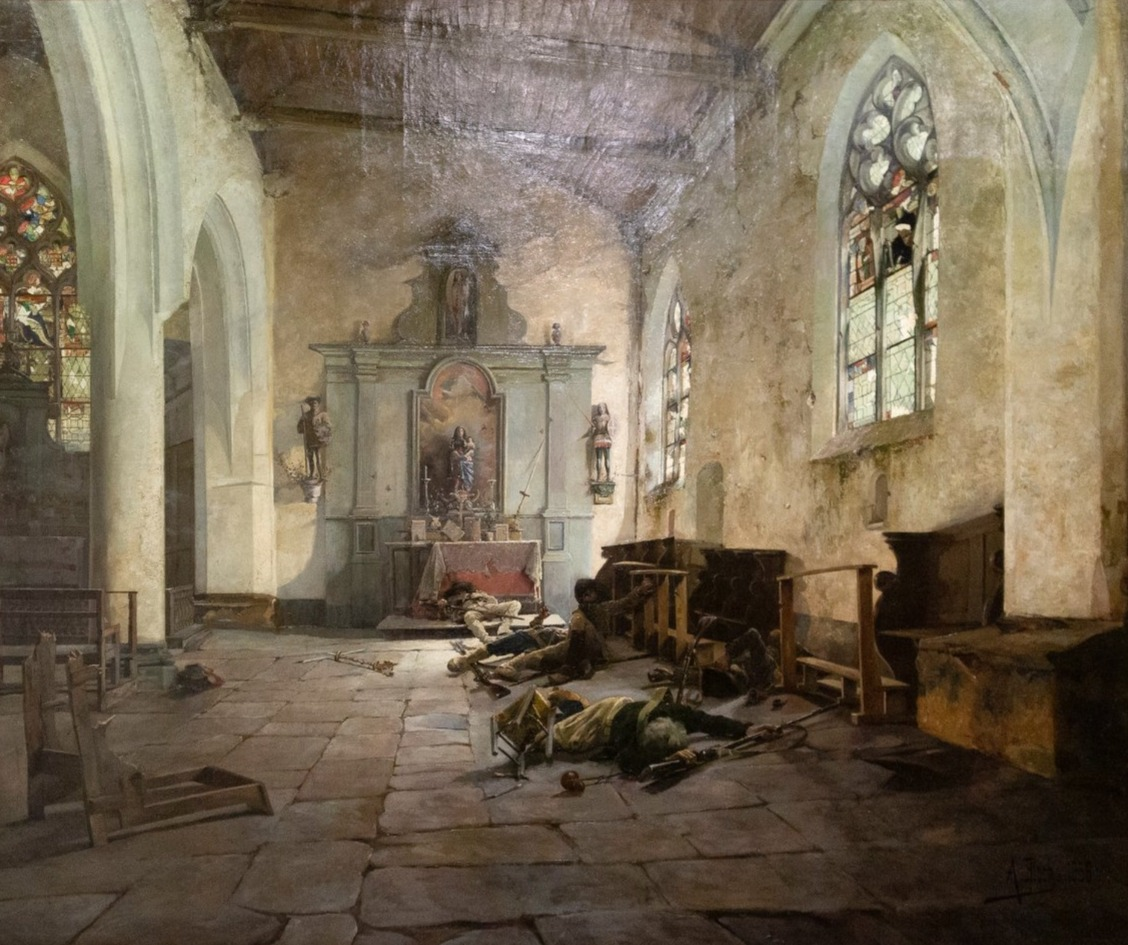
Alexandre Bloch : La Chapelle de La Madeleine à Malestroit le 15 nivôse an III (4 janvier 1795).

### LeXIXesiècle
Le notaire Deschamps, de Malestroit, devint le premier président du Conseil général du Morbihan en 1800. Le 5 janvier 1801 la municipalité de Malestroit, fort patriote, réclama des armes, des munitions, ou mieux un cantonnement de troupes, pour se défendre contre les attaques des Chouans, localement commandés par Pierre Guillemot.
Les travaux de canalisation de l'Oust, dans le cadre de la construction du Canal de Nantes à Brest commencent en 1824. Avant le chemin de fer la ville de Malestroit était très active : « le transport par l'Oust revenait au quart du prix du transport par voie de terre ».
En 1828 Jean-Marie de La Mennais acquiert l'ancien couvent des Ursulines (actuelle communauté des Augustines 2 Faubourg Saint-Michel), alors en piteux état (« il faut le réparer à grand frais et en renouveler jusqu'à la toiture ») et en fait le noviciat de la Congrégation de Saint-Pierre, mais il écrit à son frère Jean que « la Maison de Malestroit me pèse plus que jamais. Cette maison nous a fait beaucoup de mal et nous en fera tant qu'elle durera, faute d'hommes capables de la conduire » et il décide de la fermer dès 1834. C'était un lieu de formation ecclésiastique, novateur en son temps, par le fait que les étudiants rédigaient eux-mêmes leurs traités de théologie et qu'ils étudient un grand nombre de langues étrangères. Parmi les langues proposées, certaines sont obligatoires : l'hébreu, le grec et le latin. Les autres sont facultatives, parmi lesquelles : le sanskrit, l'arabe, le persan, le chaldéen, le chinois, l'allemand, l'anglais, l'italien. C'est un lieu de formation réputé. Parmi l'équipe fondatrice du séminaire, on peut citer : l’abbé Simon Blanc qui en est le directeur. Ancien professeur à Besançon, il fait à Malestroit des conférences sur la philosophie, il a rédigé un manuel d’histoire ecclésiastique. L'abbé Rohrbacher, est directeur des études et professeur de théologie, spécialiste du sens commun ; il a rédigé à Malestroit les cinq premiers tomes de son Histoire universelle de l'Église catholique. L'abbé Persehais, économe de l’établissement, puis remplacé par l'abbé Bouteloup huit mois plus tard quand l’abbé Persahais est nommé vicaire à la paroisse de Saint-Méen. L'abbé Bornet est maitre des novices, chargé des cours de littérature. Éloi Jourdain, connu plus tard comme écrivain catholique sous le nom de Charles Sainte-Foi, y fut élève.

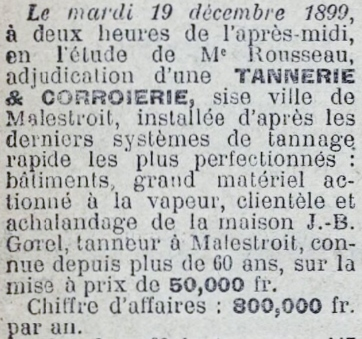
La mise en vente d'une tannerie à Malestroit en 1899 (journal La Dépêche de Brest et de l'Ouest du 14 décembre 1899).

Un rapport du Conseil général du Morbihan datant de 1846 décrit le faible nombre des bateaux fréquentant le Canal de Nantes à Brest (en 1845 245 bateaux seulement ont franchi l'écluse de Malestroit) : il déplore que « le peu d'utilité de canaux qui ont coûté à l'État tant de sacrifices, ne tient ni à l'imperfection du travail (...), ni au besoin d'échanges du pays qu'ils parcourent, mais bien aux tarifs exorbitants des droits de navigation, tarifs dont la conséquence est que le roulage augmente sur la route 164, entre Redon et Malestroit, en plus forte proportion que la navigation sur le canal qui longe cette route ».
Le 27 août 1848 des troubles graves éclatèrent à Malestroit lors des élections pour le conseil d'arrondissement : les électeurs de 4 communes  (Sérent, Lizio, Saint-Abraham, Saint-Guyomard) se disputèrent pour savoir quelle commune voterait la première : « les pierres que se jetaient les combattans atteignirent beaucoup de vitres et quelques habitans de Malestroit ; aussitôt la Garde nationale fut convoquée et, par un mouvement de frayeur fort regrettable, elle tira sur les paysans de ces communes. Deux furent atteints assez grièvement ; on pense que la blessure de l'un d'eux est mortelle. Nous avons demandé que l'on fit voter chaque commune au chef-lieu de la commune, et non au chef-lieu de canton ». Dans un autre article paru quelques jours plus tard le même journal précise que le commencement des troubles serait dû à des électeurs de Ruffiac qui auraient commencé dans l'après-midi à frapper des électeurs de Sérent qui commençaient à danser et qu'une trentaine de Sérentais auraient été blessés.
A. Marteville et P. Varin, continuateurs d'Ogée, décrivent ainsi Malestroit en 1853 :

« Malestroit : ville ; commune formée de l'ancienne paroisse de ce nom ; aujourd'hui cure de 2e classe ; bureau d'enregistrement ; chef-lieu de perception ; bureau de poste ; brigade de gendarmerie à cheval. (...) Superficie totale 581 hectares dont (...) terres labourables 234 ha, prés et pâturages 115 ha, vergers et jardins 17 ha, bois 10 ha, landes et incultes 100 ha, châtaigneraie 1 ha (...). La route royale n° 164, dite d'Angers à Brest, traverse Malestroit ; cette ville est aussi traversée par la route départementale dite de Rennes à Vannes par Guer. Il y a foire le premier jeudi de chaque mois. Marché le jeudi. (...) Géologie : schiste argileux ; grès poudingue dans l'ouest-sud-ouest. On parle le français. »

Une épidémie de choléra sévit à Malestroit entre le 15 février et le 6 mars 1867 faisant 12 malades dont 7 moururent ; cette maladie aurait été amenée à Malestroit par la famille d'un rémouleur itinérant de passage dans la ville.
Un bureau télégraphique ouvre à Malestroit en 1874.
Une passerelle métallique en remplacement du vieux pont de Malestroit entre 1877 et 1880.

### LeXXesiècle

#### La Belle Époque

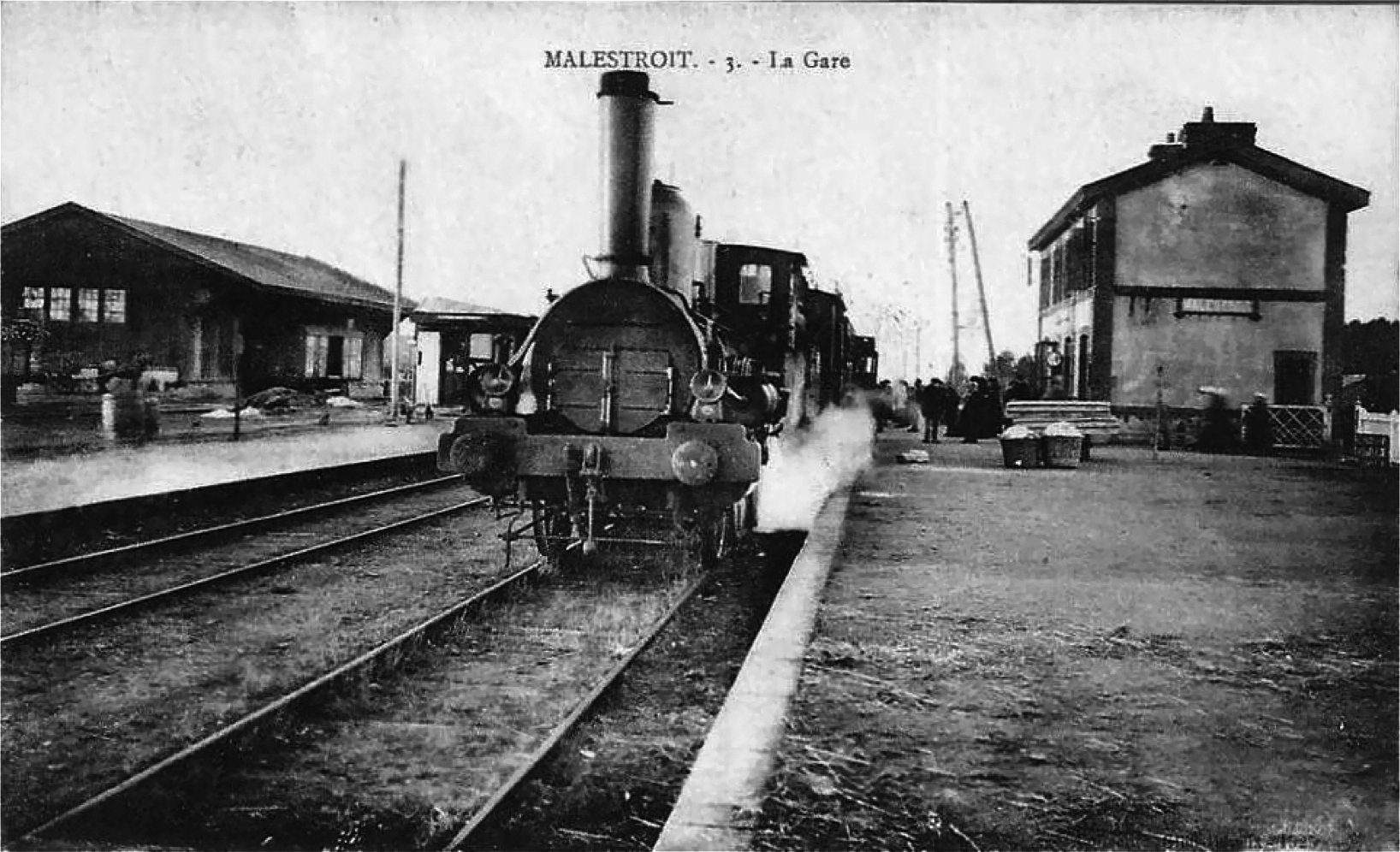
La gare de Malestroit au début du XXe siècle.

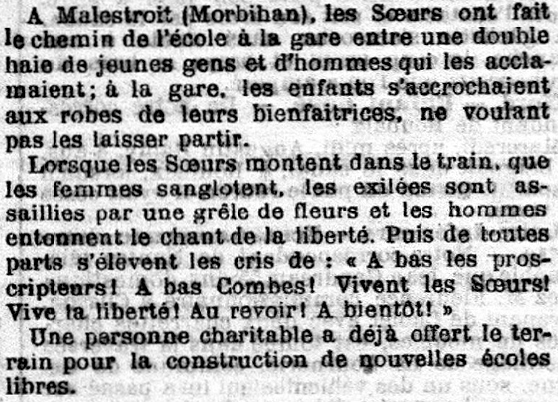
Récit du départ des Sœurs de Malestroit en raison de leur expulsion (journal La Croix du 4 septembre 1903).

L'école des Sœurs de Malestroit fut fermée le jeudi 7 août 1902, ce qui nécessita la présence de nombreux gendarmes ; l'école des garçons tenue par les Frères de l'instruction chrétienne de Ploërmel fut fermée à son tour peu après, en vertu de la loi sur les congrégations de 1901.
Lors des élections municipales de 1904 « les ministériels [républicains favorables au gouvernement Combes] sont en complète déroute. Le premier de leur liste obtient 151 voix contre 210 au moins favorisé de la liste libérale [liste catholique conservatrice] ».
Une station de haras est créée à Malestroit en 1905.
Le journal L'Ouest-Éclair écrit en 1909 que « Malestroit est bien l'un des plus charmants sites que l'on puisse rêver, et cette petite loclaité est d'ailleurs sans cesse fréquentée par des touristes nombreux qui la traversent soit en automobile, soit en voiture, soit même en canot. Mais elle est, sans contredit, celle où la propreté des rues et l'hygiène de la voie publique sont les plus négligés. L'usage de la poubelle y est totalement inconnu et le cantonnier municipal n'y passe qu'une fois par semaine, le lendemain du jour du marché. Quant au service de l'enlèvement des immondices, il est assuré également par un seul individu qui n'a pour toute arme qu'une pelle et qui, par conséquent, abandonne tout ce qu'il pourrait fort bien emporter s'il était aidé d'un porteur de balai ».

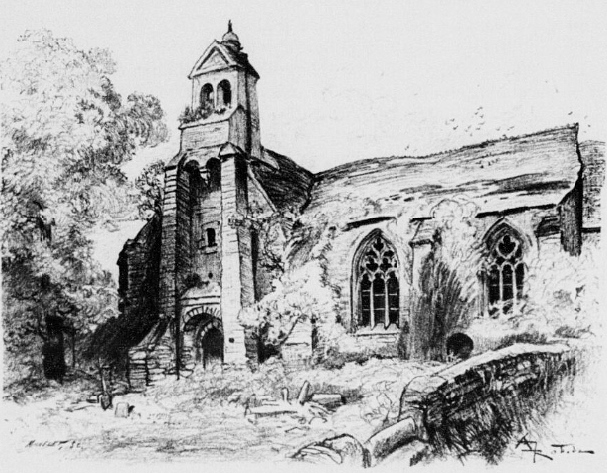
Albert Robida : La chapelle de la Madeleine (dessin, vers 1900).
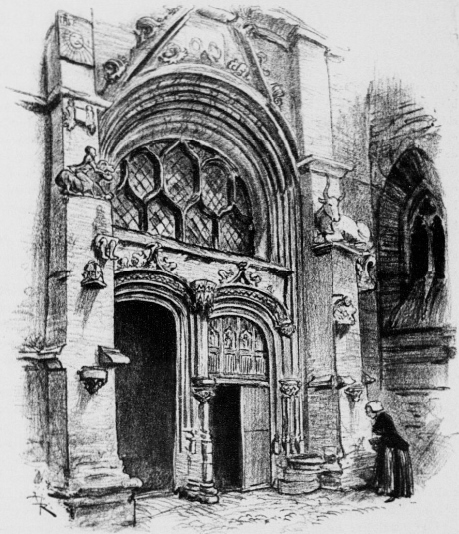
Albert Robida : Le porche de l'église Saint-Gilles (dessin, vers 1900).

Vers 1900 Albert Robida décrit la chapelle de la Madeleine comme « un édifice fortement dégradé au fond d'un vieux cimetière dans un riant entourage agreste. Le lierre et les broussailles fleuries escaladent les murailles, grimpent aux contreforts massifs du clocher et encadrent de leurs panaches les grandes fenêtres flamboyantes aux vitres brisées. C'est presque une ruine, et une jolie ruine, conquise par la végétation, embellie par la nature ».
Un décret du Président de la République publié le 8 mars 1911 attribue « à l'hospice de Malestroit (Morbihan) les biens ayant appartenu à la fabrique de l'église de Malestroit et actuellement placés sous séquestre ».
Un congrès de l'Union régionaliste bretonne se tint à Malestroit en avril 1911.
Des courses hippiques étaient organisées sur le vélodrome de la Deaufresne : celles d'août 1911 par exemple, favorisées par le beau temps, connurent une énorme affluence. L'affluence était telle que des trains spéciaux étaient programmés, par exemple en 1907.

#### La Première Guerre mondiale
Le monument aux morts de Malestroit porte les noms de 63 soldats morts pour la France pendant la Première Guerre mondiale ; parmi eux 3 au moins (Théophile Faucheux, Joseph Vailland et Émile Bonno) sont morts en Belgique, 4 au moins (Paul Guillery, Joseph Danto, Jean Le Luel et Alexis Houeix) en Grèce dans le cadre de l'expédition de Salonique ; la plupart des autres sont décédés sur le sol français, dont Emmanuel Ruault, mort des suites de ses blessures à l'hôpital temporaire no 6 de Pargny-lès-Reims (Marne) le 18 décembre 1916, Hyacinthe Desmays et Joseph Molac, tous les trois décorés de la Médaille militaire et de la Croix de guerre, Prosper Benoit, décoré de la Médaille militaire et Jean Marie Lesourd, sous-lieutenant au 41e régiment d'infanterie, tué le 30 avril 1917 à Moronvilliers (Marne), décoré de la Légion d'honneur.

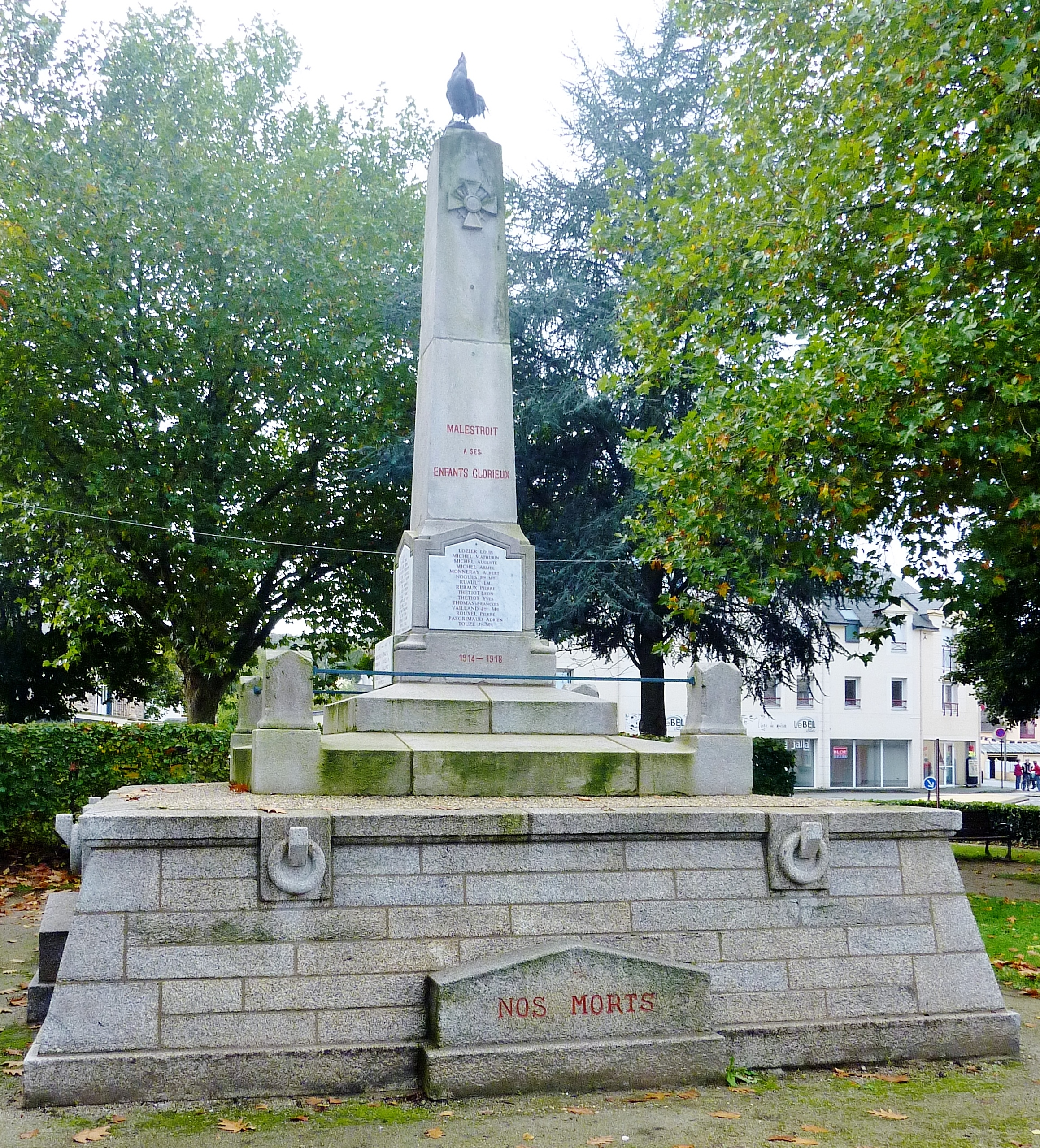
Le monument aux morts de Malestroit.

Pendant cette guerre, les 35 Sœurs Augustines de Malestroit soignèrent des soldats et accueillirent des réfugiés belges.

#### L'Entre-deux-guerres

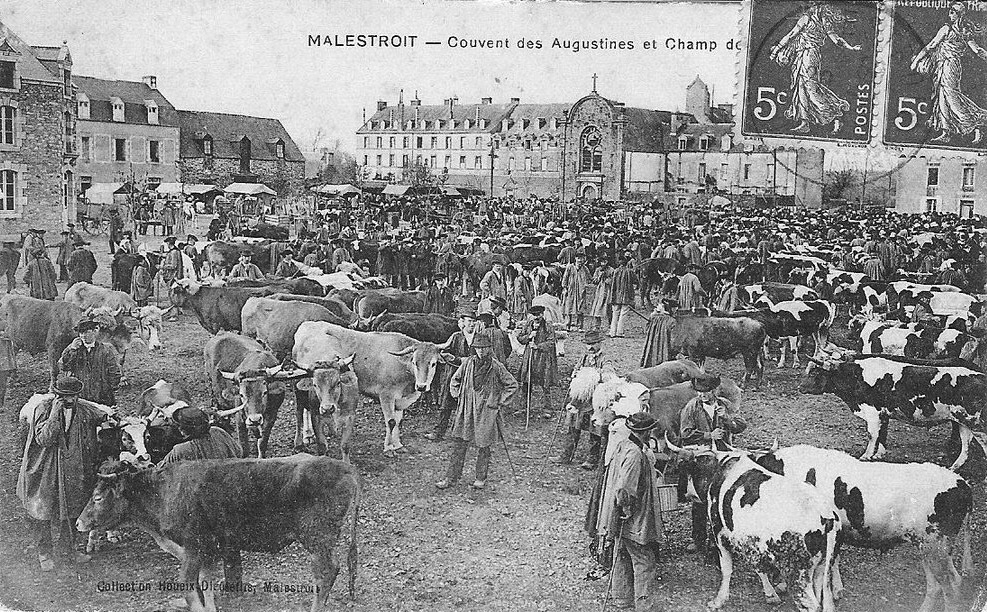
Malestroit : le champ de foire vers 1925 (carte postale).

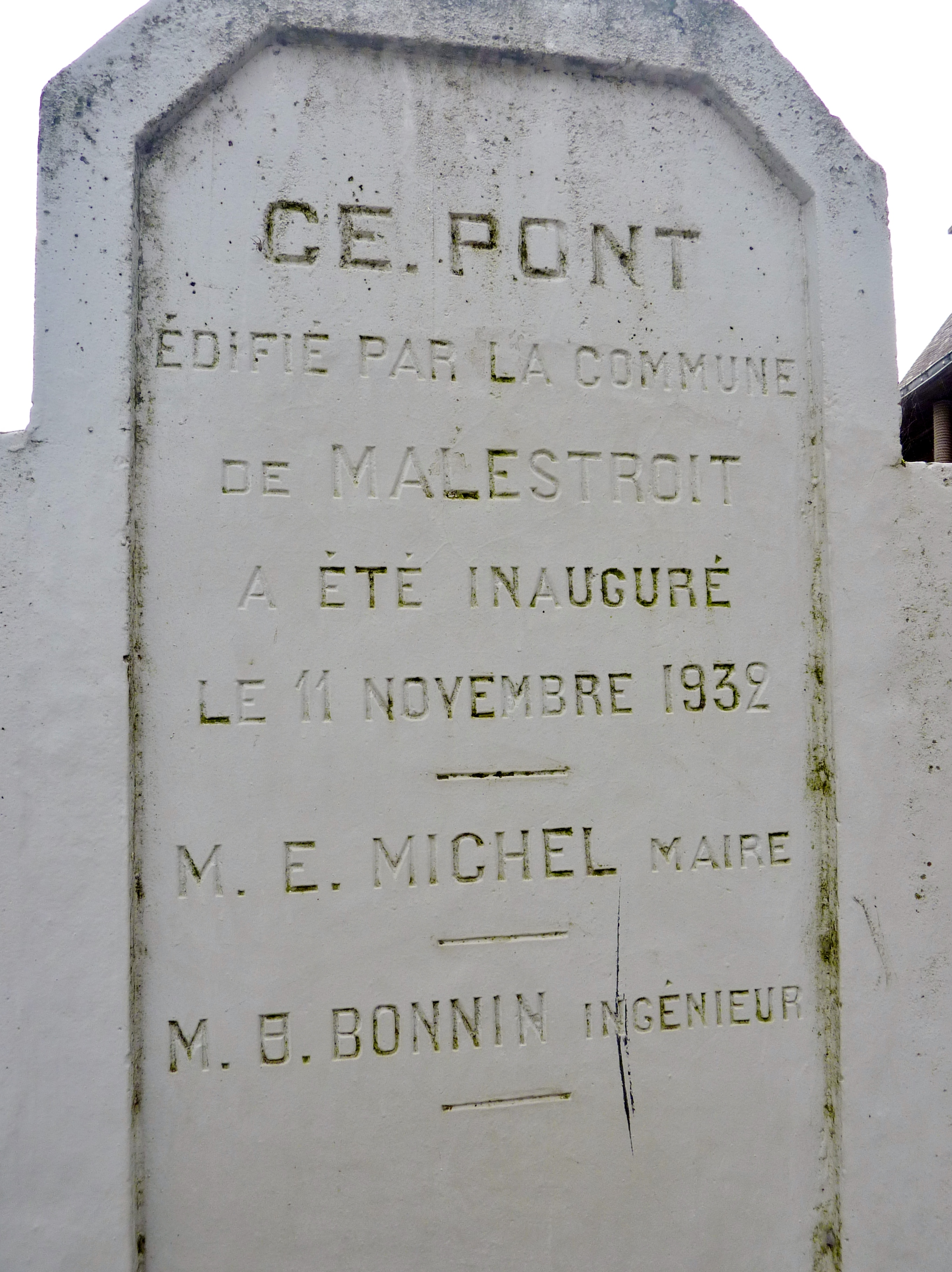
Inscription commémorative de la construction du Pont Neuf sur l'Oust.

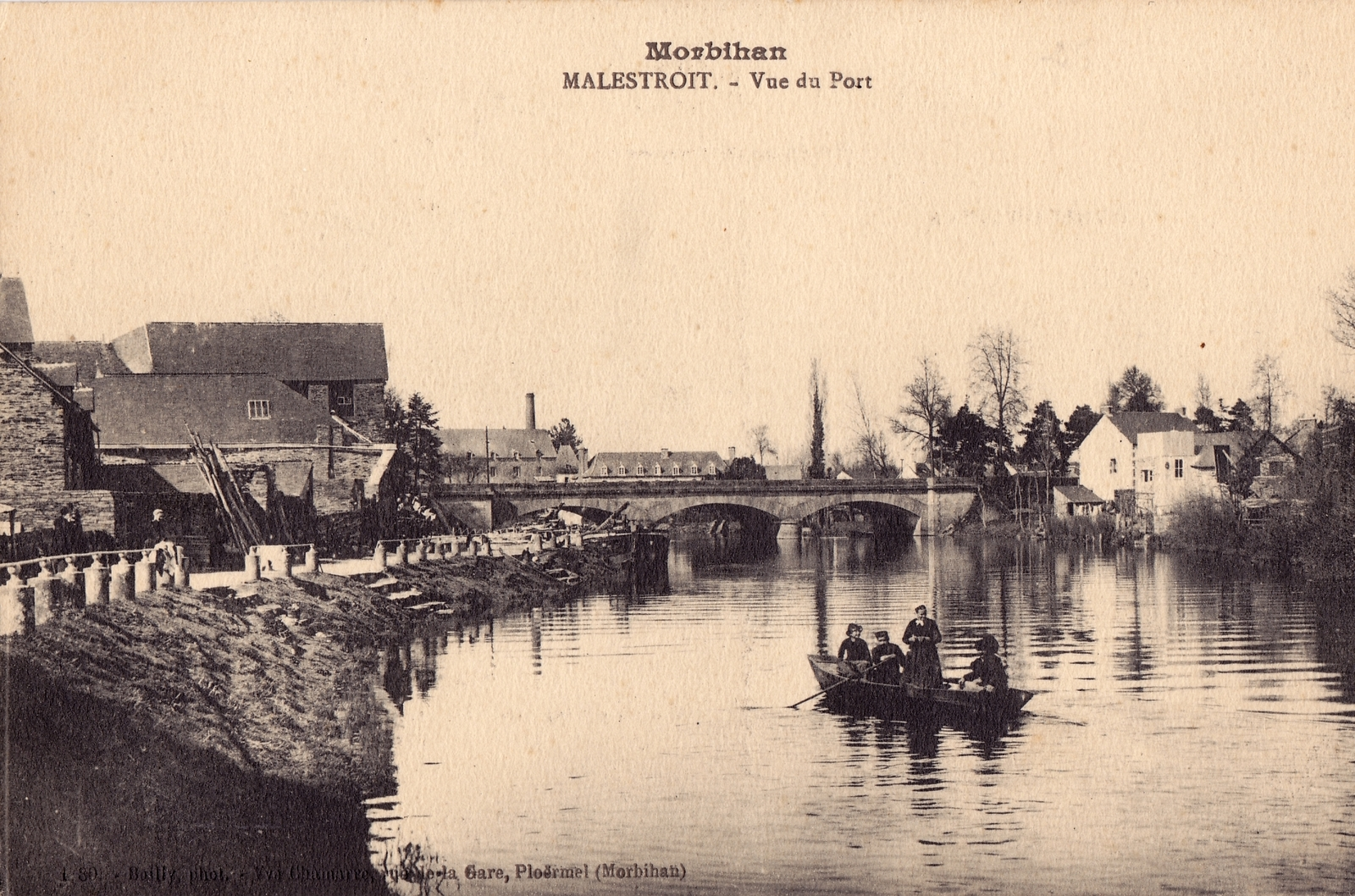
Malestroit : le port et le Pont Neuf dans la décennie 1930 (carte postale).

Entre 1925 et 1927 des lettres anonymes contenant injures, calomnies et insinuations visèrent des familles nobles de la région de Malestroit, provoquant indignation et peur dans les familles visées, qui, pendant plusieurs années, se tinrent pour éviter de nourrir le scandale avant qu'un châtelain, de Beaudrap, qui vivait à Ker-Maria, ne fasse appel à un détective privé, lequel crût avoir trouvé le coupable, un peintre en bâtiment, qui, incapable de surmonter la honte d'une inculpation, se suicida, mais s'avéra par la suite être innocent, le véritable coupable étant le baron de Beudrap lui-même, qui fut condamné lors d'un proçès qui commença le 26 février 1928 devant le tribunal correctionnel de Vannes. Le baron de Beaudrap fut condamné à 18 mois de prison et à une lourde peine d'amende, mais il disparut avant l'exécution de ses condamnations, rejpigant probablement un de ses frères au Canada.
En avril 1926, pour protester contre de nouveaux impôts, des contribuables de Malestroit résolurent de ne plus fumer : « Les contribuables de Malestroit, réunis en assemblée, ont adopté à l'unanimité le vœu de ne plus user de tabac sous toutes ses formes, jusqu'à ce que les Chambres et le gouvernement aient fait aboutir les décisions suivantes : suppression des sous-préfets, des directeurs des finances et des tribunaux correctionnels dans les sous-préfectures ». Cette curieuse grève fut bien sûr un échec.
En octobre 1930 a lieu l'inauguration du nouvel hôpital-hosice de Malestroit.
Le Pont Neuf sur l'Oust est inauguré le 11 novembre 1932.

#### La Seconde Guerre mondiale

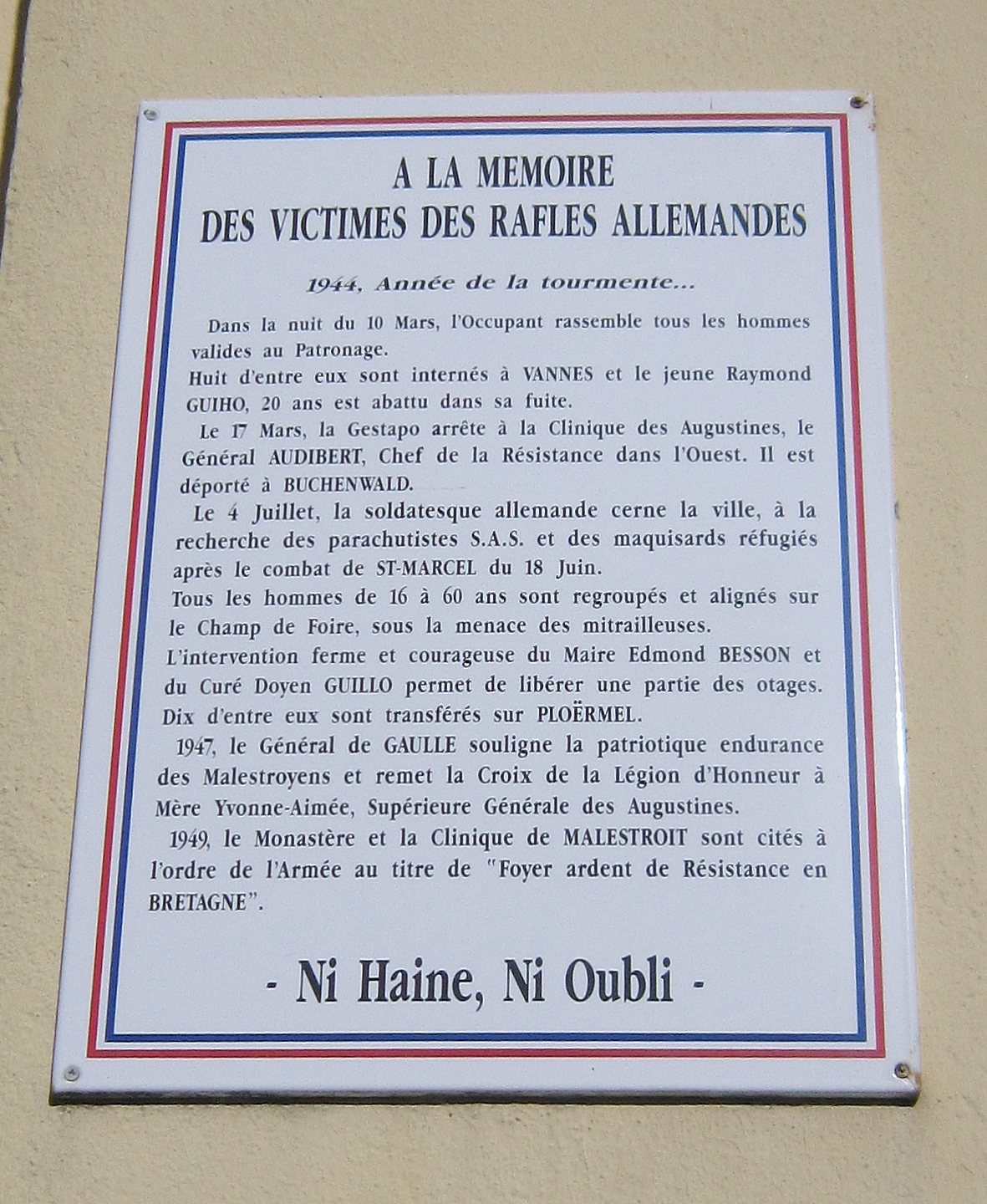
Panneau commémoratif de faits survenus à Malestroit pendant la Seconde Guerre mondiale.

À partir du 4 janvier 1940, Malestroit et ses environs accueillent les contingents de soldats polonais qui formeront la Brigade de chasseurs de montagne qui participa ensuite à la bataille de Narvik.
Malestroit fut une ville clé de la résistance bretonne avec le maquis de Saint-Marcel à proximité (au cours des combats liés à ce maquis, 25 résistants FFI de la compagnie "Malestroit" furent arrêtés et fusillés) ; parmi eux, à titre d'exemples, Julien Lelièvre, né en 1904 à Malestroit et Albert Trégaro, né en 1927 à Malestroit, tous deux fusillés le 22 juin 1944 après avoir été torturés au Bois de la Grée de Houssac près des carrières du Bougro en Saint-Vincent-sur-Oust ainsi qu'Émile Morel, né le 12 juillet 1913 à Malestroit, lieutenant FFI, arrêté, emprisonné à Vannes avant d'être conduit au Fort de Penthièvre où il fut torturé avant d'être exécuté le 13 juillet 1944, puis son corps fut emmuré et découvert seulement le 16 mai 1945.
Dans cette ville de nombreux résistants, notamment les religieuses de la clinique des Augustines, dont la supérieure était alors Mère Yvonne Aimée de Jésus, abritaient des parachutistes britanniques, des responsables de la Résistance comme le général Audibert, des blessés du maquis de Saint-Marcel ou encore se battaient contre les Allemands à travers de petits attentats. En 1949 le monastère des Augustines de Malestroit fut cité à l'ordre de l'armée « pour avoir sauvé plus de cent parachutistes, aviateurs et maquisards » : il reçut aussi la Croix de guerre et la Médaille du roi d'Angleterre.
Le monument aux morts de Malestroit porte les noms de 20 personnes mortes pour la France pendant la Seconde Guerre mondiale. Parmi elles Jacques Bonsergent, né dans la commune voisine de Missiriac, qui fut le premier résistant français fusillé par les Allemands ; Lucien Gergaud, né en 1913 à Malestroit, prisonnier de guerre en Allemagne, fut victime le 15 mars 1945 d'un bombardement aérien à Wünsdorf.
Libérée le 5 août 1944 par les résistants FFI, la ville de  Malestroit fut menacée par les Allemands d’être saccagée et brûlée comme le bourg de Saint-Marcel, mais elle fut finalement épargnée.

#### La fin duXXesiècle
En 1987, des festivités commémorent le millénaire de la cité bretonne.

## Politique et administration

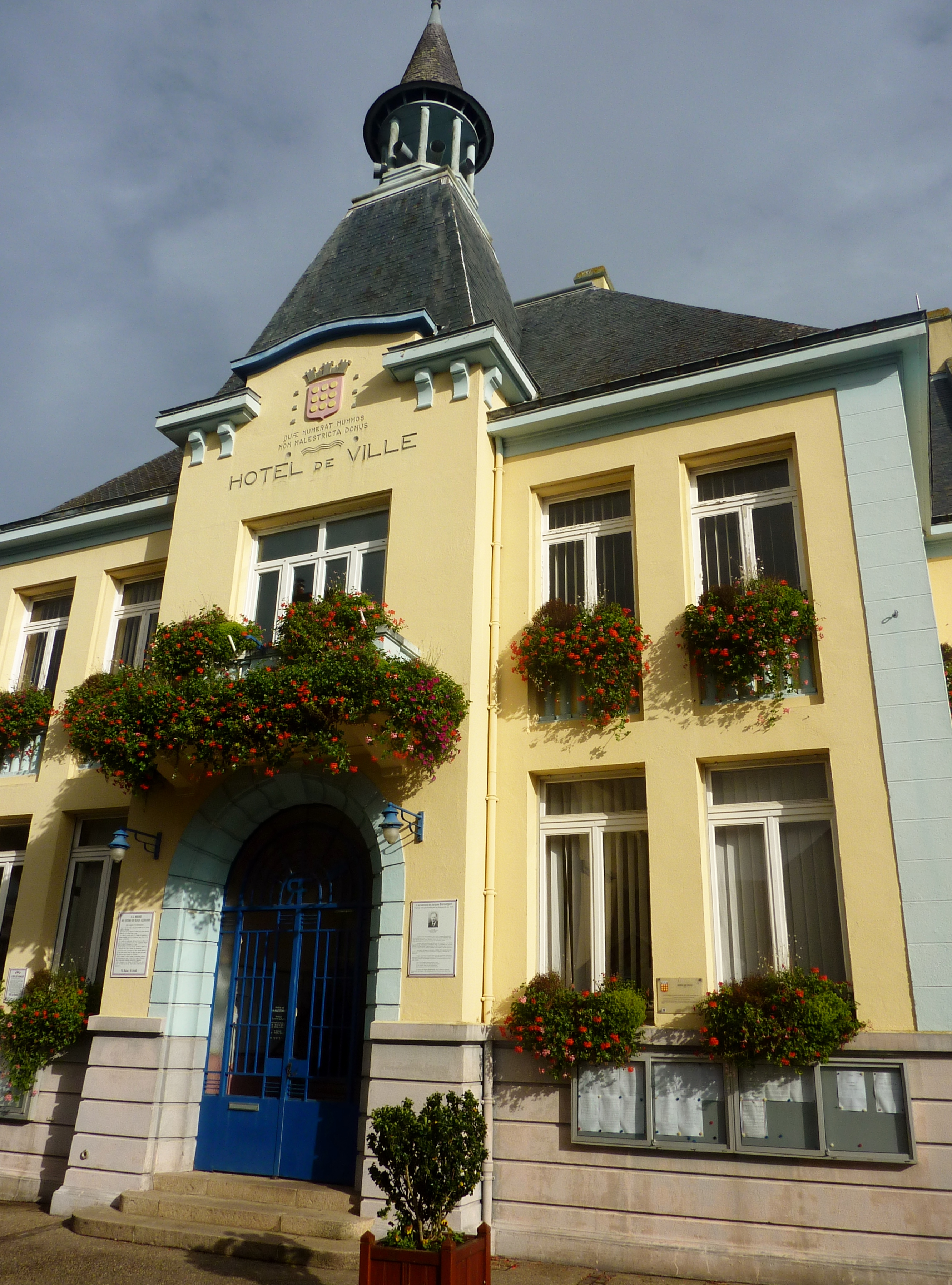
L'hôtel de ville de Malestroit.

### Rattachements administratifs et électoraux
Malestroit appartient à l'arrondissement de Vannes et au canton de Moréac depuis le redécoupage cantonal de 2014. Avant cette date, la commune était le chef-lieu du canton de Malestroit.
En ce qui concerne l'élection des députés, la commune fait partie de la quatrième circonscription du Morbihan, représentée depuis le 20 juin 2012 par le régionaliste Paul Molac (LIOT).
Depuis le 1er janvier 2017, date de sa création, la commune appartient à De l'Oust à Brocéliande Communauté, une communauté de communes issue de la fusion de trois intercommunaliités, dont celle du Val d'Oust et de Lanvaux (CCVOL), à laquelle Malestroit était rattachée. Elle en était par ailleurs le siège. La CCVOL avait été créée le 2 juillet 1992 et regroupait quatorze communes.
Malestroit fait aussi partie du Pays de Ploërmel - Cœur de Bretagne (anciennement Centre-Est Bretagne).

### Administration municipale
Le nombre d'habitants au dernier recensement étant compris entre 1 500 et 2 499, le nombre de membres du conseil municipal est de 19.

### Jumelages
- Jedburgh depuis 1992
- Ramalès de la Victoria depuis 2018

## Population et société

### Démographie
L'évolution du nombre d'habitants est connue à travers les recensements de la population effectués dans la commune depuis 1793. Pour les communes de moins de 10 000 habitants, une enquête de recensement portant sur toute la population est réalisée tous les cinq ans, les populations de référence des années intermédiaires étant quant à elles estimées par interpolation ou extrapolation. Pour la commune, le premier recensement exhaustif entrant dans le cadre du nouveau dispositif a été réalisé en 2007.

En 2022, la commune comptait 2 533 habitants, en évolution de +3,05 % par rapport à 2016 (Morbihan : +3,82 %, France hors Mayotte : +2,11 %).
| 1793  | 1800  | 1806  | 1821  | 1831  | 1836  | 1841  | 1846  | 1851  |
| ----- | ----- | ----- | ----- | ----- | ----- | ----- | ----- | ----- |
| 1 600 | 1 796 | 1 735 | 1 684 | 1 781 | 1 793 | 1 676 | 1 630 | 1 577 |

| 1856  | 1861  | 1866  | 1872  | 1876  | 1881  | 1886  | 1891  | 1896  |
| ----- | ----- | ----- | ----- | ----- | ----- | ----- | ----- | ----- |
| 1 548 | 1 583 | 1 633 | 1 691 | 1 627 | 1 689 | 1 741 | 1 712 | 1 685 |

| 1901  | 1906  | 1911  | 1921  | 1926  | 1931  | 1936  | 1946  | 1954  |
| ----- | ----- | ----- | ----- | ----- | ----- | ----- | ----- | ----- |
| 1 693 | 1 716 | 1 840 | 1 795 | 1 895 | 1 956 | 2 101 | 2 250 | 2 052 |

| 1962  | 1968  | 1975  | 1982  | 1990  | 1999  | 2006  | 2007  | 2012  |
| ----- | ----- | ----- | ----- | ----- | ----- | ----- | ----- | ----- |
| 2 381 | 2 483 | 2 506 | 2 465 | 2 357 | 2 472 | 2 479 | 2 478 | 2 497 |

| 2017  | 2022  | - | - | - | - | - | - | - |
| ----- | ----- | - | - | - | - | - | - | - |
| 2 456 | 2 533 | - | - | - | - | - | - | - |

La ville de Malestroit possède une école primaire et maternelle publique et une privée. Nous pouvons aussi y trouver un collège public, un collège privé et un lycée professionnel agricole privé.
D'un point de vue santé Malestroit possède un cabinet médical récent et un laboratoire d'analyses médicales. Nous pouvons aussi trouver une clinique privée, un cardiologue et de nombreux médecins spécialisés dans différents domaines. Enfin, un petit hôpital est présent.

## Culture et patrimoine

### Lieux et monuments
La commune compte onze monuments historiques :
- l'église Saint-Gilles datant du XIe siècle pour sa partie romane, en bonne partie détruite le 10 septembre 1592 par l'incendie provoqué par des Ligueurs (il en subsiste le croisillon sud avec son absidiole en cul-de-four, ses modillons et ses contreforts plats). Toute la partie nord de l'édifice a été ajoutée lors de la reconstruction en style gothique flamboyant pour le vaisseau nord, et gothique rayonnant pour la nef sud, ainsi que des statues animalières (bœuf, lion, aigle). Elle a été classée par arrêté du 6 novembre 1931[100]. Elle possède des peintures exceptionnelles datant du Moyen Âge et des chapiteaux romans historiés qui ont été réemployés dans sa façade méridionale[101] ;

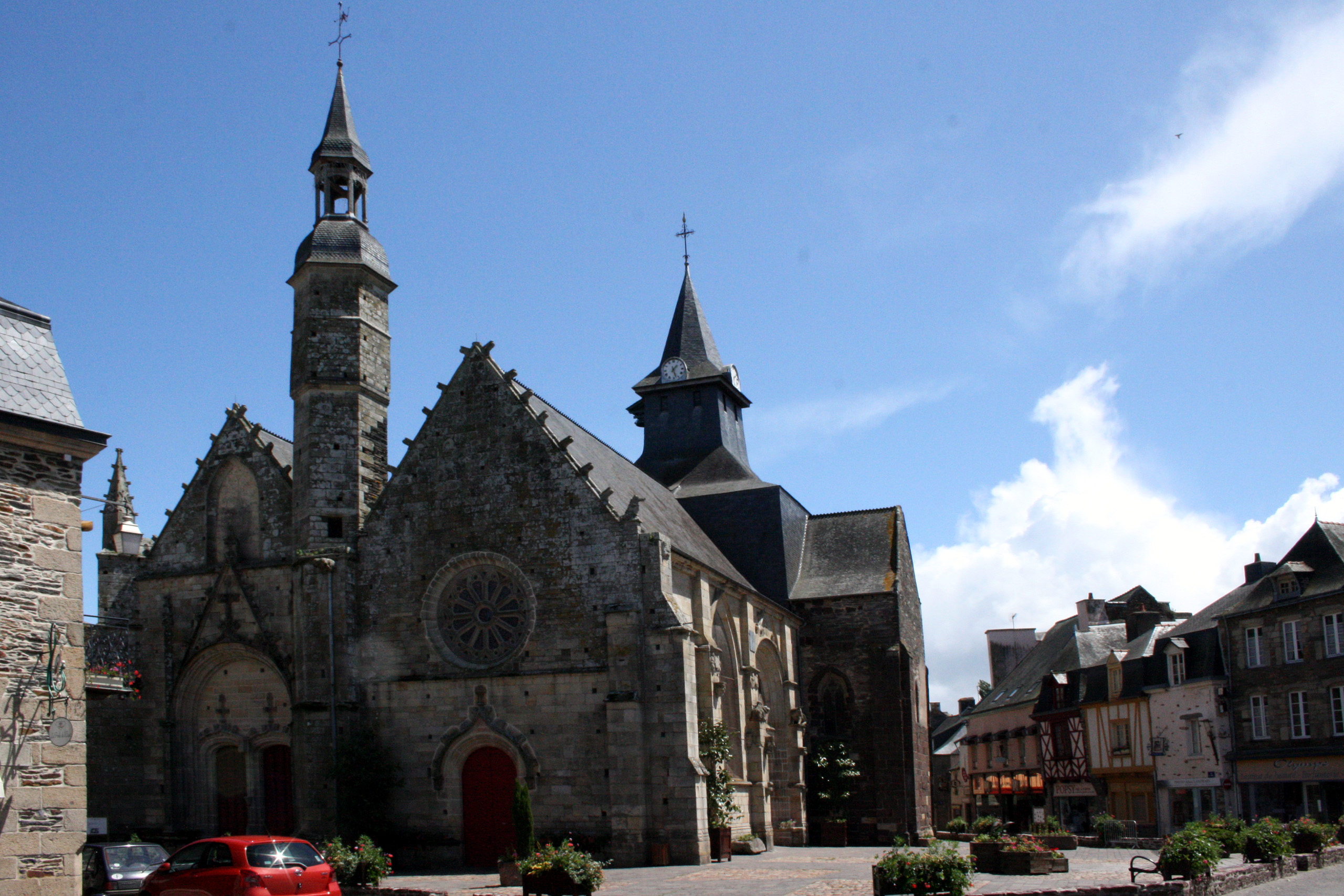
Église Saint-Gilles : vue extérieure d'ensemble 1.
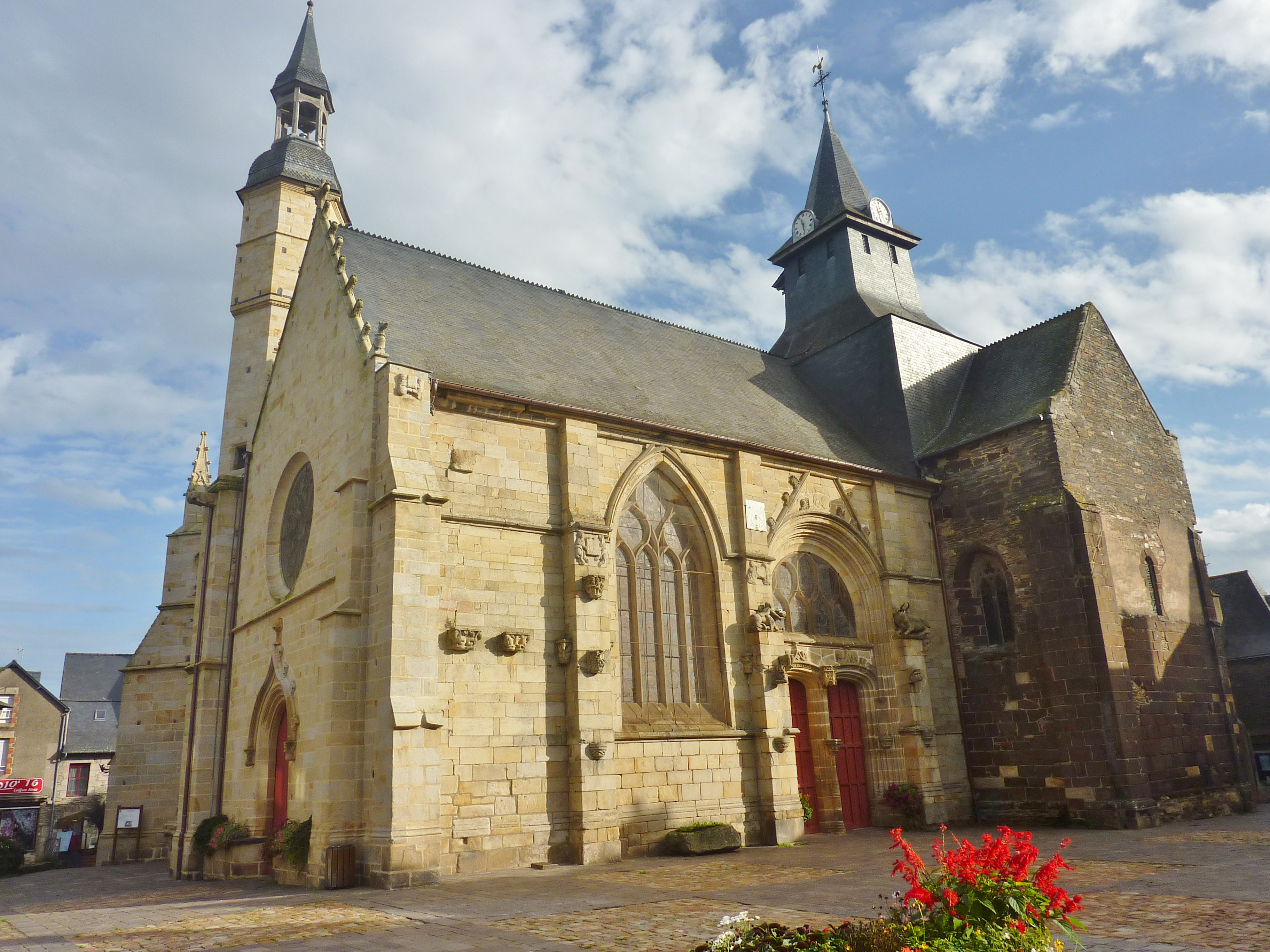
Église Saint-Gilles : vue extérieure d'ensemble 2.
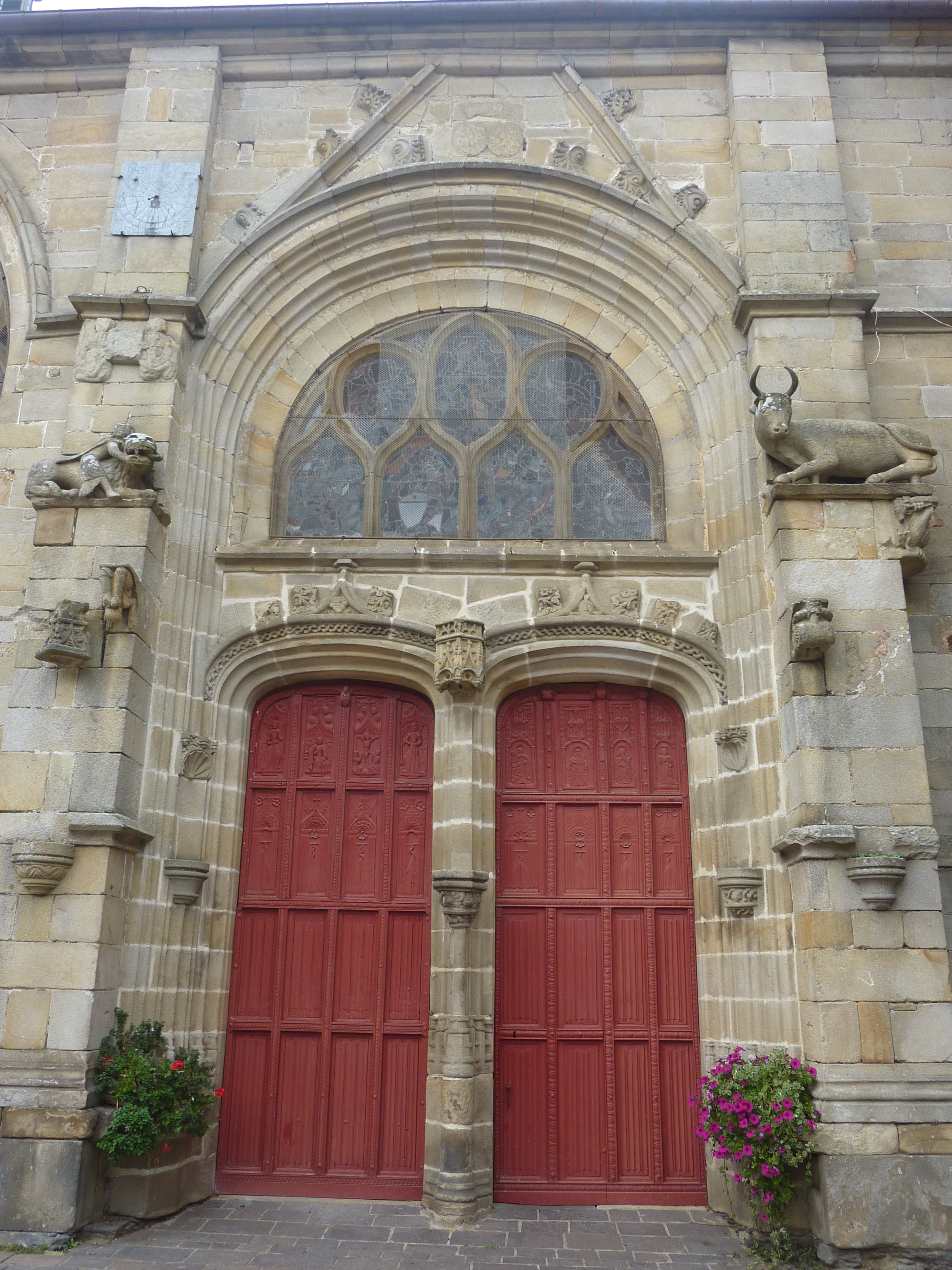
Église Saint-Gilles : double porte.
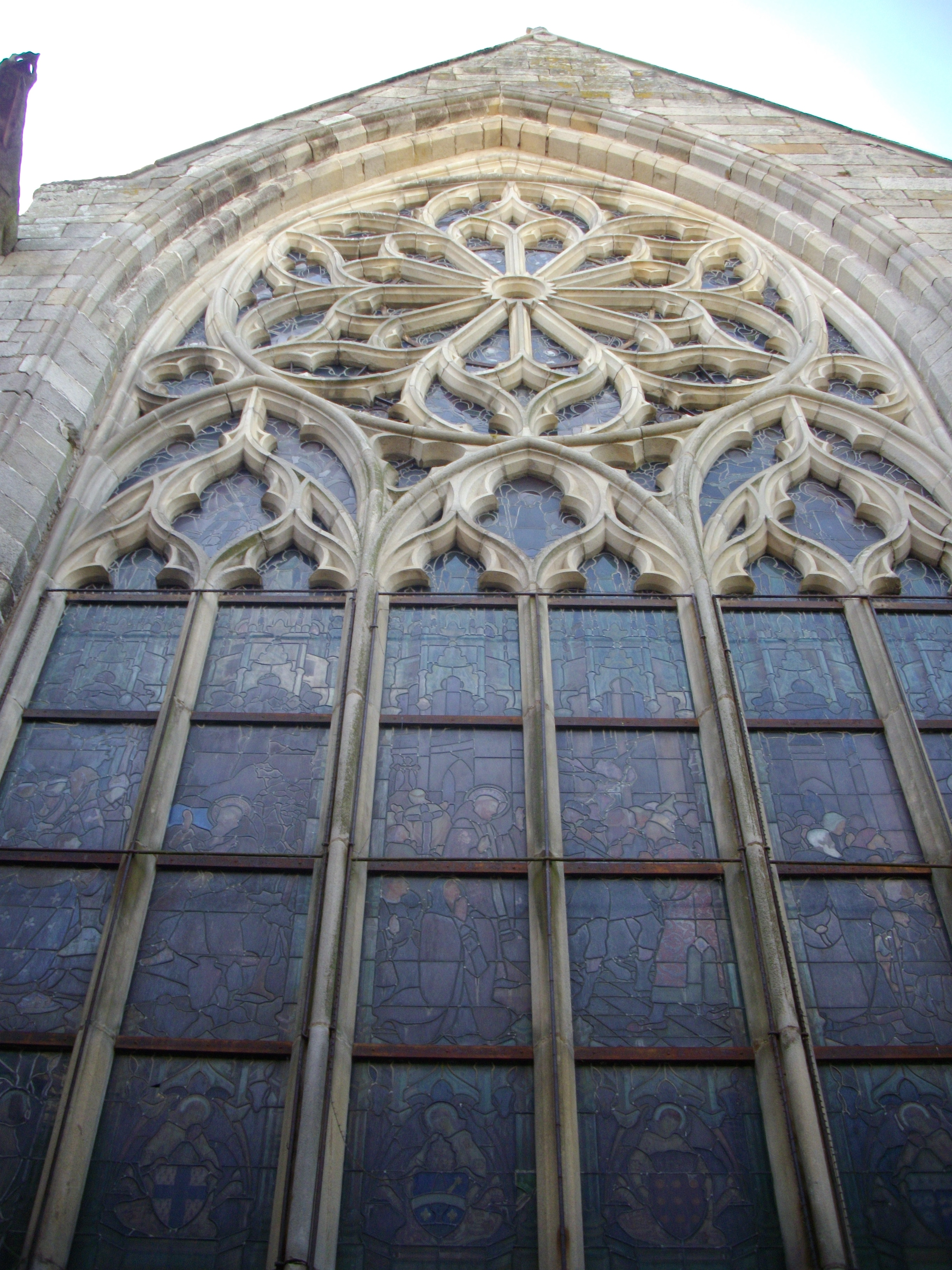
Église Saint-Gilles : fenêtre du chevet.
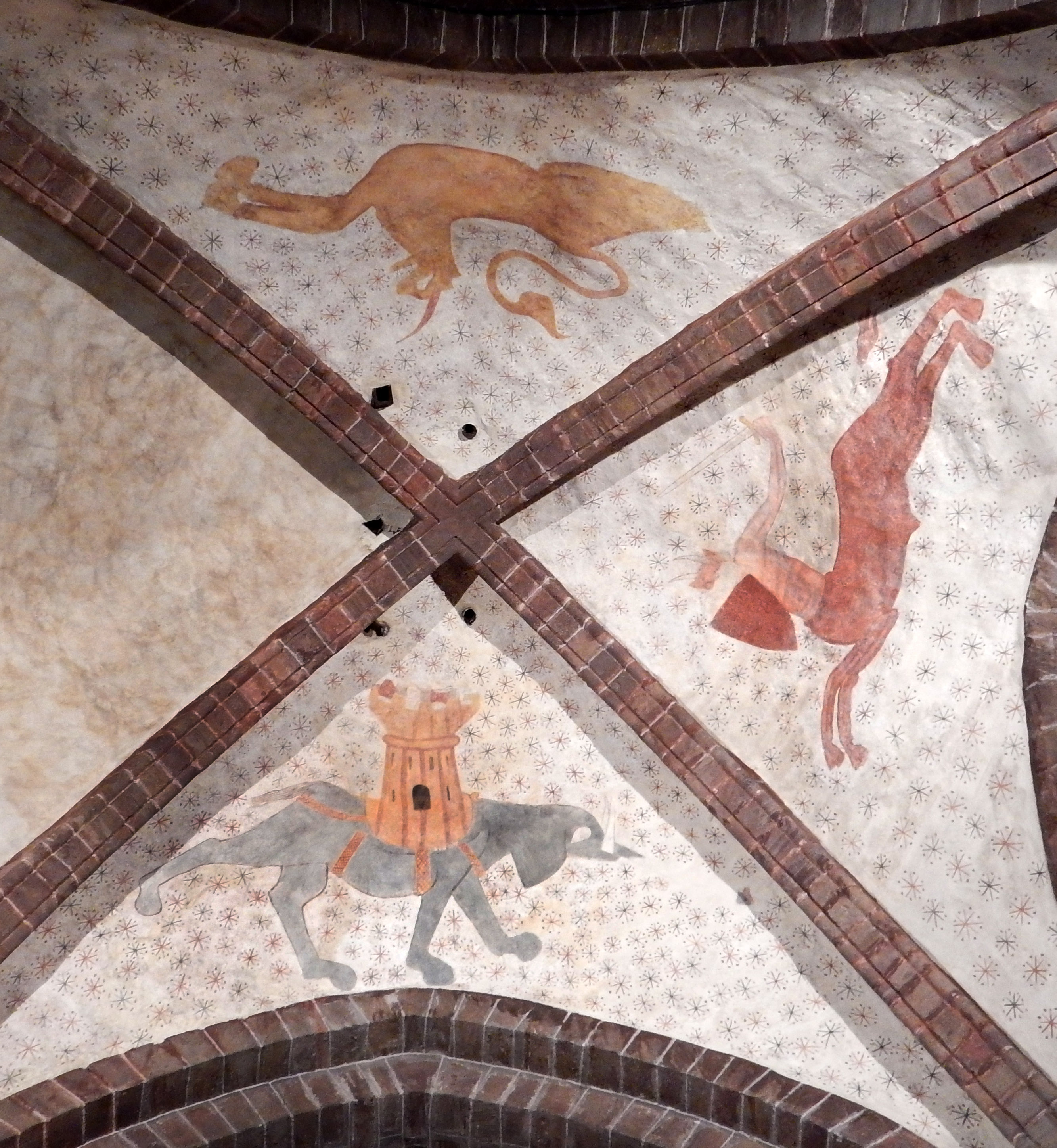
Église Saint-Gilles : fresques romanes de la croisée de voûte.
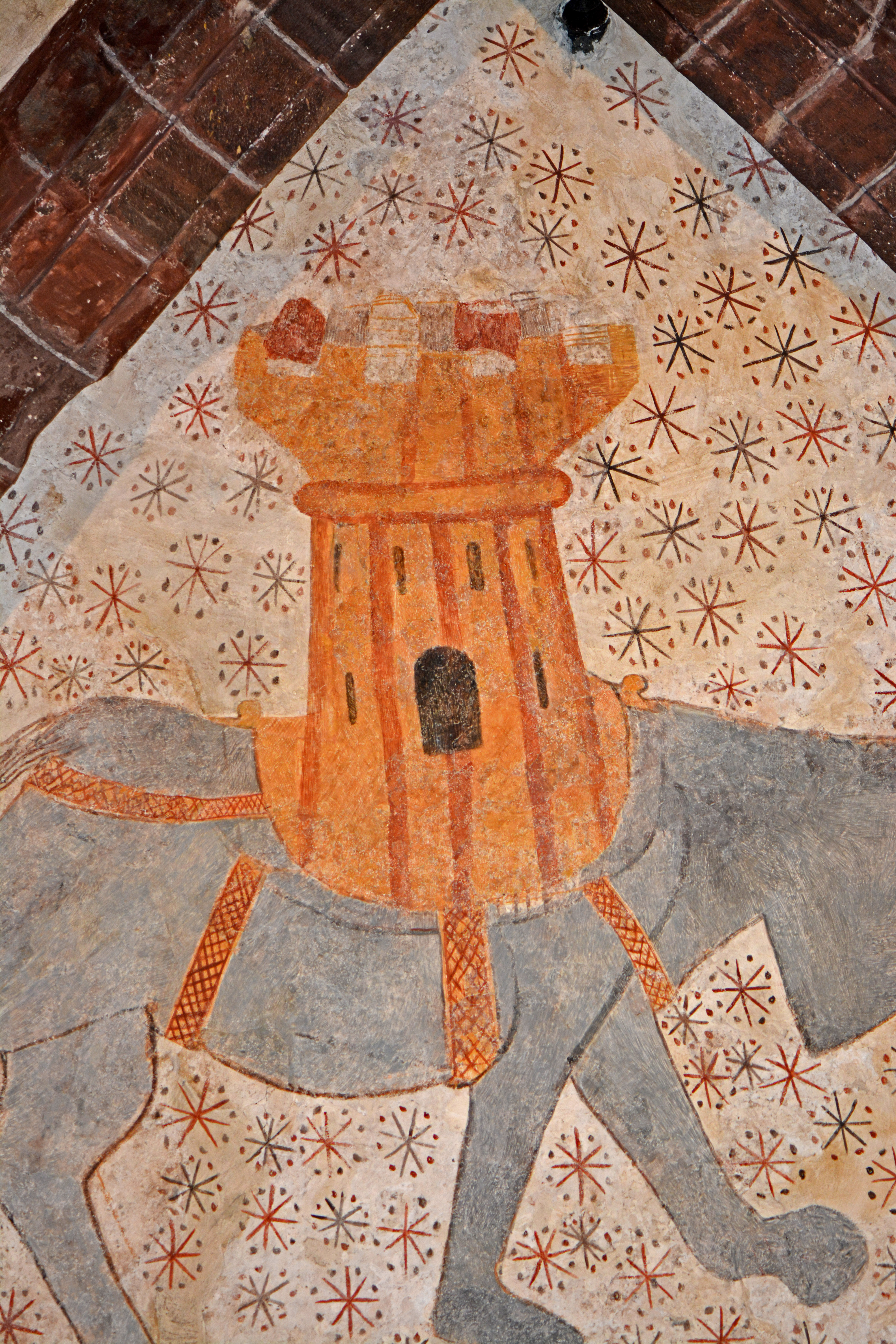
Église Saint-Gilles : fresques romanes, éléphant.
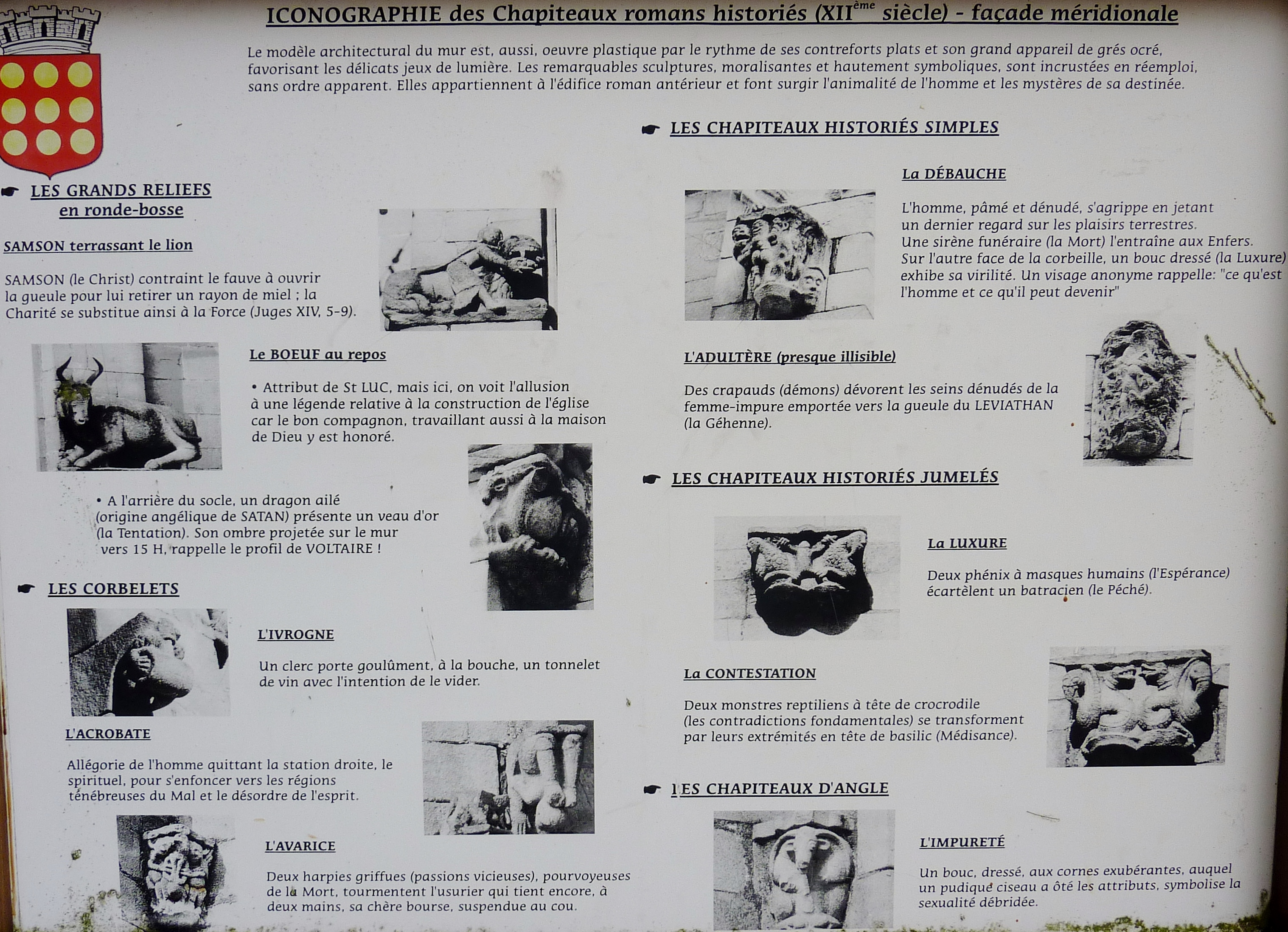
Église Saint-Gilles : panneau d'information touristique expliquant les chapiteaux romans historiés.

Son porche contient la sculpture d'un bœuf sculpté en grandeur demi-nature. Il s'agirait d'une référence à une légende relative à la construction de l'église : « un brave paysan conduisant des pierres sur un chariot attelé de deux bœufs eut par accident son chariot renversé, perdit l'une de ses roies et l'un de ses bœufs ; en cet embarras, l'homme invoqua l'aide de saint Hervé et soudain le bœuf restant releva le charit chargé de pierres et le traîna jusqu'à l'église sur une seule roue » ; mais on peut aussi y voir le symbole de l'évangéliste saint Luc.
- les ruines de la chapelle de la Madeleine[102] sur la route de Ploërmel, décorée activement pour les occasions par son association des habitants et amis du quartier de la Madeleine. Elle a été inscrite par arrêté du 20 décembre 1934[103] ;

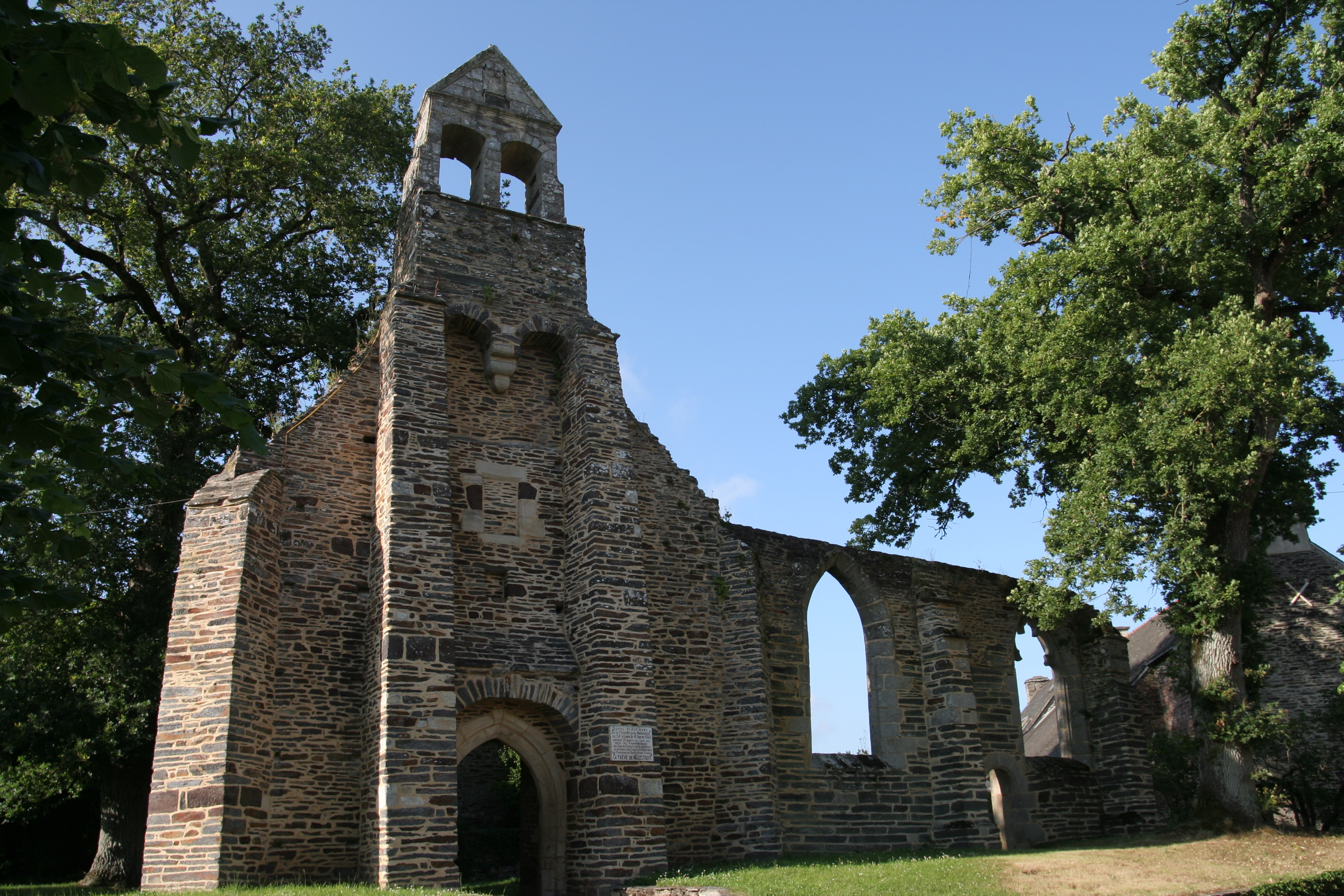
Chapelle de la Madeleine : façade sud.
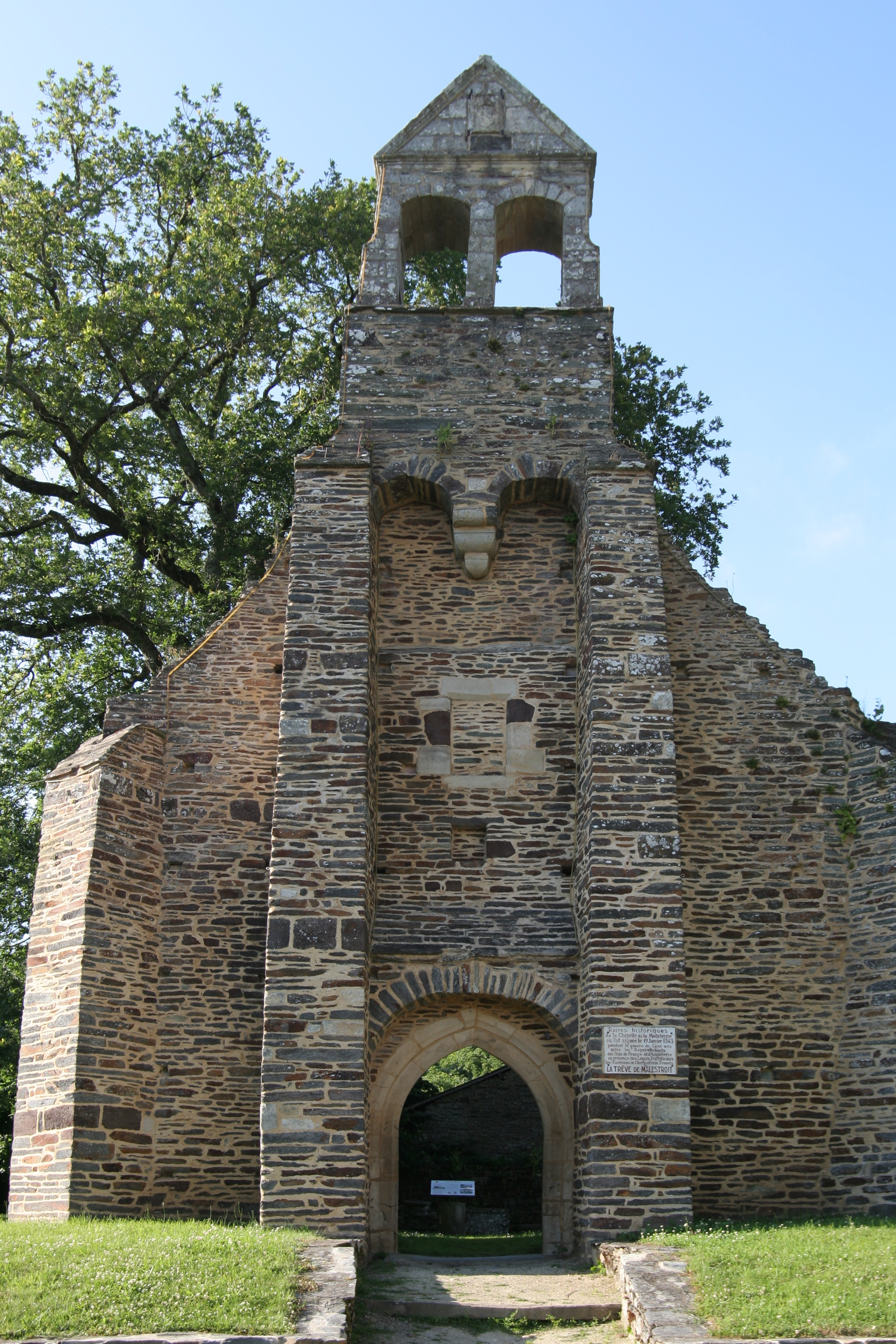
Chapelle de la Madeleine : le clocher-mur.
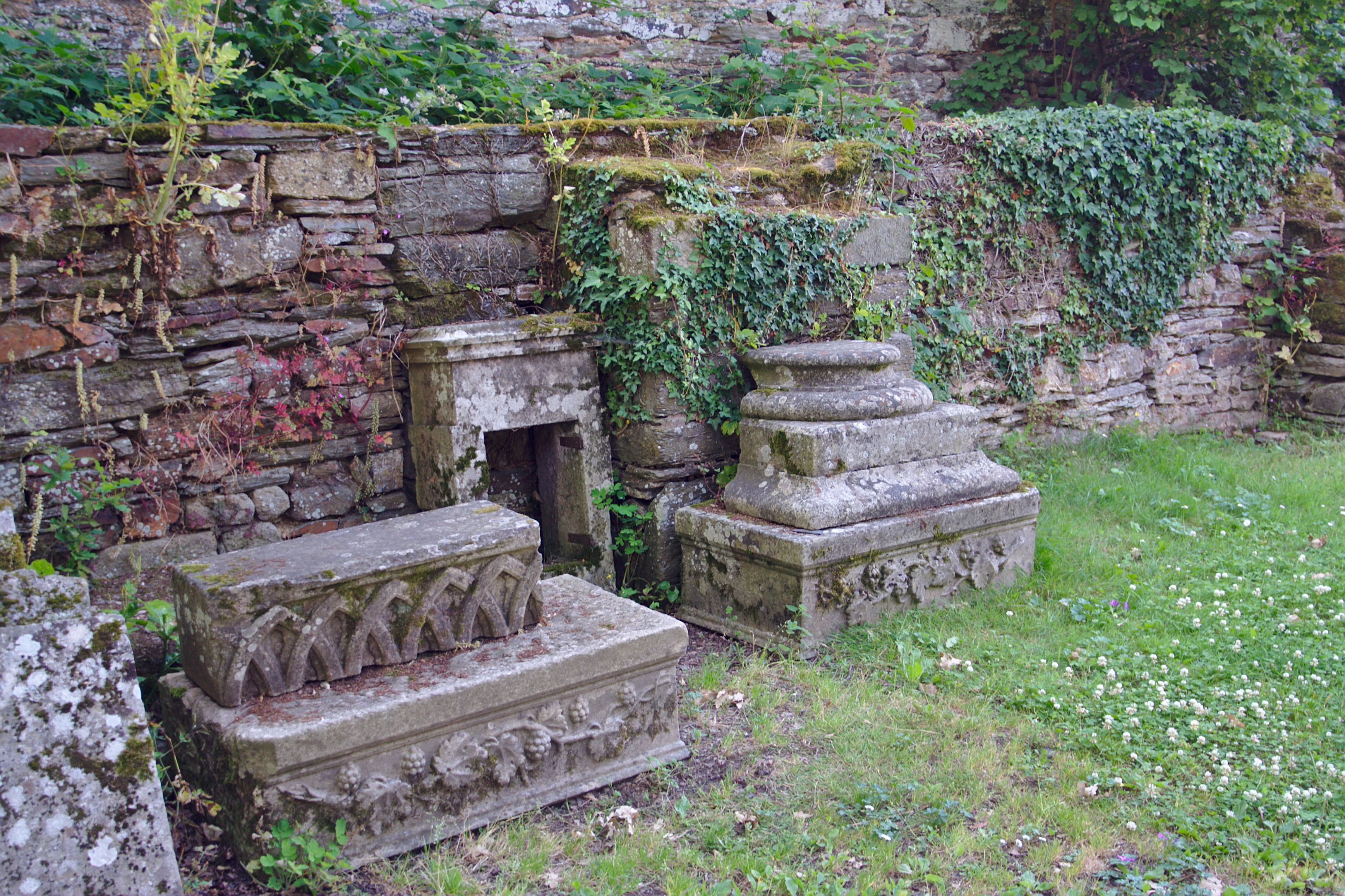
Vestiges à l'intérieur de la chapelle de la Madeleine.

- la Croix du faubourg Saint-Michel, inscrite par arrêté du 29 mars 1935[104] ;
- la Croix Joubin, inscrite par arrêté du 29 mars 1935[105] ;

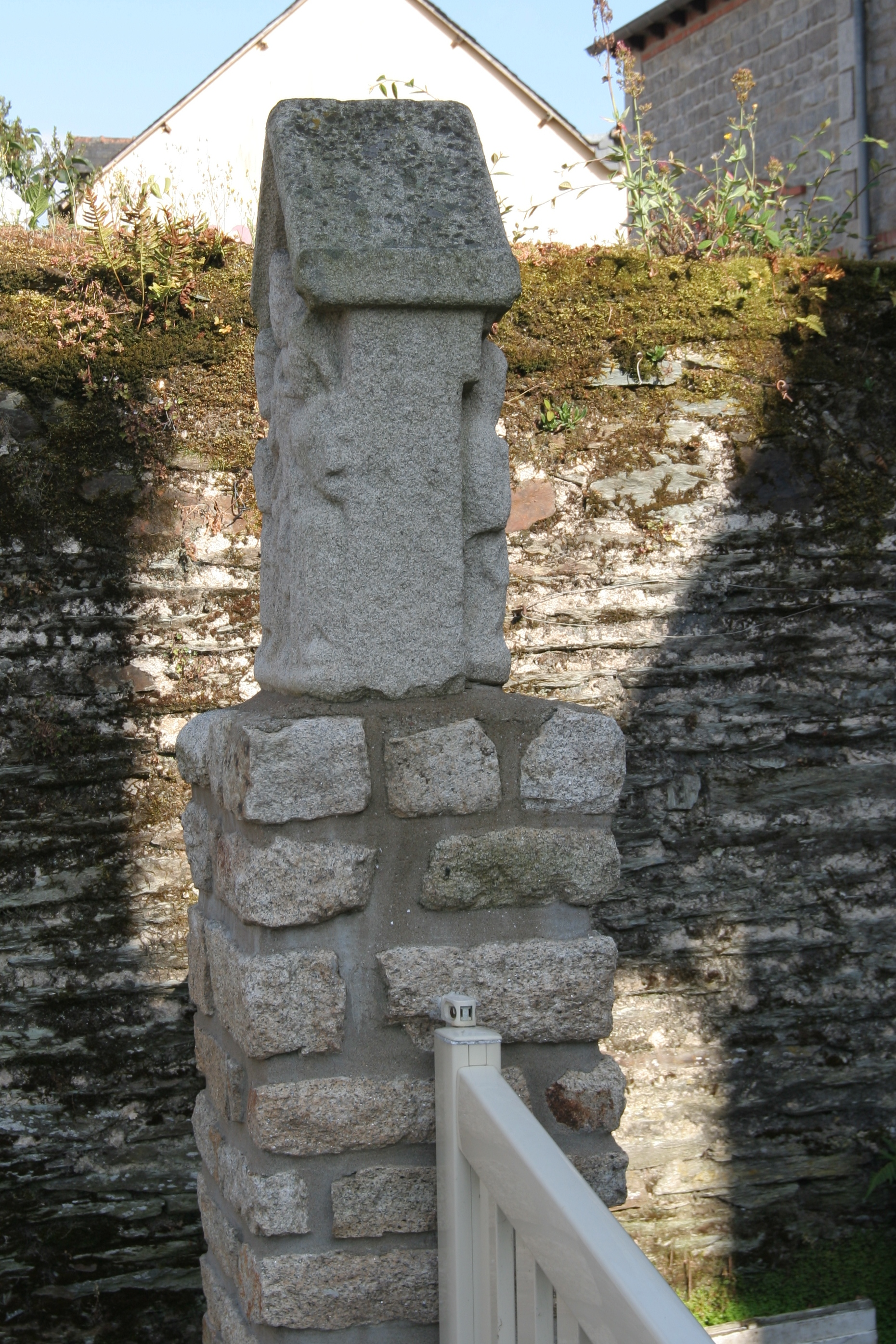
Croix du faubourg Saint-Michel.
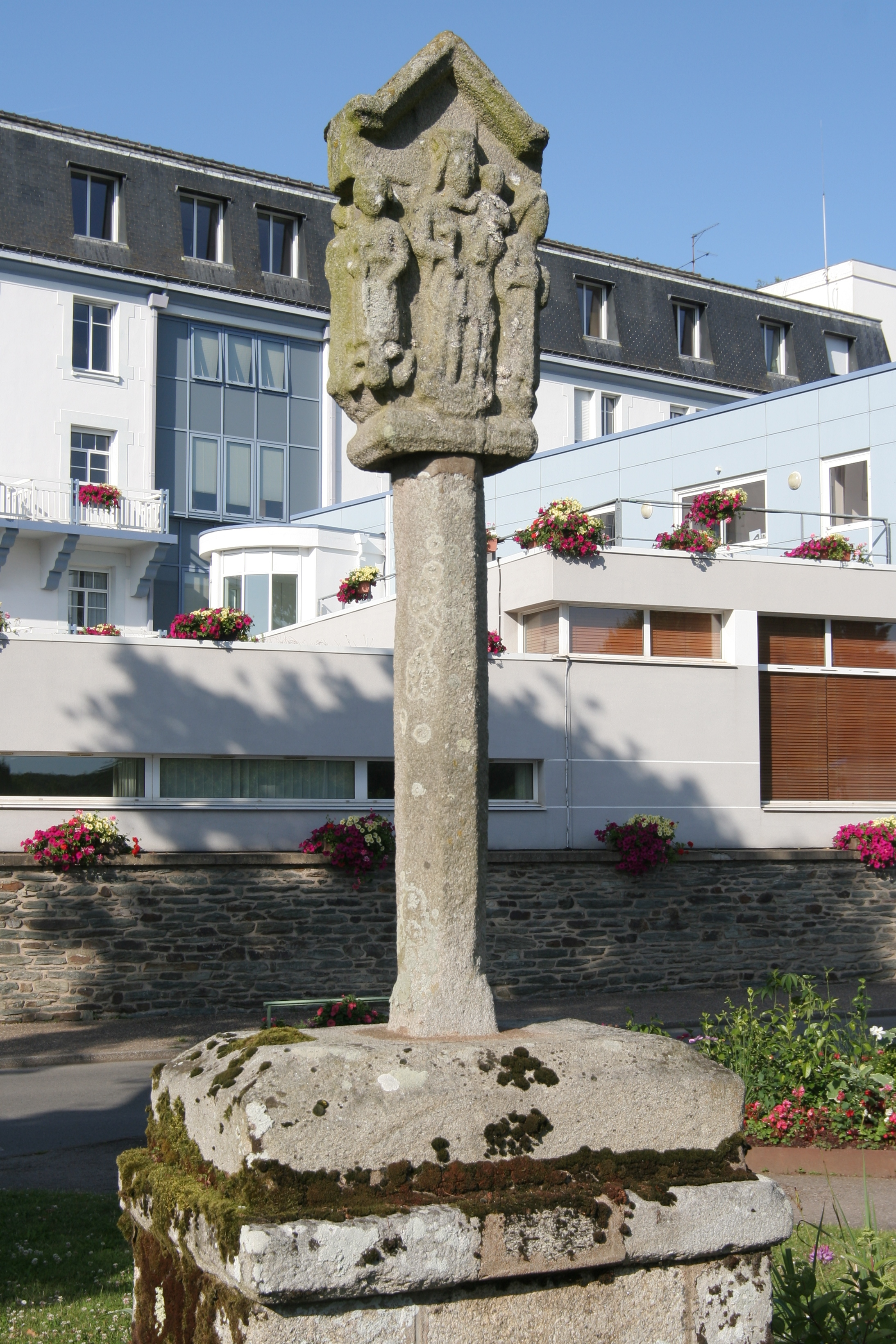
Croix Joubin.

- Sept maisons situées sur la place du Bouffay et dans la rue du Général-de-Gaulle sont classées ou inscrites, dont :
  - La Maison du Pélican (XVe siècle, de style gothique breton ; elle doit son nom à un haut relief représentant un pélican situé sur le poteau cornier (le pélican est le symbole de la Rédemption);
  - La Truie qui file ; maison du XVe siècle à colombages aux étals anciens, présentant des sculptures allégoriques à double sens : un chasseur soufflant dans un cor, un homme battant sa femme, une truie filant sa quenouille, un chien menaçant, une gueule de loup, un lièvre jouant du biniou... ;
  - La Maison Le Moué ;
  - La maison du 8, rue De Gaulle[106]

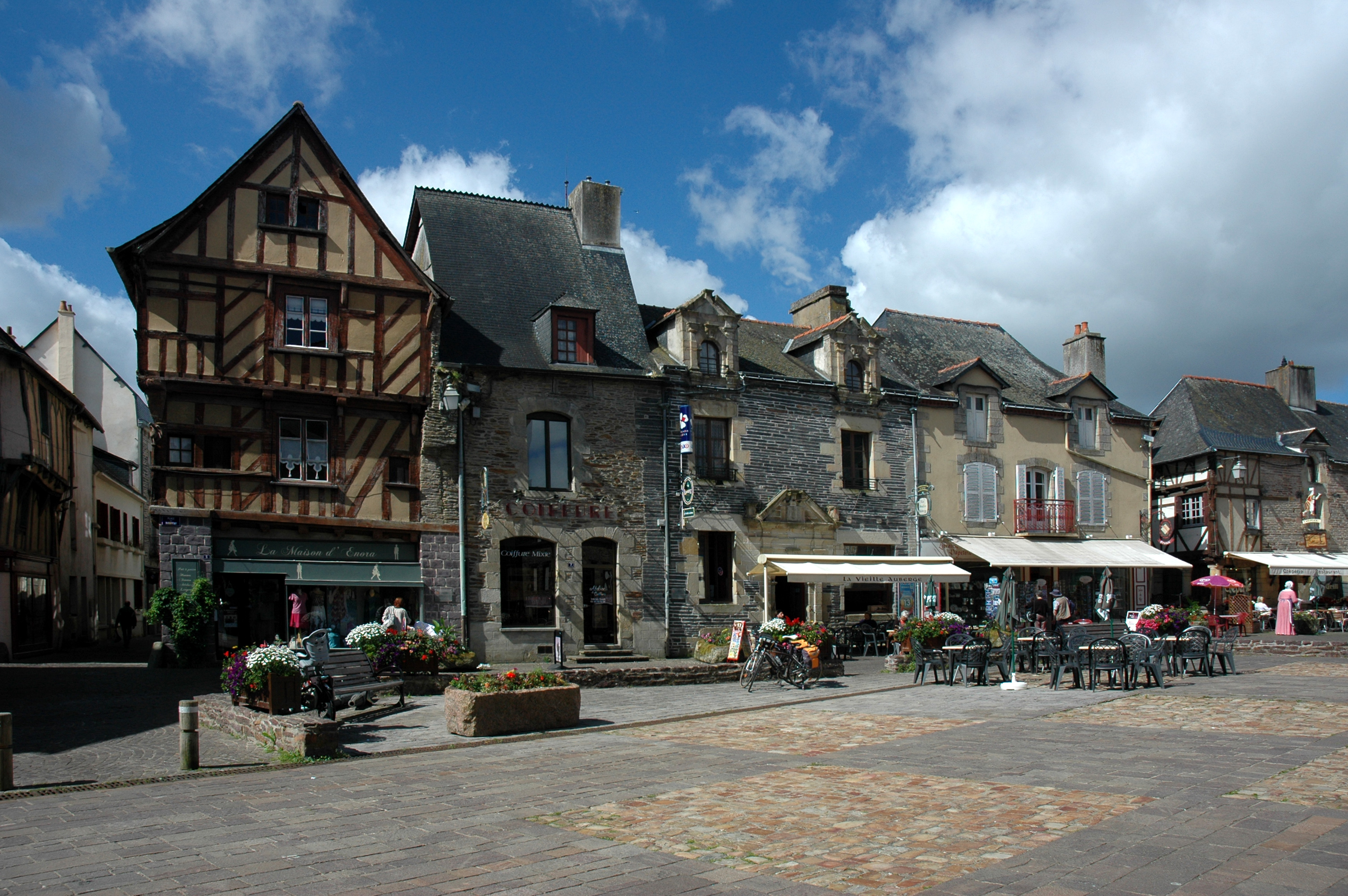
Les maisons anciennes de la place du Bouffay.
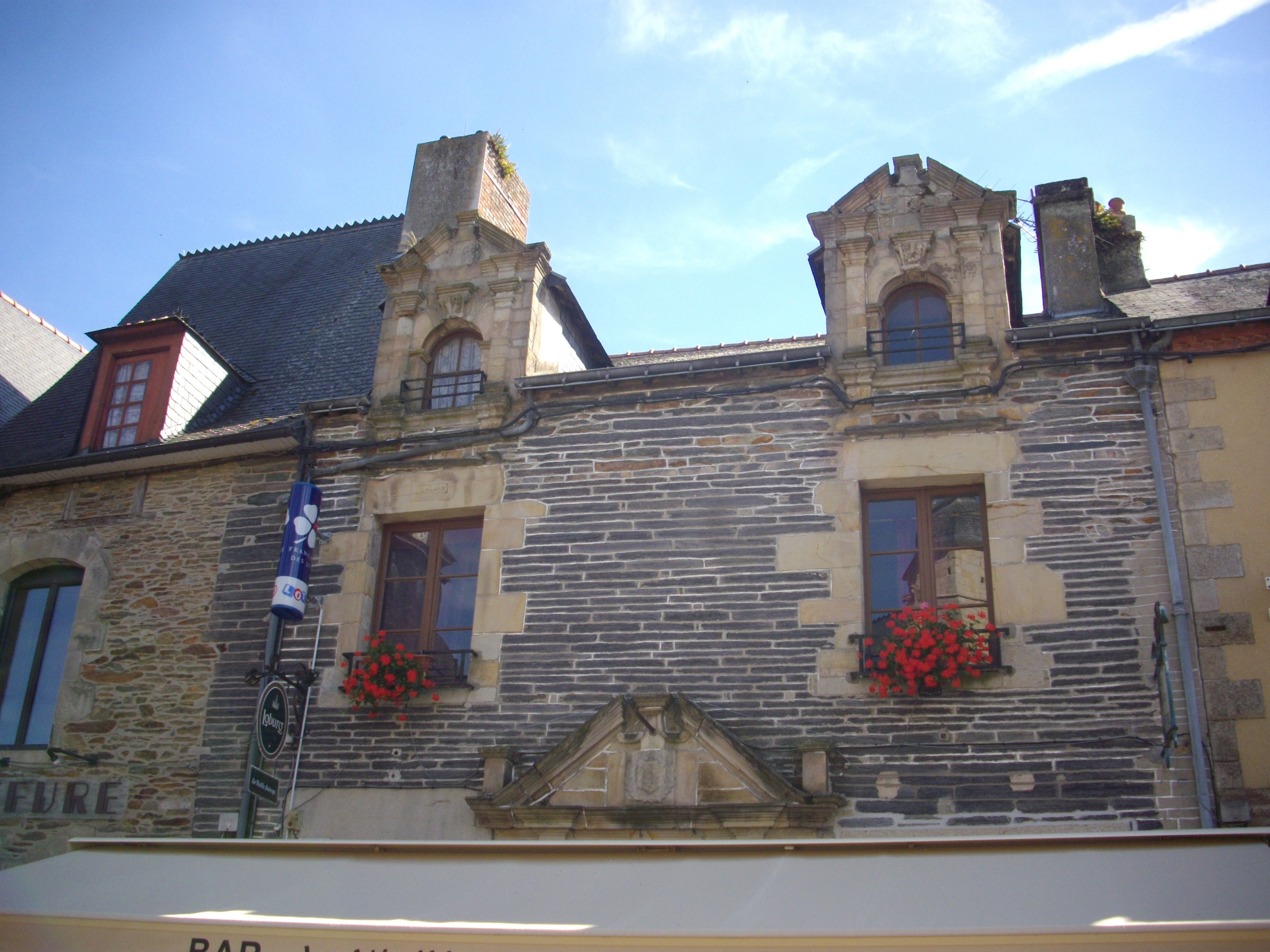
La maison du 9, place du Bouffay.
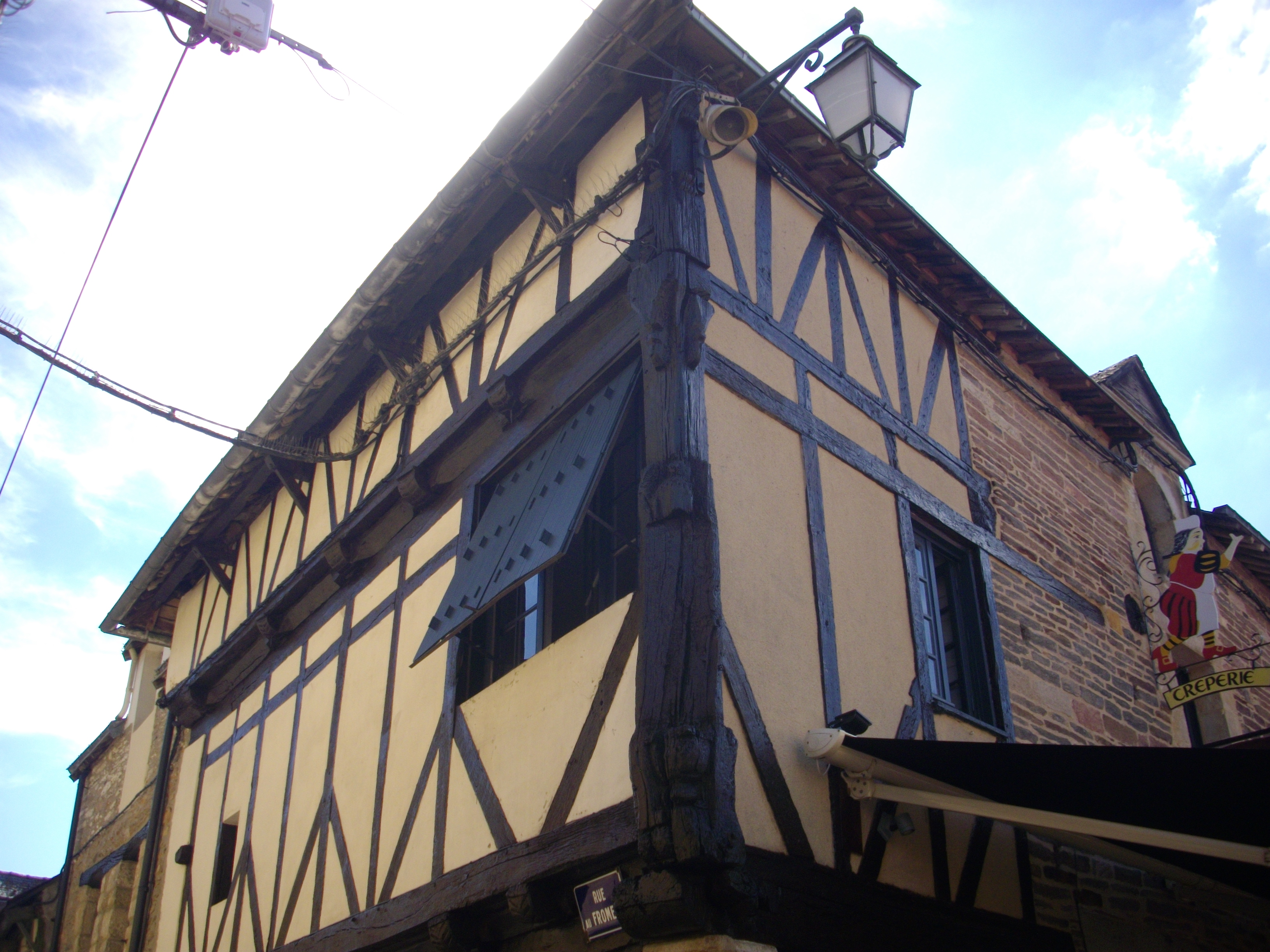
La maison du 13, place du Bouffay.
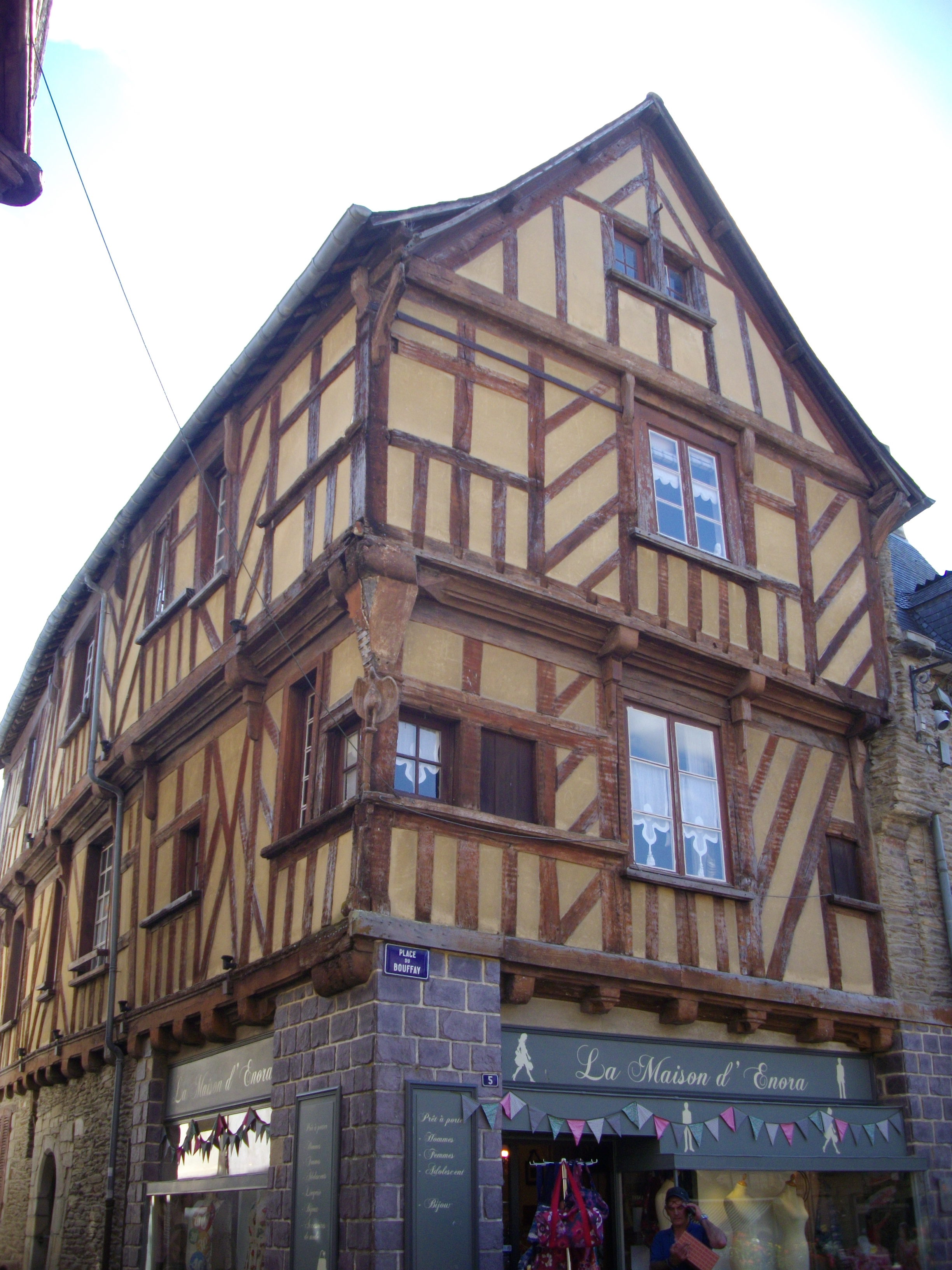
La maison du Pélican.
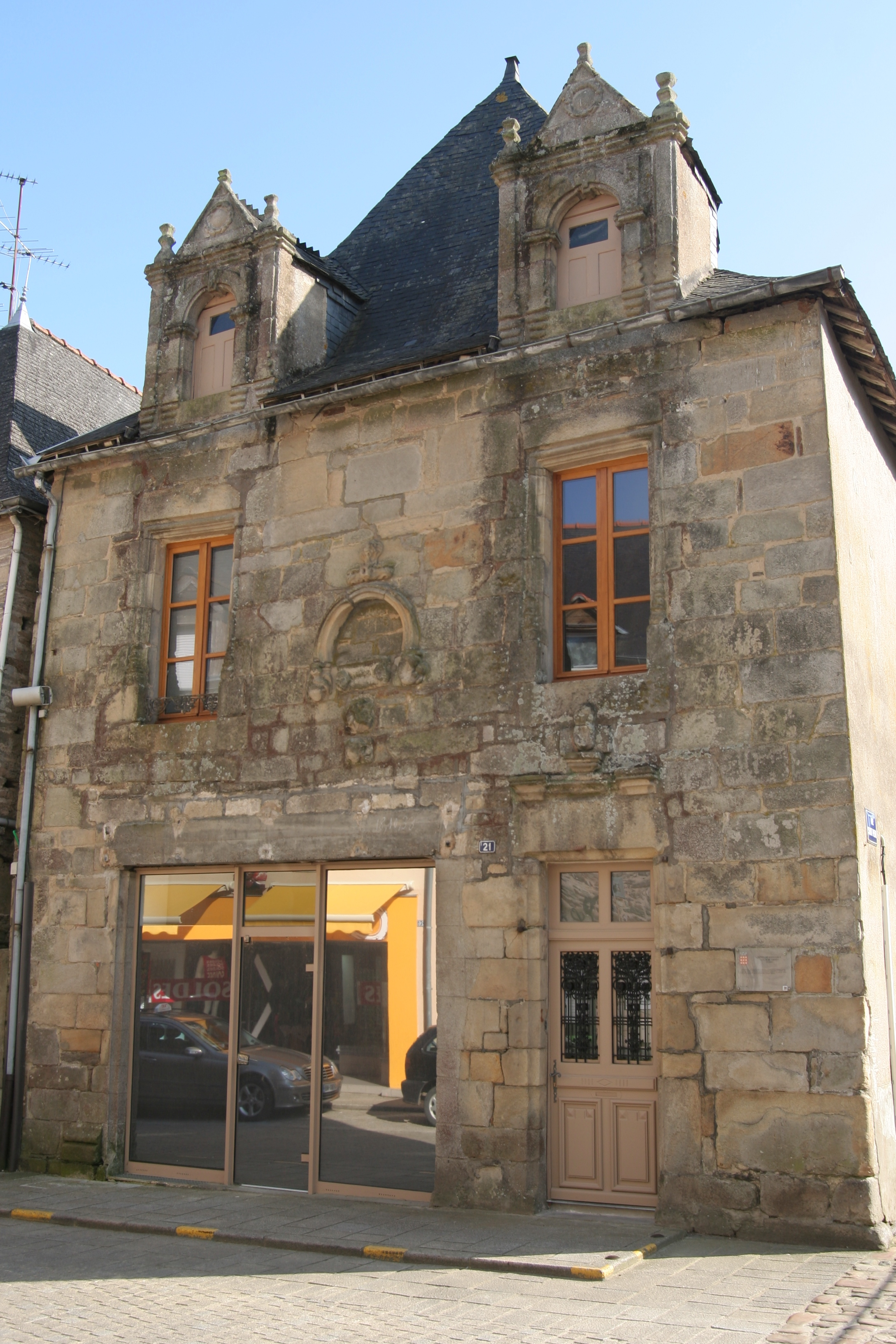
La maison du 21, rue du Général de Gaulle.
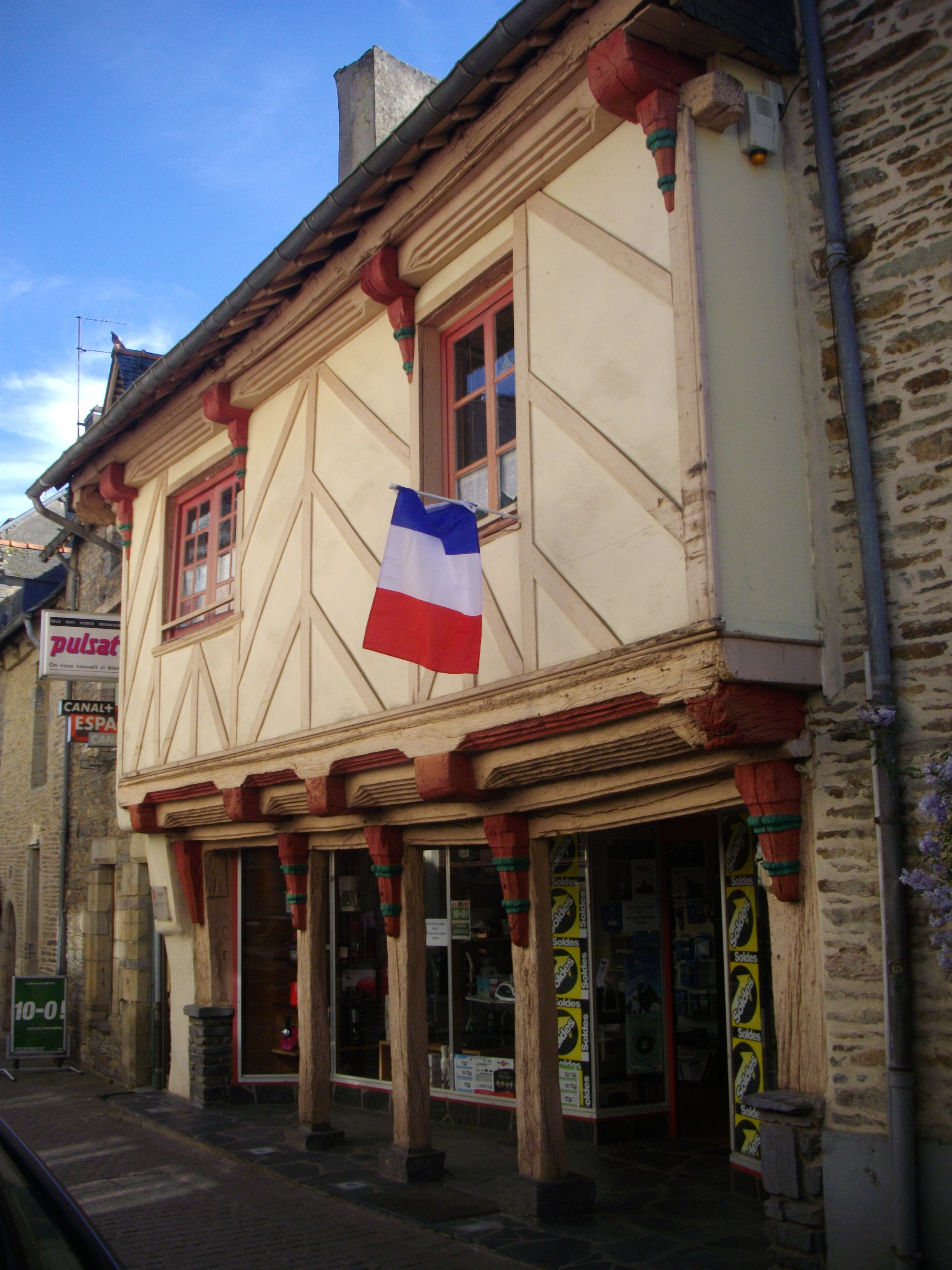
La maison Le Moué.
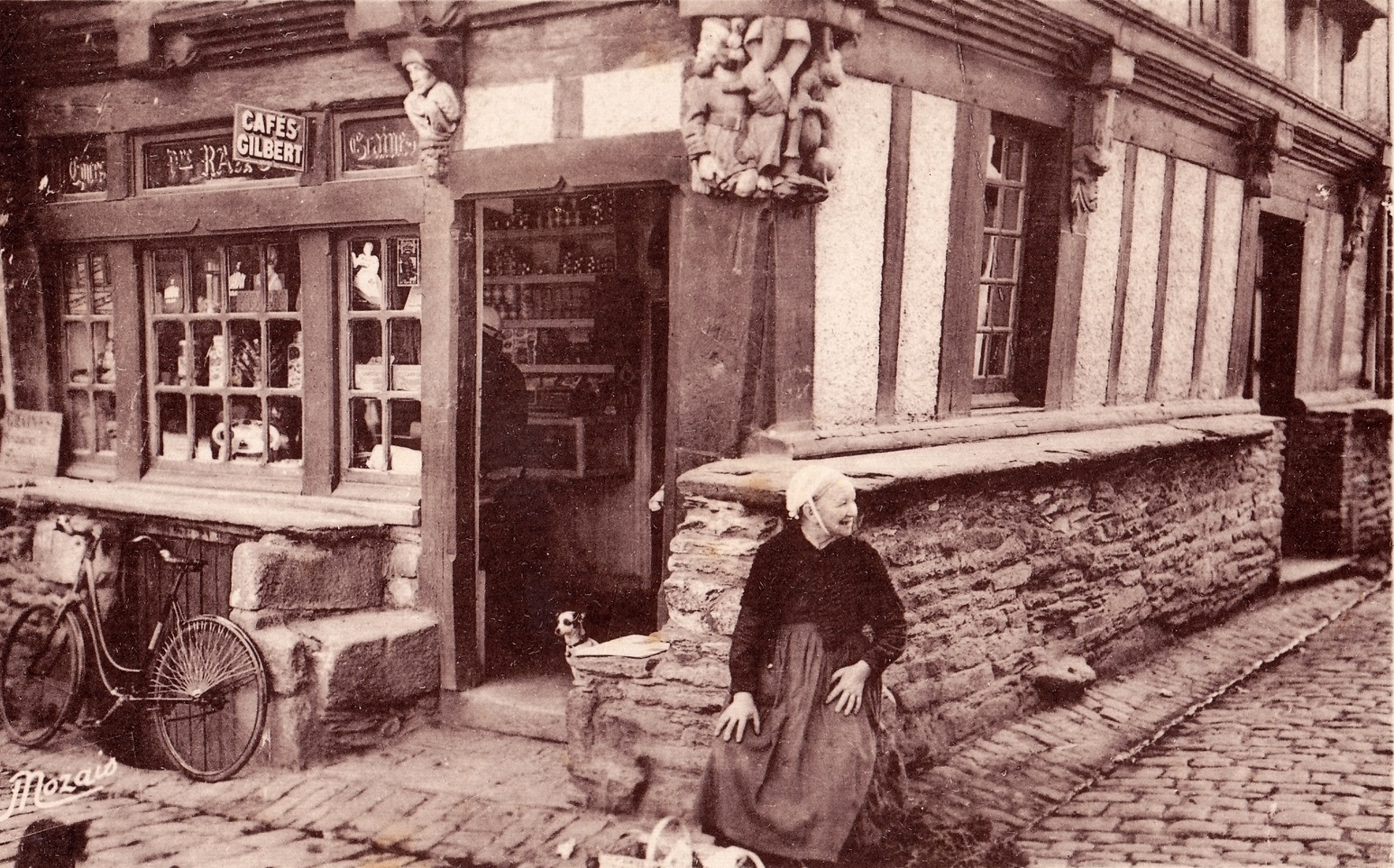
La maison de la Truie-qui-file au début du XXe siècle (carte postale).
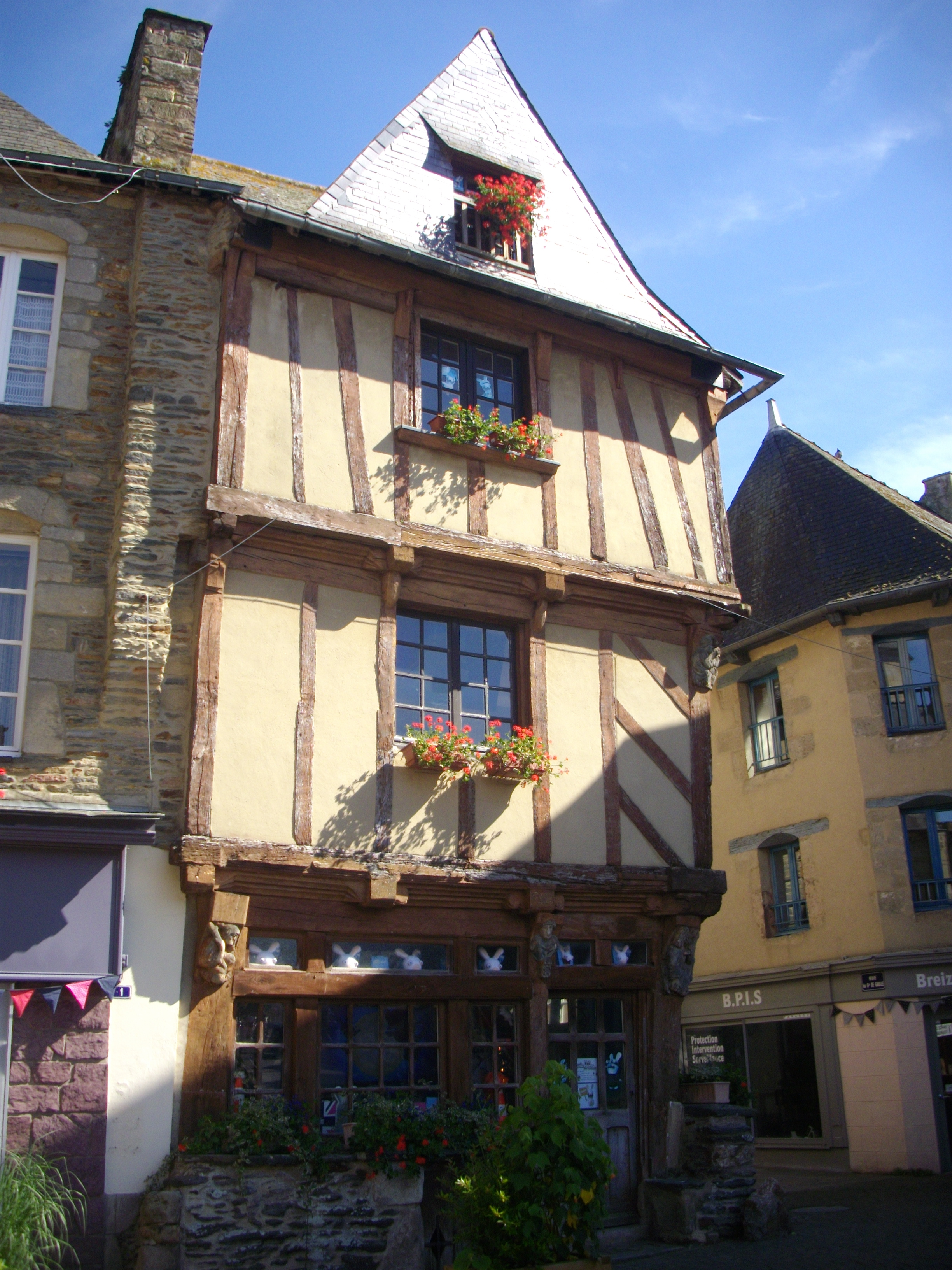
La maison de la Truie-qui-file.
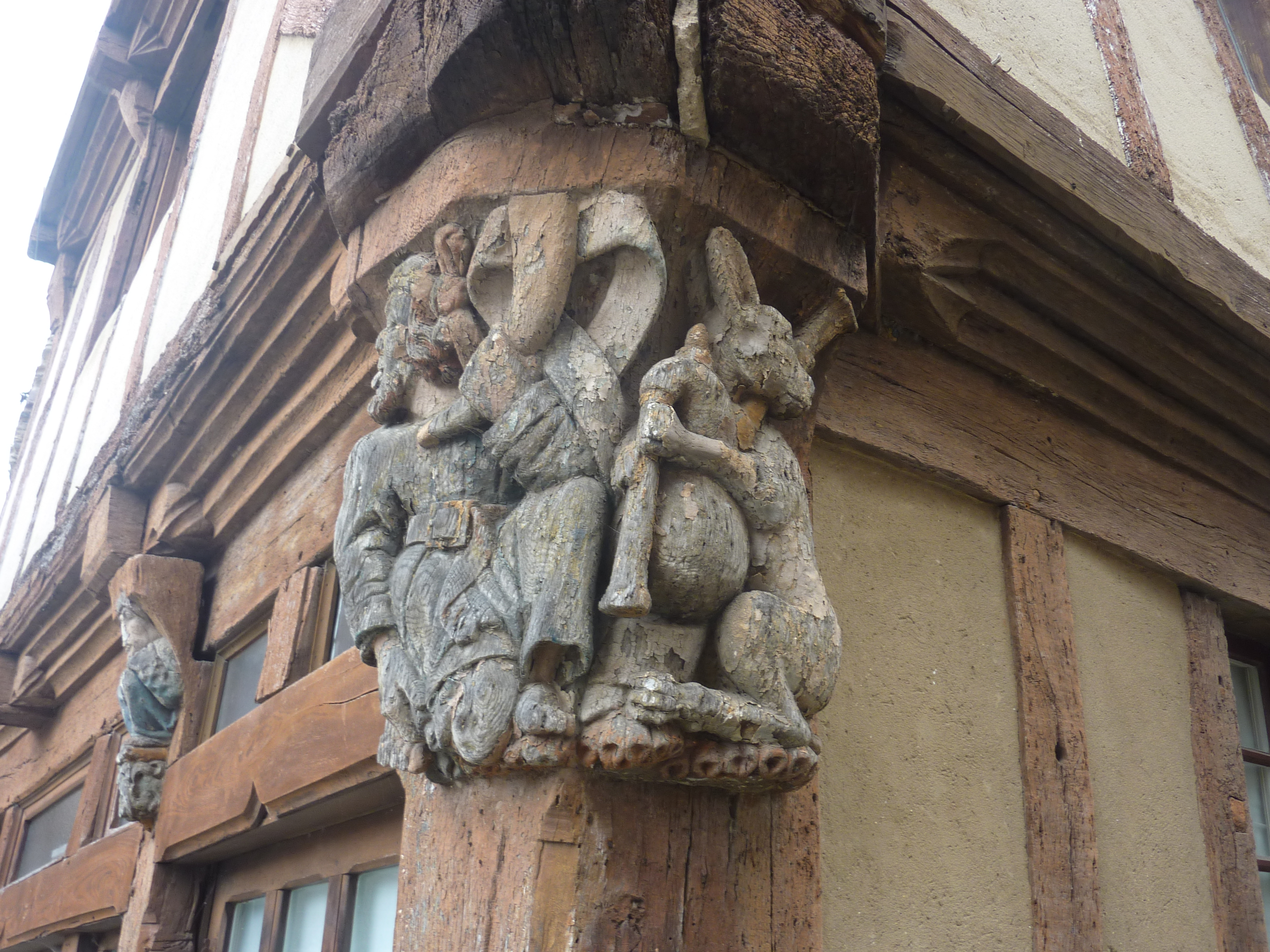
Groupe sculpté situé à l'angle de la maison de la Truie-qui-file.

Autres monuments :
- La Rue aux Anglais : rue moyenâgeuse suivant le tracé de l'ancienne enceinte du XVe siècle, présentant des maisons à colombages datant du XVIe siècle avec leurs étals de schiste ; le nom de la rue est dû à la présence de mercenaires anglais qui y tinrent garnison au XVIIe siècle ;

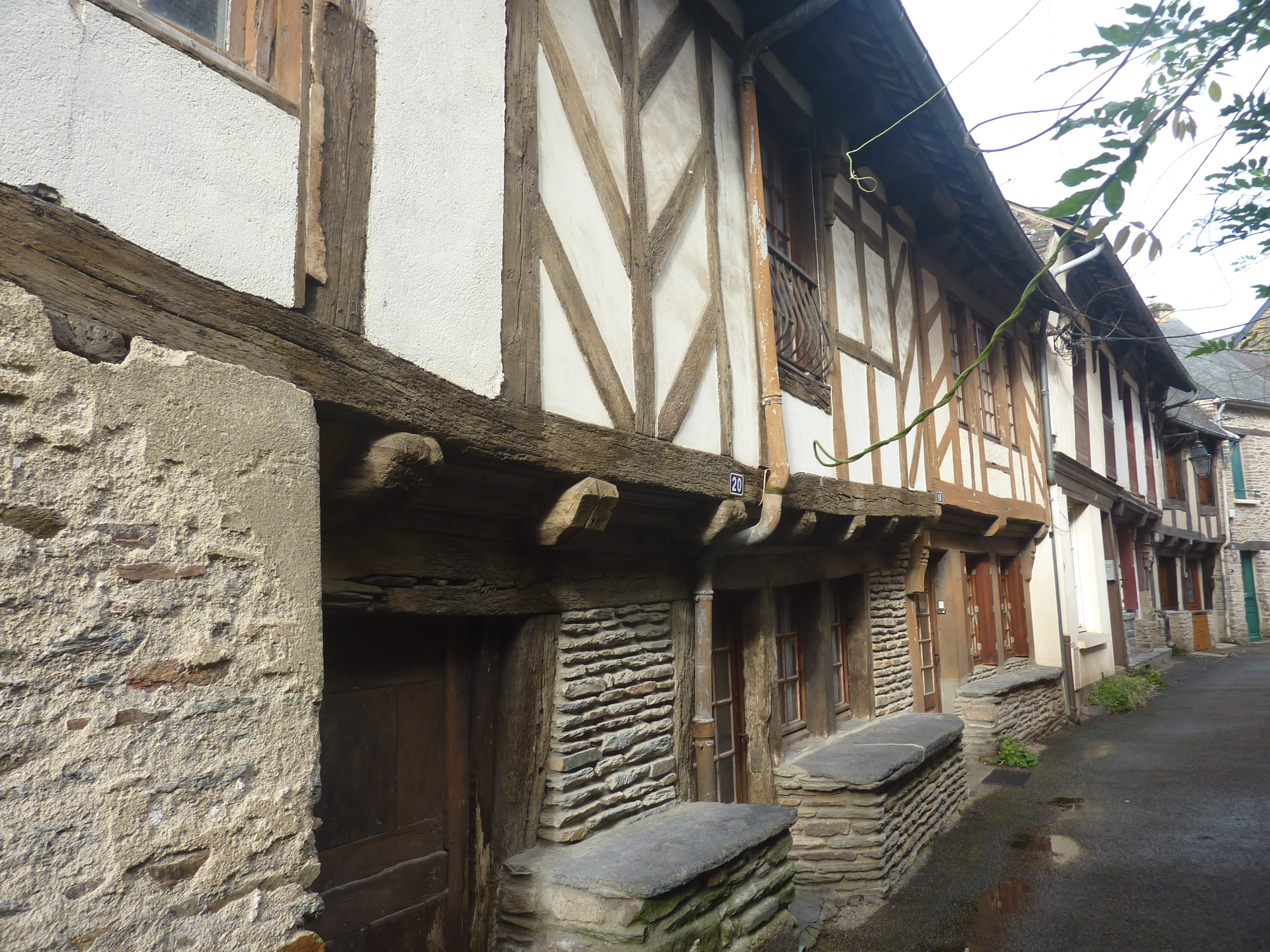
Maisons à colombages du XVe siècle de la Rue aux Anglais, avec leurs étals de schiste.

- Le couvent des Augustins, dans l'île Notre-Dame, fondé vers 1633 ;
- Le monastère de l'Immaculée Conception, communauté de sœurs hospitalières Augustines fondée en 1866, elle appartient à la congrégation des Augustines de la Miséricorde de Jésus[107],[108] ; c'est l'ancien couvent des Ursulines, fondé en 1670 ;

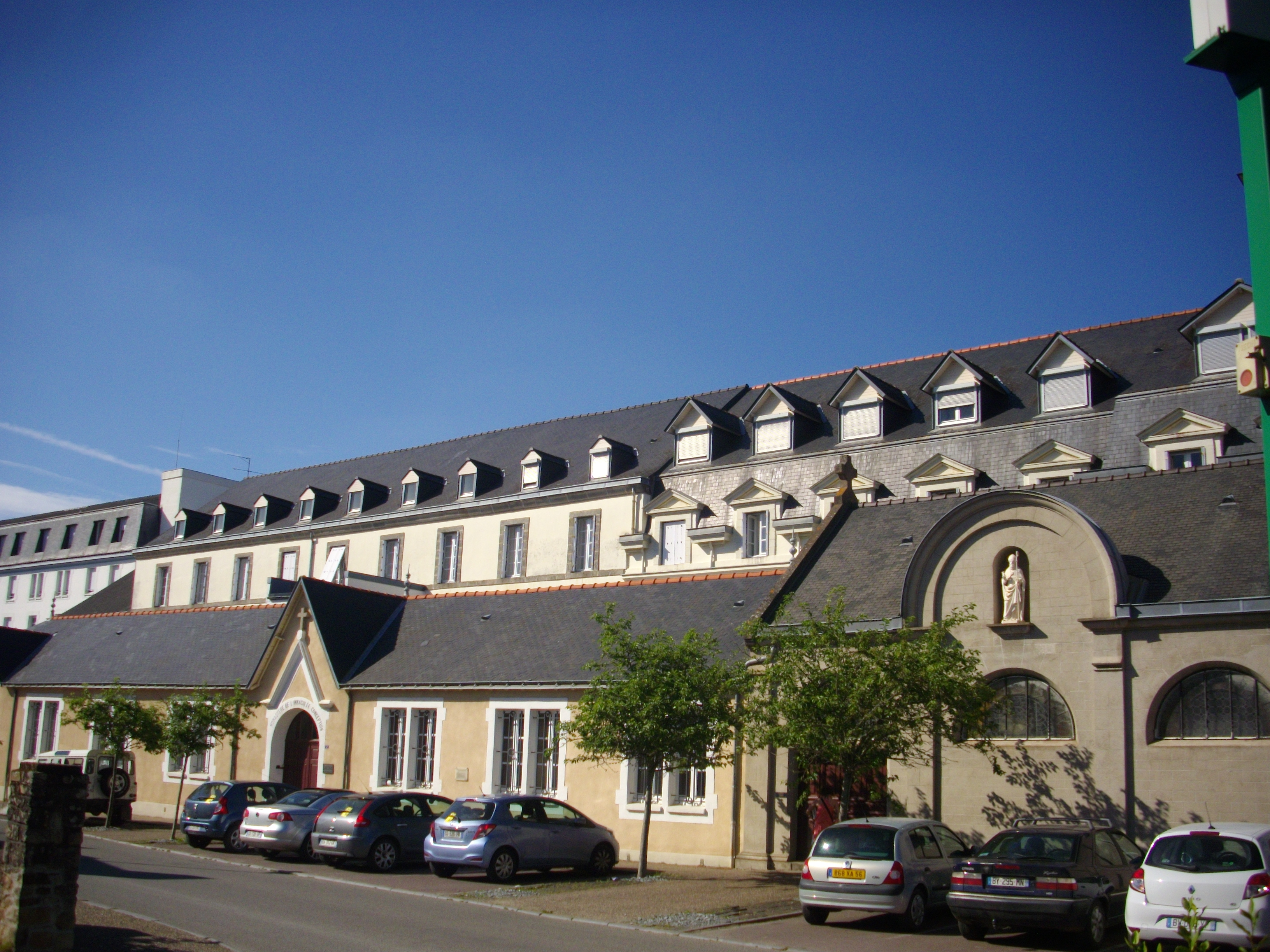
Malestroit : le couvent des Ursulines.
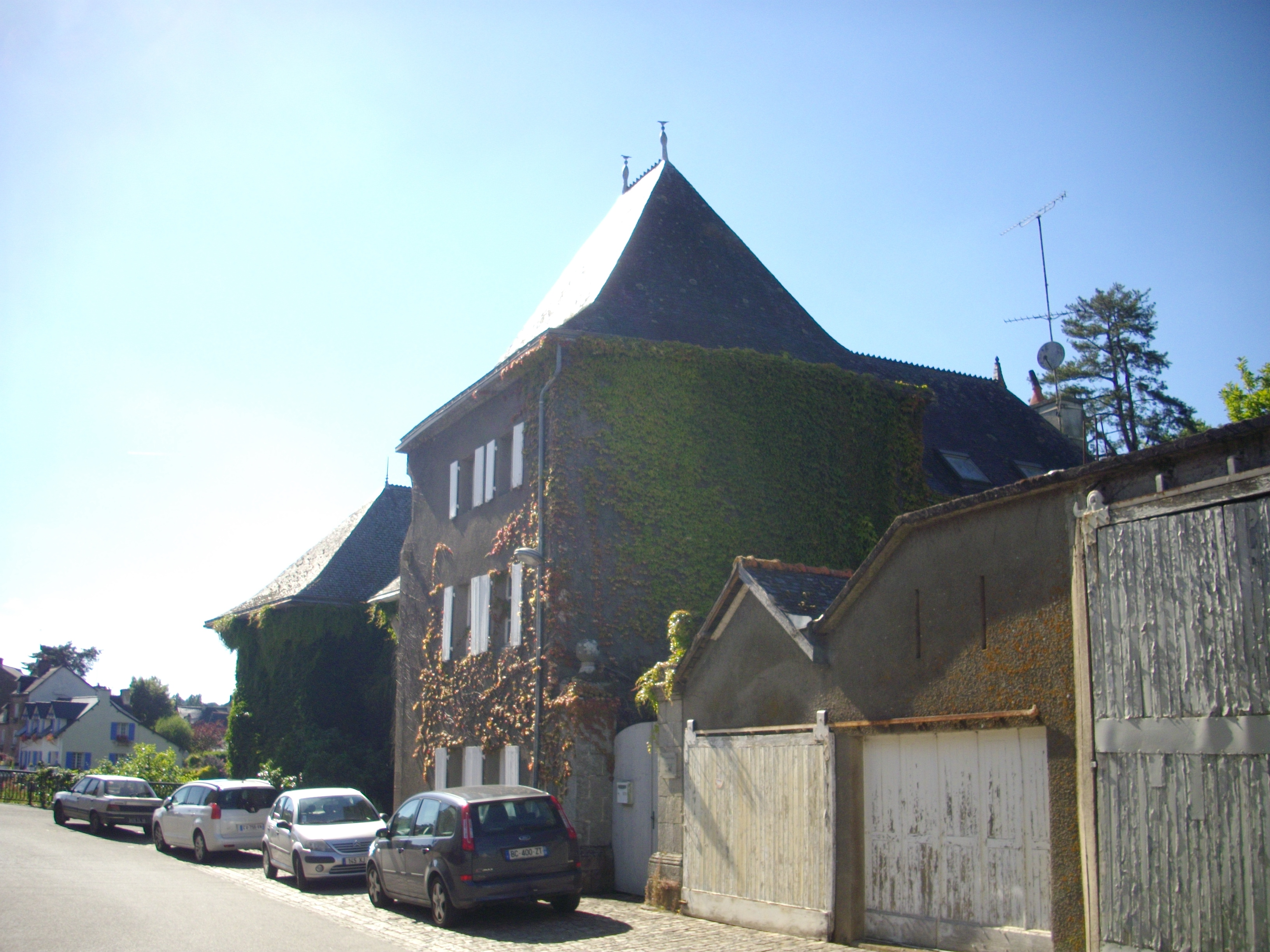
Malestroit : le couvent des Augustins.

- La fontaine du Lion d'or ;

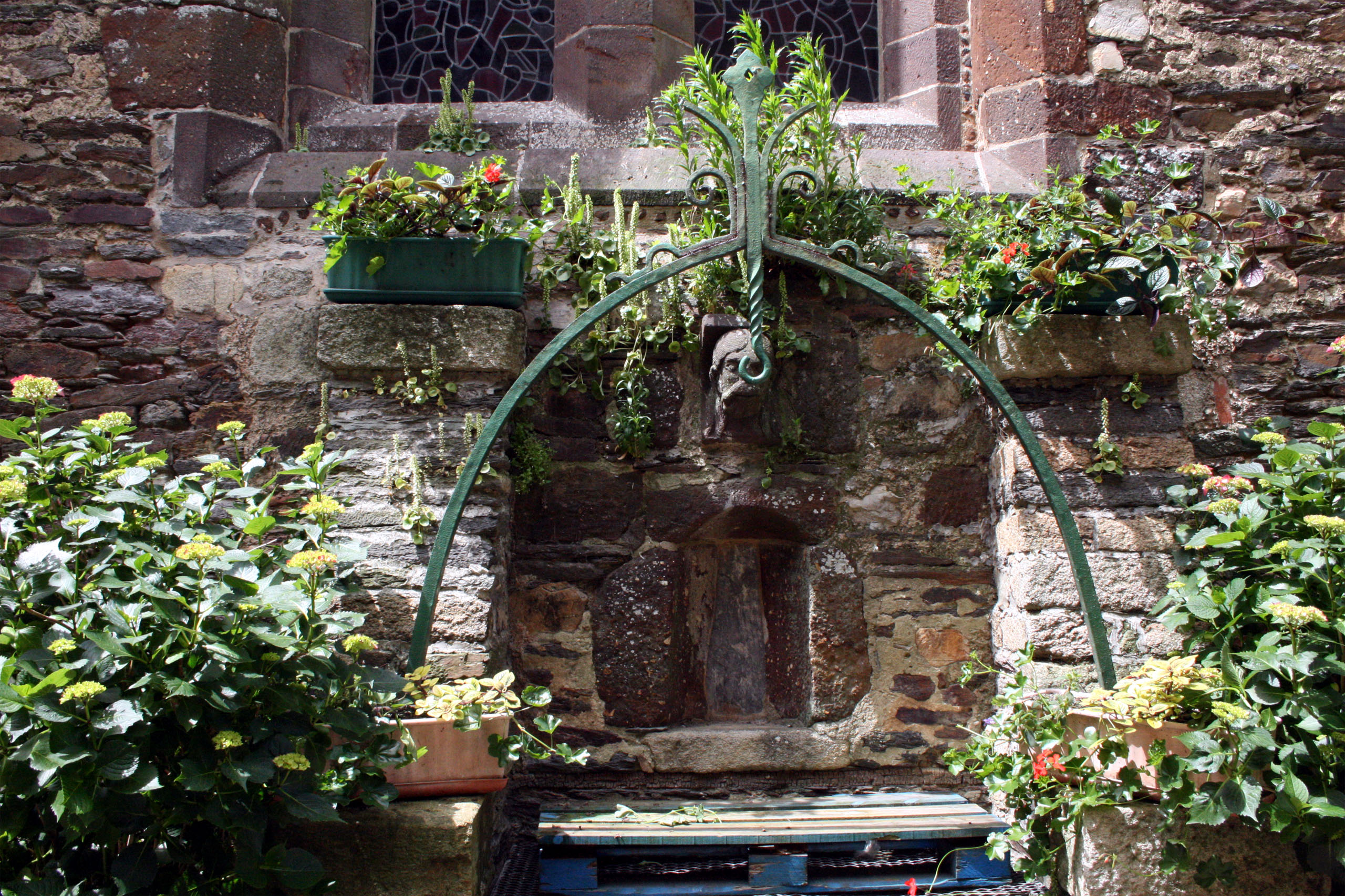
Fontaine du Lion d'Or.

- Le moulin de Malestroit, dans l'île Notre-Dame.

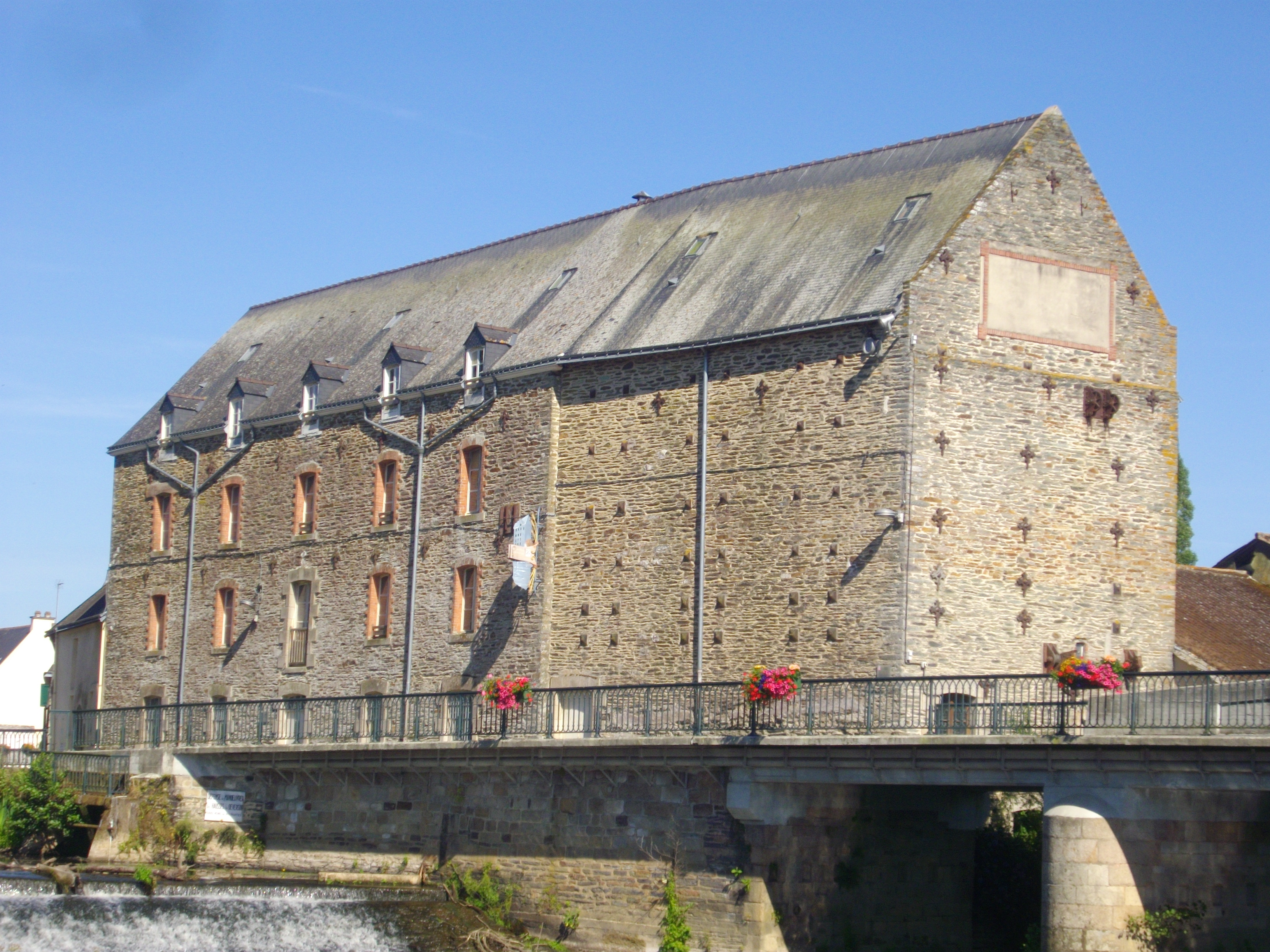
Le moulin de Malestroit.

- la statue de St Gilles près de la clinique

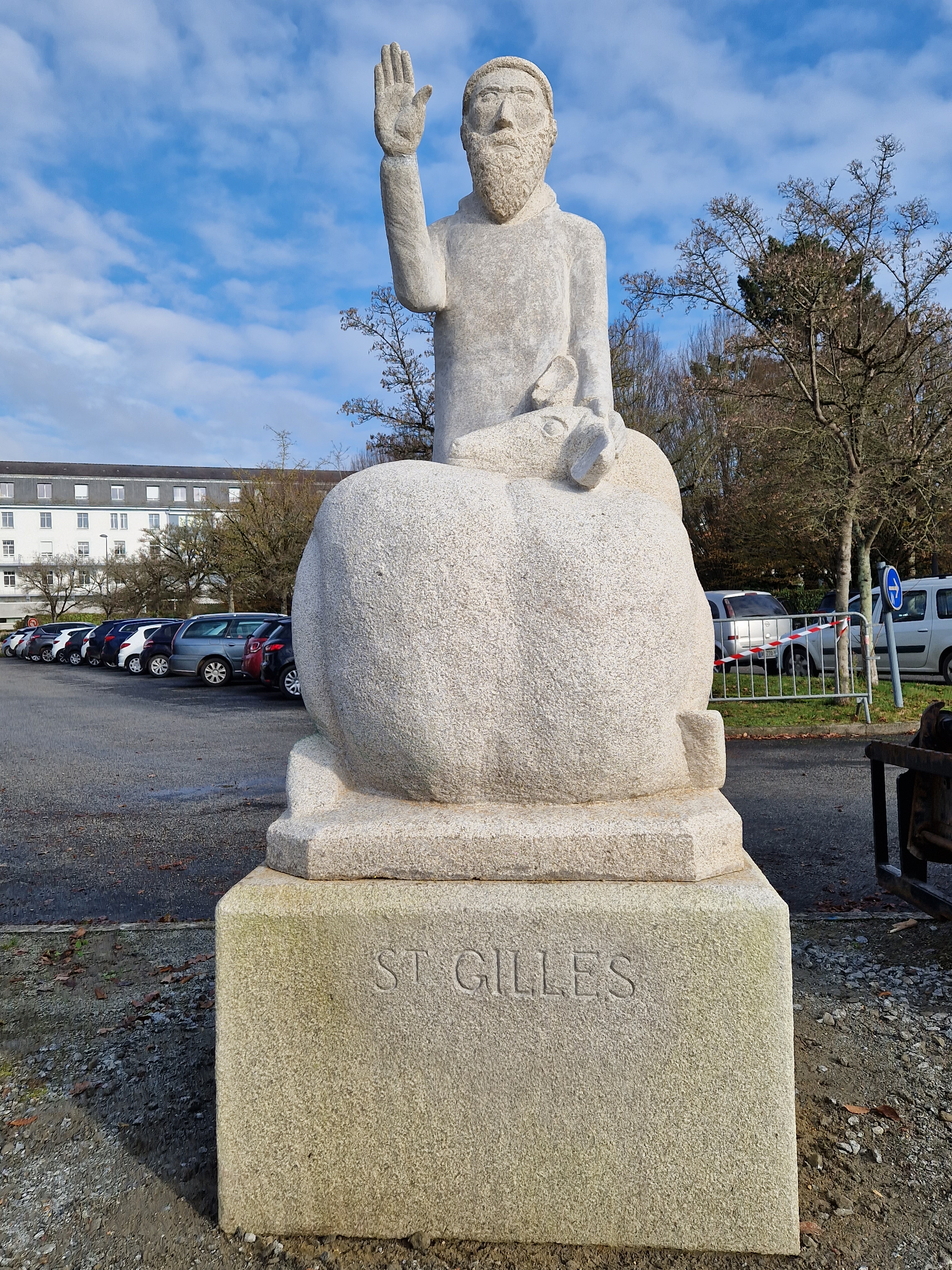
statue de Saint Gilles en granit par John Serrat

### Activités et festivals
Depuis 1999, l'association Aux Arts Etc... organise le festival Au Pont du Rock à Malestroit ainsi que de nombreux concerts. Des artistes de renommée mondiale sont présents.
L'été, des concerts (Mardis de St Gilles, Vendredis du Canal...) et spectacles médiévaux sont proposés avec des animations en ville ou sur la digue.
Fin août, la fête de Saint Gilles réunit les paroissiens et les camping-caristes pour leur Pardon.

### Héraldique
|  | En 1451, la seigneurie de Malestroit est érigée en baronnie pour Jean IV Raguenel, Maréchal de Bretagne et devient la neuvième baronnie de Bretagne. Le blason se décrit de la façon suivante : - De gueules à neuf besants d'or 3, 3 et 3 (« les Baguenaudes Malestroyennes » - Jean-Paul Bourban) |

 (d'où le surnom de "Cité aux neuf besants d'or" donné à Malestroit).

### Devise
La devise est inscrite au fronton de l’Hôtel de ville « Quæ numerat nummos non malestricta domus » qui peut être traduite par « le domaine qui compte (ses besans) n’est pas Malestroit » ou « Maison riche d'écus ne grince jamais ». (« les Baguenaudes Malestroyennes » - Jean-Paul Bourban)

### Littérature
- Paul Féval : Contes de Bretagne. La femme blanche des marais (1878)[109].
- Paul Féval fils et Théodore Botrel : Chantepie (drame en trois actes tiré de La femme blanche des marais de Paul Féval) ; certaines scènes se déroulent au château de Malestroit vers 1550)[110].
- Pierre Decourcelle : La buveuse de larmes (1885), roman paru aussi en 1894 en feuilleton dans le journal La Dépêche de Brest et de l'Ouest[111].

## Personnalités liées à la commune
- Albert Aubry (1892-1951), député d’Ille-et-Vilaine résistant français y est né.
- Yvonne Beauvais (1901-1951), en religion Mère Yvonne Aimée de Jésus supérieure générale des Augustines de la Miséricorde de Jésus.
- Blandine Bellavoir (1984-), actrice.
- Edmond Besson (1887-1977), maire de Malestroit[107]
- Les frères Alain et Daniel Bonnec, artistes peintres.
- Jacques Bonsergent (1912-1940), premier français fusillé par l’occupant en 1940 y est inhumé.
- James Bouillé (1894-1945), architecte.
- Vincent Chaignart de la Gaudinaye (1746-1817), avocat en parlement, conseiller du roy, député à la Convention, maire de Malestroit
- Marcel Cohen (1937-), journaliste, écrivain, auteur de Malestroit chroniques du silence (E.F.R., 1973)
- Jehan Cherruier dit « Malestroit ». Éminent économiste d’Henri III et de Bretagne
- Armand Corentin, comte de Malestroit et marquis de Pontcallec (1738-1797)
- Charles de Cossé duc de Brissac Baron de Malestroit (1550-1626), maréchal de France lieutenant général de Bretagne[107]
- Christophe Coué (1982-), footballeur.
- Mathurin (Maturin) Marie Dréano (1892-1973) chanoine, professeur et littérateur, docteur ès Lettres, auteur d'ouvrages sur Montaigne : « La Pensée Religieuse de Montaigne », « La Renommée de Montaigne en France au XVIIIe siècle : 1677-1802 », « La Religion de Montaigne ».
- Maxime Dupé (1993), footballeur professionnel, gardien de but du FC Nantes Atlantique, puis du Toulouse FC et RSC Anderlecht.
- Charles Filiger (1863-1928), peintre du groupe de Pont-Aven
- Xavier Fontanet (1948-), chef d'entreprise français, dirigeant du groupe Essilor (1991-2010), professeur à HEC Paris, chroniqueur aux Échos.
- Yvonnet Flourée, dit Prioris, XVe siècle, homme d'affaires et officier de finance.
- Jean-Olivier Gaudin, général de cavalerie XVIIIe siècle.
- Louis Gougaud (1877-1941), moine bénédictin, historien du christianisme.
- Clément de Guer-Malestroit, marquis de Pontcallec, chef d'un complot contre le Régent.
- Yves Gleu, XVe siècle, évêque.
- Hervé Juvin (1956-), intellectuel, homme d'affaires et personnalité politique né dans la commune.
- Jean Karakos (1940 - 2017), producteur de musique.
- Félicité et Jean-Marie de La Mennais, supérieur général et vicaire général, noviciat de la Congrégation de Saint-Pierre.
- Pierre Bruno Jean de La Monneraye (né en 1760 à Rennes, décédé en 1832 au château du Cléio en Malestroit, contre-amiral.
- Famille de Lannion.
- Alphonse Lanoe (1926), peintre.
- Jean de Laval-Châteaubriant, baron de Malestroit (1487-1543).
- Auguste Le Franc (1858-1943), prêtre, écrivain et chercheur.
- Jean-Pierre Letort-Tregaro (1943), écrivain, universitaire.
- Patrick Mahéo (1954-), médecin et historien.
- Eudon de Malestroit XIIIe siècle
- Gaspard de Malestroit, évêque
- Geoffroi de Malestroit 1309-1343
- Dom Louis Gougaud (1877-1941), bénédictin
- Guillaume de Malestroit XIVe – XVe siècles, évêque
- Henri de Malestroit-Beaumont XIVe siècle
- Don Hercelin (1787-1855), abbé de la Grande Trappe de Soligny Fondateur du Monastère cistercien de Timadeuc
- Hervé Ier de Malestroit XIVe siècle
- Hervé II de Malestroit Fin XIVe-Début XVe siècles
- Jean de Malestroit Fin XIVe-Début XVe siècle, évêque de Nantes, chancelier du duc de Bretagne
- Jean de Malestroit XVe siècle, seigneur d’Oudon
- Jean de Malestroit de Bruc, écrivain
- Jean de Malestroit-Raguenel Fin XIVe-Début XVe siècles
- Jean II de Malestroit XIVe siècle
- Jean II de Malestroit-Combourg Fin XIVe-Début XVe siècle
- Jean III de Malestroit XIVe - XVe siècles, seigneur de Beaumont et sire de Käer. Le constructeur du grand donjon du château de Largoët en Elven
- Jean IV de Malestroit-Raguenel (1436-1471)
- Jean et Julien de Malestroit-Oudon XVIe siècle
- Juhael et Jacques de Malestroit, croisés Fin XIe-début XIIe siècle
- Louis de Malestroit, Fin XVe-Début XVIe siècle, seigneur de Beaumont.
- Péan ou Païen de Malestroit XIIe siècle
- Païen II de Malestroit, Fin XIIe-début XIIIe siècle
- Païen IV de Malestroit, XIVe siècle
- Philippe de Malestroit, XVe siècle, seigneur de Beaumont
- Thibaud de Malestroit XIVe siècle, évêque
- Louis Marsille, (1872-1966), historien et érudit.
- Bernard Mélois, (1939-2023), sculpteur
- Clémentine Mélois (1980), artiste, écrivaine, autrice de Alors c'est bien (Gallimard, 2024)
- Eugène Mounier, (1906-2007), écrivain et historien local de Malestroit ayant rédigé « Malestroit, son histoire, ses origines »
- Arnaud Mulliez (1959-), fils de Gérard Mulliez, Association familiale Mulliez
- Nominoé (vers 800-851) IXe siècle comte de Vannes et duc (ou roi) des Bretons
- Roger Plisson, navigateur solitaire.
- Dr Jean Queinnec (1896-1962), Chirurgien chef de la Clinique des Augustines, Résistant, Maire de Malestroit et vice-président du conseil général du Morbihan[107].
- Julien de Quistinic, défenseur de la cité assiégée XVIe
- Daniel Rialet, (1960-2006), acteur français, y est né et y a été inhumé
- Jean IV de Rieux, Baron de Malestroit (1447-1518), Maréchal de Bretagne (1470)
- Albert Robida XIXe siècle, illustrateur.
- Robin III Raguenel
- Ratuili ou Ratwili : Évêque d’Alet IXe siècle
- Jean Rouxel (1935-1998), chimiste.
- Famille de Sérent ;
- Jean de Saint-Chéron, auteur de Malestroit (Grasset, 2025)
- Loaisel de Treogate (1752-1812), romancier préromantique et dramatique[107]
- Saint Guénin (VIIe siècle)
- Saint Poufra
- Armand Seguin, peintre, graveur ;
- Jean de Serent
- Chanoine Seveno, restaurateur de l'église Saint-Gilles
- Jean de Tinteniac
- Pierre Dieulefils, photographe et éditeur de cartes postales, né à Malestroit en 1862